# フリーメイソン

フリーメイソンリーのシンボルマークの一つ。定規とコンパス

フリーメイソン（英: Freemason）は、16世紀後半から17世紀初頭に、判然としない起源から起きた友愛団体である。

## 概要
フリーメイソンは、『ロッジ』と呼ばれる集会場において、儀式や講義を通して、人間の基本的な道徳を学び教え合っている。その中では、仲間そして人類における兄弟愛、個人の尊厳と自由を尊重すること、人間として家族や社会での責任を果たすことなどが強調される（近代フリーメイソンが成立した18世紀初めにおいて、これらの理念は画期的なものであったという）。
英語では個々のメンバーを指してフリーメーソン、あるいはメイソンと呼ぶのに対し、組織を示す場合はフリーメイソンリー（Freemasonry）、略してメイソンリーと呼ばれる。
フリーメイソンリーは、多様な形で全世界に存在し、会員数は600万人を超える。会員のうち15万人はスコットランド・グランドロッジならびにアイルランド・グランドロッジの管区下に、25万人は英連邦グランドロッジに、200万人は米国のグランドロッジに所属している。日本グランドロッジ傘下の会員数は約1,500人、そのうち日本人は約250人。
この友愛結社（組合）は管轄上、独立したグランドロッジもしくは一部が東方社（オリエント、大東社系）の形で組織され、それぞれが下部組織（下位のロッジ）から成る自身の管区を管轄している。これらの多様なグランドロッジは、それぞれが認め合い、あるいは拒否し、境界を形成する。また、フリーメイソンリーの主要な支部には、関連した付属団体が存在するが、それらはそれぞれが独立した組織である。フリーメイソンリーは秘密結社または「semi-secret」（半分秘密の）団体と表現する場合があるが、いかなる団体であれ団体内部の秘密というものがあり、そうした視点においてフリーメイソンリーは広く知られた公開結社なのであるというフリーメイソンリー側の意見もある。「お前、秘密を漏らしたら首を切るぞ」と脅かして口伝で秘技を伝えた実務的メイソンの時代は400年間続いた。
ロータリークラブ、ライオンズクラブは、それぞれの創立者がフリーメイソンであり、フリーメーソンリーから派生したともいえる。
フリーメイソンリーには「自由、平等、友愛、寛容、人道」の5つの基本理念がある。

## 沿革

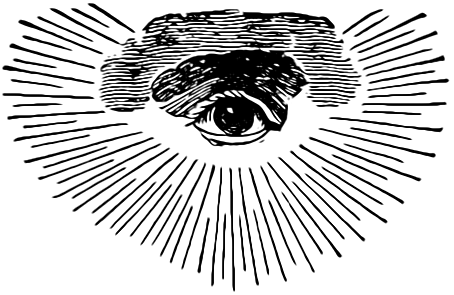
フリーメイソンリーが用いるシンボルの一つ、プロビデンスの目。

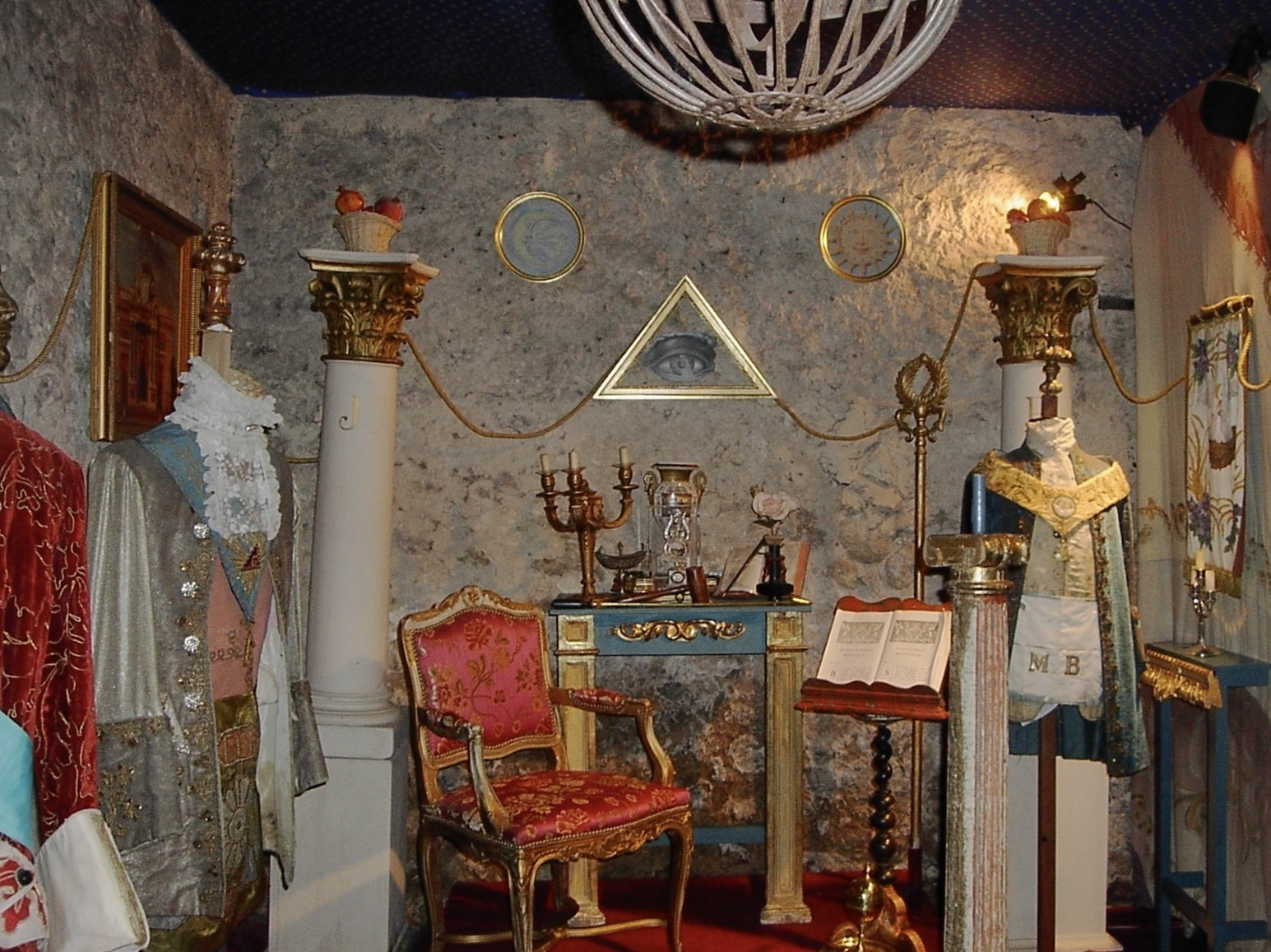
18世紀の備品。壁にプロビデンスの目。

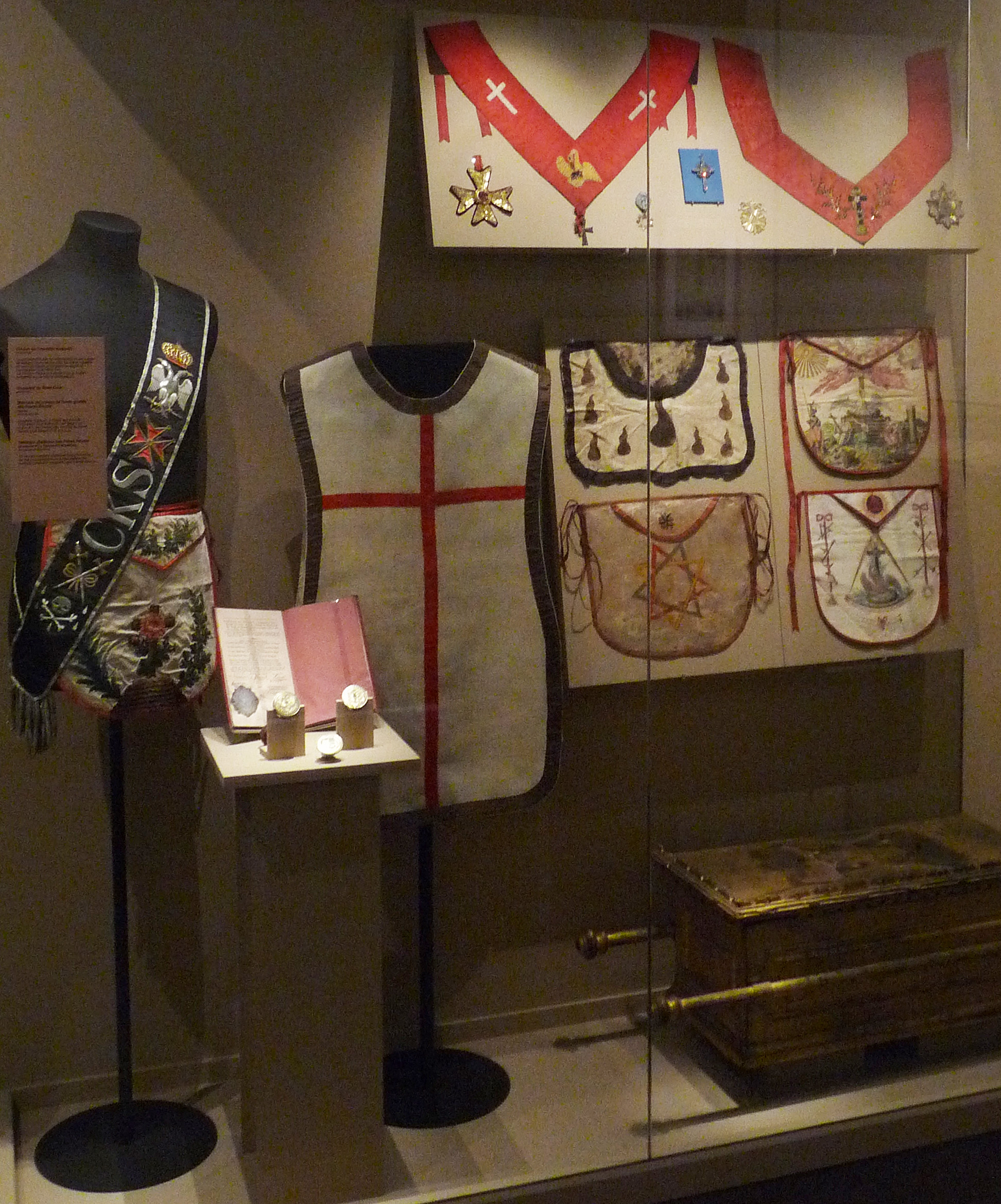
エプロン、コルドン（たすき掛けの装飾品）、外衣など。

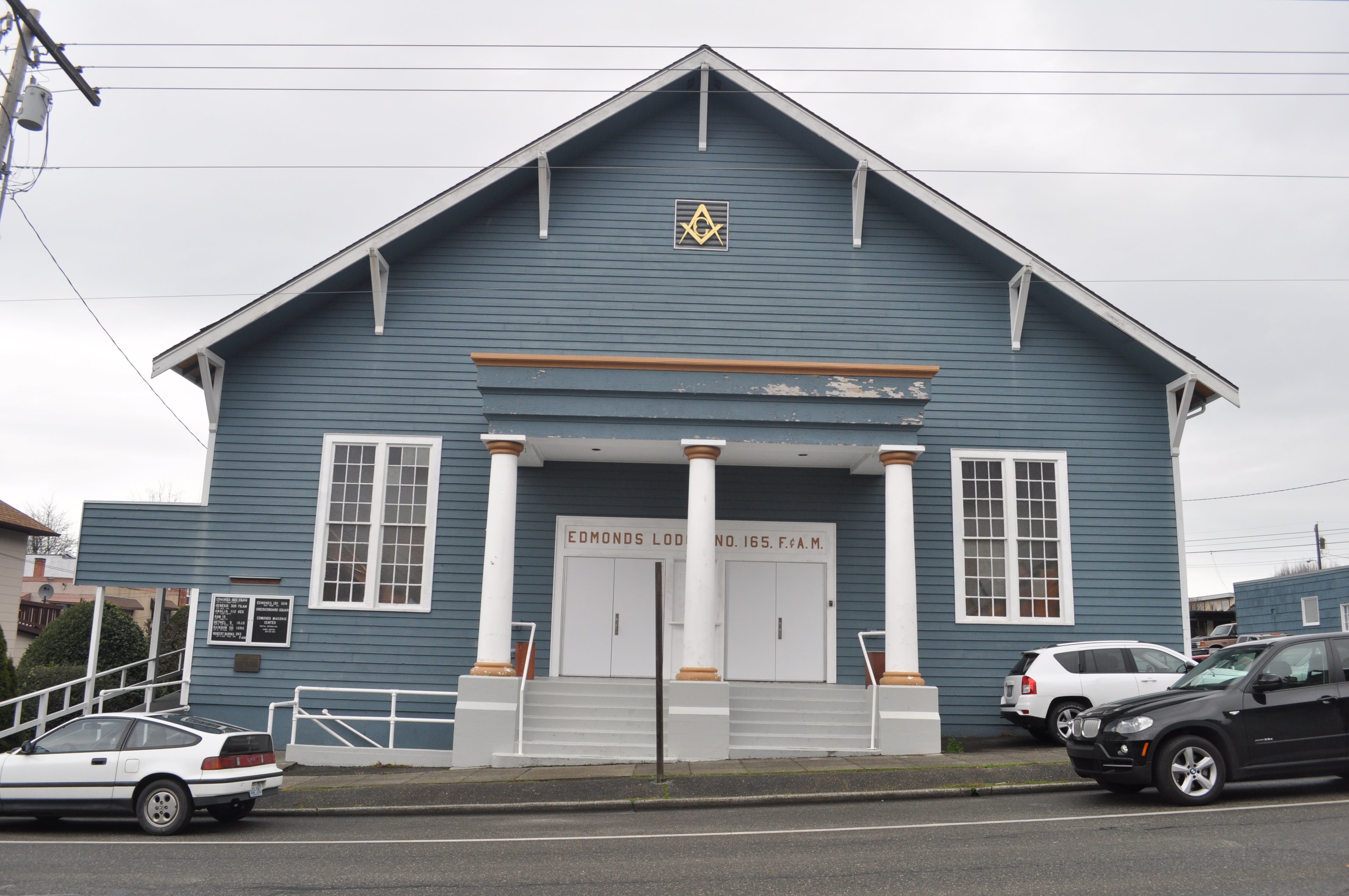
米国エドモンズのロッジ。

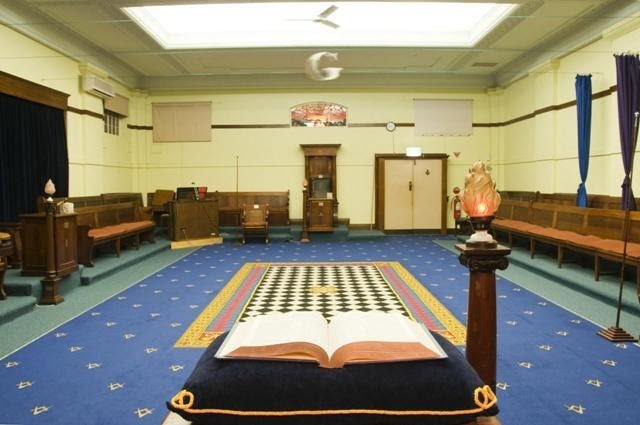
オーストラリアメルボルンアボッツフォードのロッジ内部。

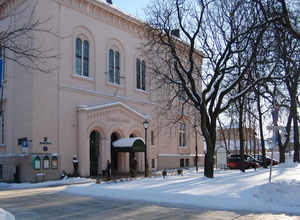
宴会場、コンサート会場、フリーメイソンのロッジ、これらの用途として1836年に建設されたノルウェーのオスロにある「ガムレ・ローシェン」（den Gamle Logen）。

1920年制定オリンピック旗。古代ギリシア時代の古代オリンピックにならい近代オリンピックを提唱したピエール・ド・クーベルタン男爵は、フリーメイソンである。1894年国際オリンピック委員会（IOC）設立時のメンバーであったアンプティル男爵は1890年にフリーメイソンリーに入会した。また、初期IOCメンバーで初代イギリスオリンピック委員会会長のデスボロー男爵も、1875年にフリーメイソンリーに入会した。
第1回大会（アテネ、1896年4月）は男性のみ参加資格があったが、1名の女性マラソン選手が非正規で参加し、4年1か月を経た第2回大会（パリ、1900年5月-10月）から女性の参加が整備された。クーベルタン男爵は、女性の参加は男性にとって良からぬことであると考えていた。

### 総説
起源とフリーメイソンリーに関して対外的な資料が少ないため、諸説も存在するが、レギウス・マニュスクリプトとして知られるある詩人は、およそ1390年頃と疑われる、としておりこれは諸説あるメイソン起源説の中では、もっとも早くに上るものである。
16世紀には、スコットランドにメイソンのロッジ（地方支部）（Masonic Lodge）が存在していた、とする証拠もある。
例えば、スコットランドのキルウィーニングのロッジには、16世紀後半の記録があり、それは1599年にあった第二シュワー法に言及している。
イングランドにおいては、17世紀中盤にはロッジが存在していたことを示す明白な書証がある。
最初のグランドロッジである英国グランドロッジ（GLE、グランドロッジ・オブ・イングランド）は1717年6月24日に設立され、この日に、4つの既存のロンドンのロッジが合同で晩餐をしている。
こうして統括機関は素早く拡張され、殆どの英国のロッジが結合した。
しかし、少数のロッジは、GLEが企図した例えば第三位階の創設のような幾つかの近代化に憤然として、1751年7月17日にこれに対抗したグランドロッジを形成し、彼らはそれを古代英国グランドロッジと称した。
この「近代」（GLE）と「古代」の二つのグランドロッジは、1813年9月25日に英連邦グランドロッジ（UGLE）に統合されるまで、互いに覇を競った。
アイルランド・グランドロッジとスコットランド・グランドロッジは、それぞれ1725年と1736年に形成された。
フリーメイソンリーは、1730年代までには古代、近代共に北米の英植民地に進出し、多様な州グランドロッジを組織した。
独立戦争後、米国のグランドロッジは独立し、それぞれの州に根を下ろした。
何人かは、ジョージ・ワシントンを初代グランドマスターとして、これらを股にかけた合衆国グランドロッジの組織を構想したが、多くのグランドロッジが統合によって、自分達の権威が低下するのを望まなかったため、このアイデアは短命に終わった。
古代であれ近代であれ、ロッジを運営するにあたって行なっているメイソンリーとしての活動内容に差はなかったのだが、こうした部門はF.& A.M.（Free and Accepted Masons）だったり、A.F.& A.M.（Antient Free and Accepted Masons）だったりと、そのネーミングに名残を見出し得た。
ヨーロッパの最も古い管区であるフランス大東社（GOdF）は、1733年に設立された。
しかしながら、大東社は至高の存在（メイソンでは、複数の宗教の会員がいることから各員が神と信じるものを最大公約数をとってこう表現する）への尊崇義務を会員規定から撤廃し、英語圏メイソンとの確執を引き起こし、両社は1877年頃、公式の関係を断絶した。
こうした中で、グランド・ロジュ・ナシオナル・フランセーズ（GLNF, Grande Loge nationale française）が、一般に英連邦メイソンとの友好関係を保ち、世界と調和した唯一のグランドロッジとなった。
こうした経緯故に、しばしばフリーメイソンリーは相互に親善関係にない二つの系統から構成されるといわれている。
- 英連邦メイソンとそれに連なる管区（グランドロッジと呼ばれる）の伝統、そして
- 欧州大陸系の大東社とそれに連なる管区の伝統（グランドオリエントと呼ばれる）である。

ラテン系の地域においては、一説によると大東社系スタイルの大陸型メイソンが優勢を占めていたとされるが、英連邦メイソンと友好関係にあるグランドロッジも存在し、それは英メイソンと友愛関係を仲良く分かち合っている。
世界の他の地域においては、マイナーなバリエーションも存在するが、フリーメイソンリーの大部分は、英連邦メイソンのスタイルが近似の傾向にある。

### 通説
英語でメイソンは石工やタイル工を表し、石工組合としての実務的メイソンリーが前身として中世に存在した、とする説もある。こうした職人団体としてのフリーメイソンリーは近代になって衰えたが、イギリスでは建築に関係のない貴族、紳士、知識人がフリーメイソンリーに加入し始めた（思索的メイソンリー。「思弁的-」とも）。それと共に、フリーメイソンリーは職人団体から、友愛団体に変貌したとするのである。
または、実務的メイソンリーとの直接の関係はなく、その組織を参考に、貴族たちが別個に作ったのが、思索的メイソンリーであるともいう。中世ヨーロッパでは、建築はあらゆる分野の技術に精通する必要がある「王者の技術」とされ、建築学や職人の社会的地位は高かった。また、技術の伝承についても厳しい掟が設けられた。その神秘性から、実務的メイソンリーが貴族などに注目され、薔薇十字団の正体ではないかと期待する者もあった。もっとも、これについては実務的メイソンリーはあくまでも石工団体であり、期待は裏切られた結果に終わったようである。
石工団体を元にした名残りとして、石工の道具であった直角定規とコンパス（Square and Compasses）がシンボルマークとして描かれ、内部の階位制度には「徒弟（Entered Apprentice）、職人（Fellow Craft）、親方（棟梁とも訳す。Master Mason）」の呼称が残っており、集会においては、元は石工の作業着であるエプロンを着用する。なお、ピラミッドに目の「プロビデンスの目」（※万物の創造主の管理下に置かれるといった象徴の意味：フクロウ・M・13）をシンボルとするのはフリーメイソンだけではなく、啓蒙時代のヨーロッパにおいて啓蒙思想の立場をとる団体が好んで使用したシンボルであり、フランス人権宣言の上部にシンボルが描かれているのも、基本となる考え方が啓蒙時代の哲学的、政治学的諸原理に由来するためである。
友愛団体に変貌したフリーメイソンリーは、イギリスから、商業や文化のネットワークを介して、ヨーロッパ諸国、ロシア、アメリカ大陸、さらには西欧諸国従属下にあるアフリカやアジアの植民地にまで広まった。民間人を対象とする国際的な互助組織がない時代だったので、会員であれば相互に助け合うというフリーメイソンリーは、困難を抱えた人間にとって非常にありがたかった。ウィーンのロッジに加入していたモーツァルトは、同じロッジのフリーメイソンに借金の無心をした記録が残っている。
フリーメイソンリーが広まった時期は、絶対王政から啓蒙君主、市民革命へと政治的な激動が続く時代でもあり、特定の宗教を持たずに理性や自由博愛の思想を掲げるヨーロッパ系フリーメイソンリーは、特定の宗教を否定することから、自由思想としてカトリック教会などの宗教権力からは敵視された。とりわけフランス革命の当事者たちの多くがフリーメイソンであったため、しばしば旧体制側から体制を転覆するための陰謀組織とみなされた。ナチス・ドイツの時代にはマルクス主義や自由主義とともに民族の統一を阻む抹殺されるべき教説として扱われ、弾圧を受けた。ナチスのSDではフリーメイソンを担当するSDII/111課が存在した。独立戦争にかかわった多くの会員がいたアメリカにおいても白眼視される傾向があった。ちなみにニューヨークの自由の女神像はフランス系フリーメイソンリーとアメリカ系フリーメイソンリーの間に交わされた贈り物という側面もあり、台座の銘板にはその経緯とメイソンリーの定規・コンパス・Gの紋章がきざまれている。
フリーメイソンリーの入会儀式は秘密とされたが、そのために、かえってさまざまな好奇心をかきたてた。トルストイの『戦争と平和』では1810年代のロシアのフリーメイソンの会合が描写されている。またモーツァルトの『魔笛』にフリーメイソンリーの入会儀式の影響を指摘する意見もある。

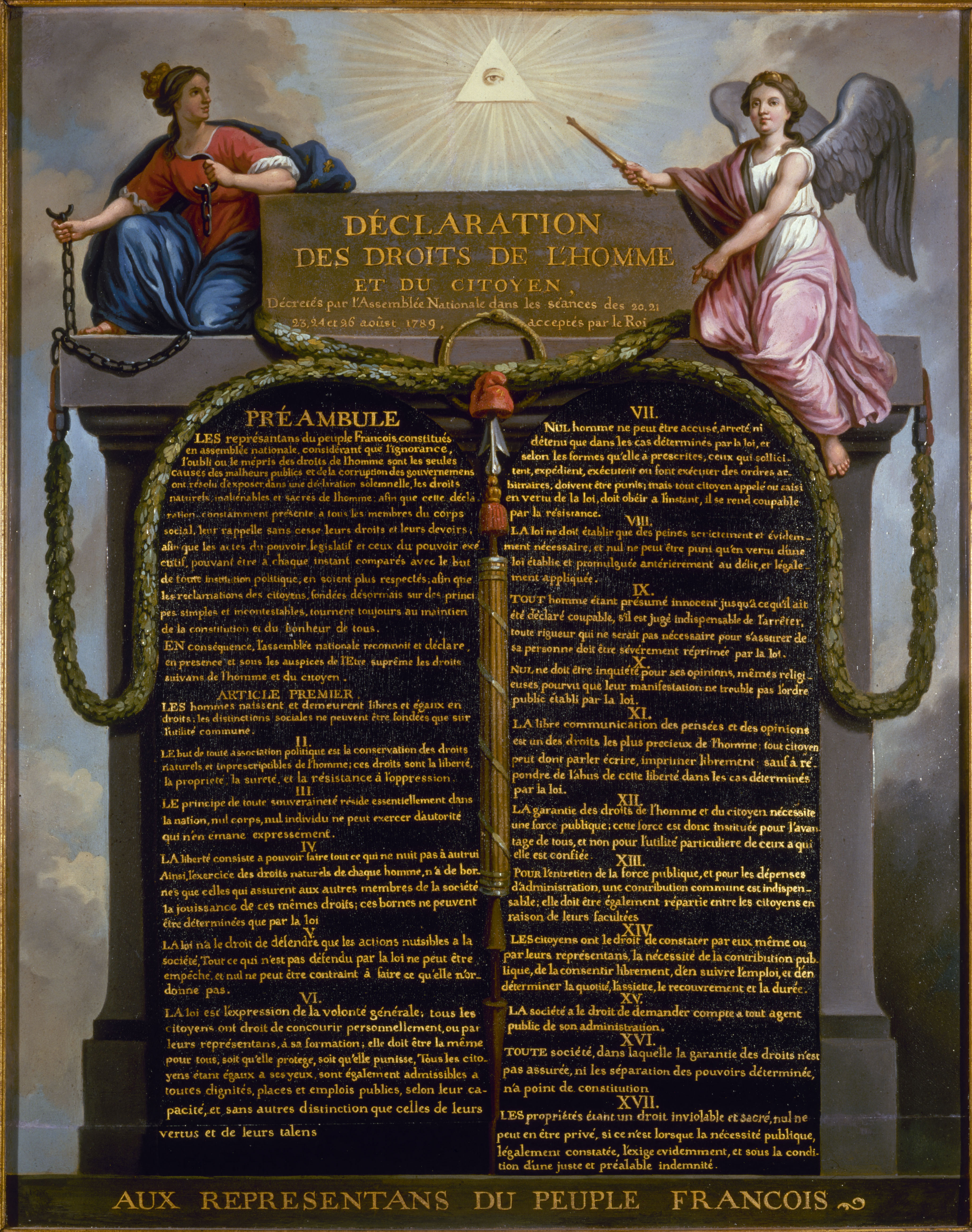
1789年のフランス人権宣言。絵の上部の三角形にプロビデンスの目が描かれている。
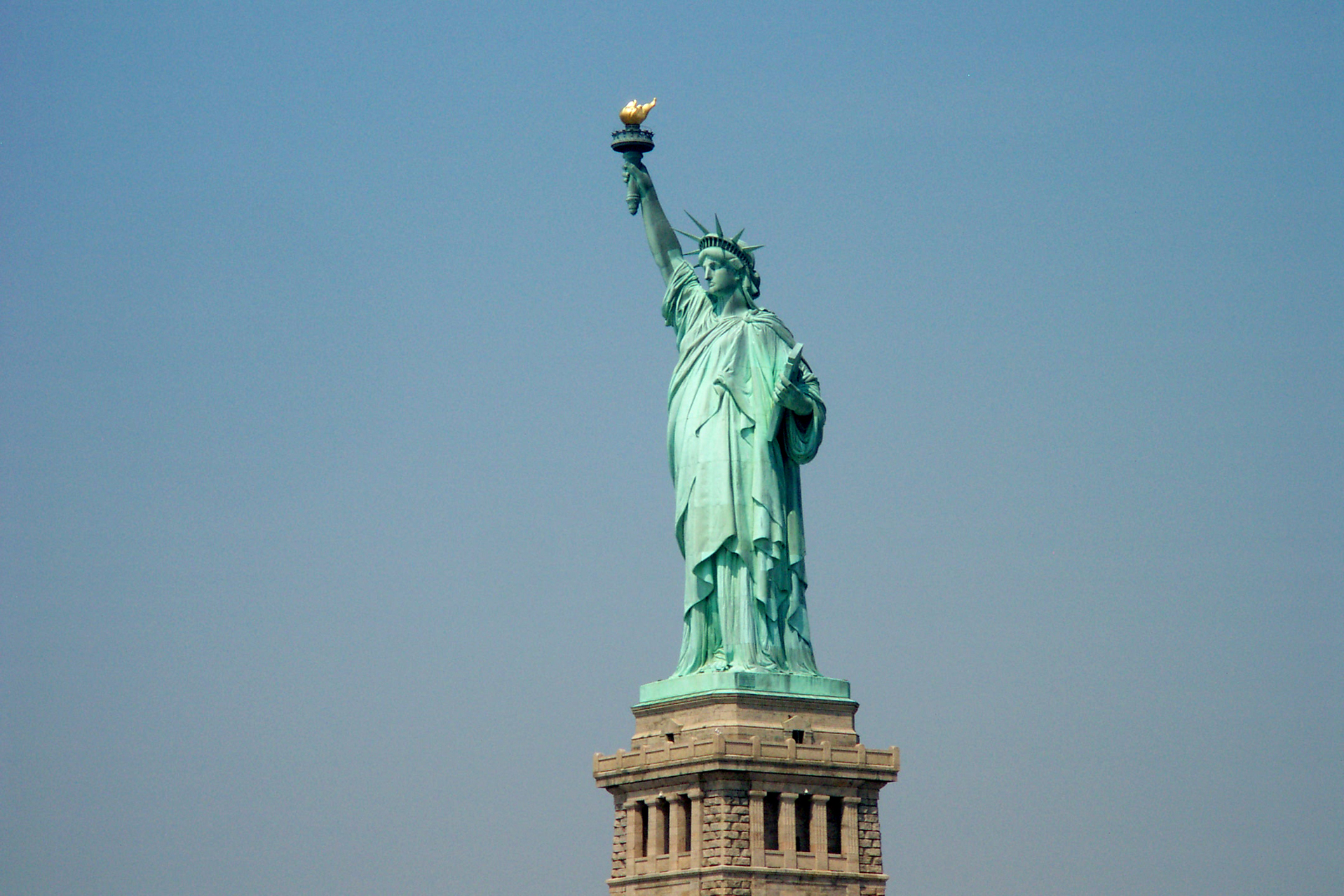
仏国メイソンリーから米国メイソンリーに贈られたニューヨーク湾リバティ島の自由の像（プロメテウス）
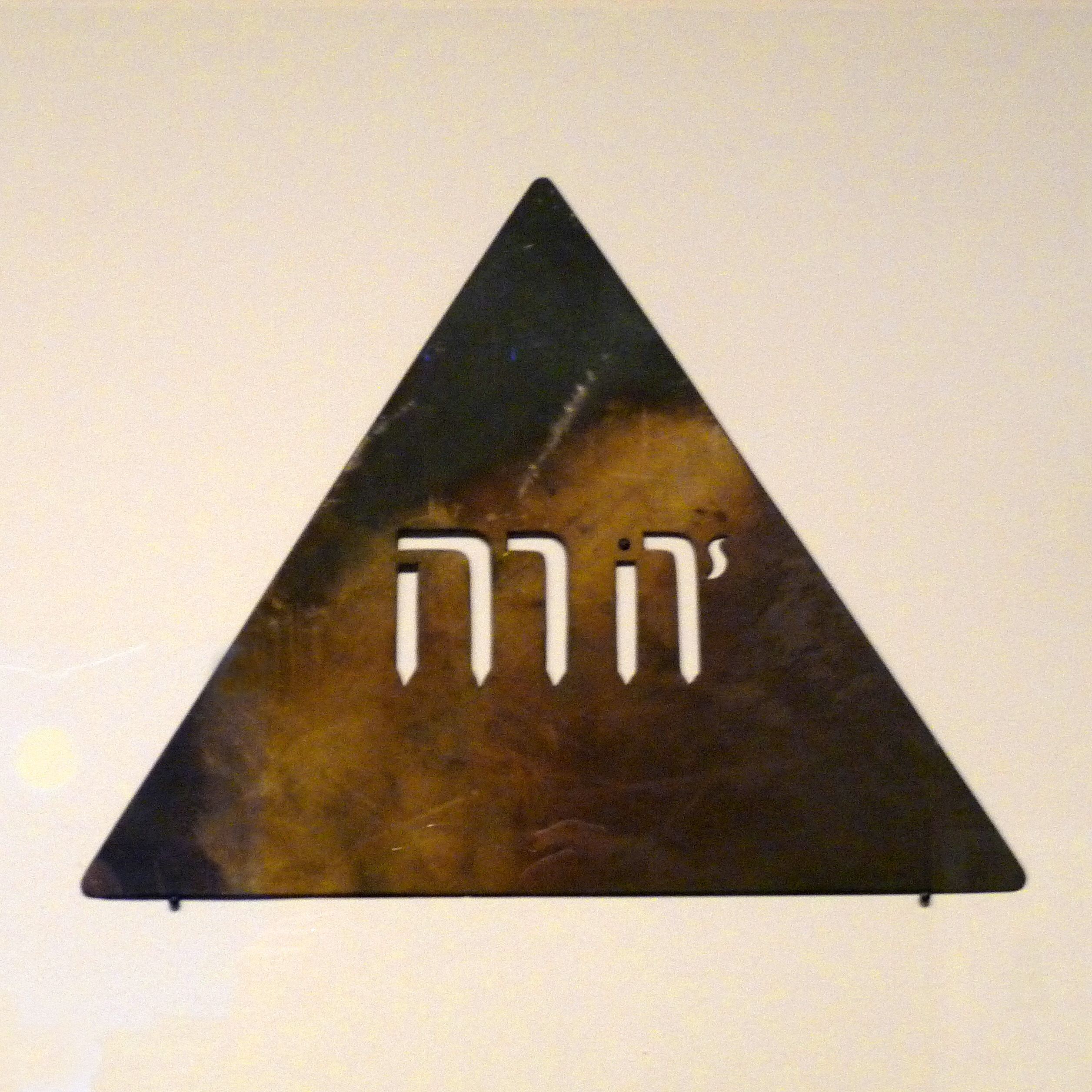
メイソンリーの装飾品。フランスストラスブール。ヘブライ文字で「YHWH」と刻んである。
ナチス・ドイツはメイソンリーをユダヤ教の関連団体と見なした[25]。多数のメイソンがナチスに拘束され、監獄で死亡した[26]。ナチスの強制収容所に送り込まれたメイソンは赤い逆三角形のバッジを付けられた。
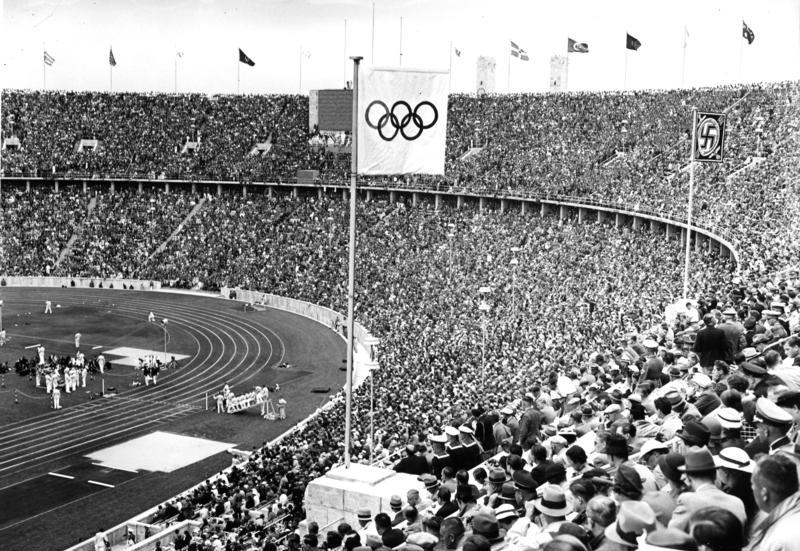
1936年ベルリンオリンピック。客席にヒトラー総統旗（ヒトラーの個人的紋章旗 ）が掲げられている。独裁者ヒトラーはオリンピックをユダヤとフリーメイソンが発案したと考えていた[27]。ヒトラーは最初のうち開催を嫌がったが、側近から政権を高らかに謳うことができると説得され開催する気になった。プロイセン州首相ヘルマン・ゲーリングが、国家社会主義ドイツ中にフリーメイソンの居場所などどこにもないと声明を発表したのは1933年である[28]。

### 宗教団体とフリーメイソンリーの関係
カトリックとの対立関係は長く、1738年に時のローマ教皇クレメンス12世がフリーメイソンの破門を教書で宣告した（ただし、直接対立したのは前述のフランス大東社系が中心）。もっとも、カトリックの影響力低下もあり、もとよりイギリスなどプロテスタント（あるいはイギリス国教会）諸国では破門の影響はほとんどなかった。一方カトリックの少なくないフランスでは、両者の対立はカトリックによる一方的な圧力に留まらず、逆に政教分離を主張したフリーメイソンリーなどの影響で、公立学校から聖職者が追放される事態も起こった。1983年に破門は一応解除されたが、カトリックは公的にフリーメイソンを危険視する姿勢を崩していない。しかし、カトリック信徒でフリーメイソンリーに入会する者は少なくないという。
フリーメイソンに関する歴史やテンプル騎士団との関係については、M.ベイジェント、R.リー『テンプル騎士団とフリーメーソン』（林和彦訳、三交社刊）に詳説されている。
元フリーメイソンであった創始者による新宗教も多く、モルモン教の創始者ジョセフ・スミスならびに二代目大管長ブリガム・ヤング（加入はブリガム・ヤングが先）、エホバの証人（ものみの塔聖書冊子協会）の創始者チャールズ・テイズ・ラッセル、クリスチャン・サイエンスの創始者メリー・ベーカー・エディらがいる。

### 社会奉仕団体とフリーメイソンリーの関係

#### 概要
日本グランドロッジのグランドセクレタリーであり2002年にグランドマスターを務めたフィリップ・A・アンブローズによるとボーイスカウトやロータリークラブ、ライオンズクラブなどはフリーメイソンリーからの派生であるという。高須克弥が名誉会員に名を連ねる「と学会」の運営委員でフリーメイソンに関する書籍を著している皆神龍太郎（『トンデモフリーメイソン伝説の真相』『検証陰謀論はどこまで真実か』等）によると、「フリーメイソンは何をしているのか」という問いはロータリークラブやライオンズクラブが何をしているのかという問いと同様であり、ボーイスカウトを思い浮かべてもよく、ボランティア活動も一生懸命で、フリーメイソンはロッジ内で商売や政治の話はできないので陰謀を巡らせるような組織でもないそうである。
フリーメイソンリーとは「全人類の兄弟愛という理想の実現」「文明というものがもつ真正で最高の理想実現」等を目的にする友愛団体であり、ボーイスカウト、ロータリークラブ、ライオンズクラブ等の社会奉仕団体のような慈善活動も行うが、慈善活動が全てというわけではない。
ロータリークラブの創始者であるポール・P・ハリスはフリーメイソンであったが、社会奉仕と慈善活動に専念する公開結社として、ロータリークラブを設立したといわれている。愛知県江南市のロータリークラブの話では、フリーメイソンリーからロータリークラブになった経緯としては、ポール・ハリスはフリーメイソンリーのように閉鎖的な秘密結社より開かれた組織を求めたのであろうということであり、ロータリークラブ側（RIA）は組織としてのフリーメイソンリーとの関わりは否定しているということである。フリーメイソンの高須克弥（高須クリニック院長）の話ではフリーメイソンリーがロータリークラブと同様の組織であるかというと、全く違うようである。元国際ロータリー会長レイモンド・ヘイバンズ（Raymond M. Havens）らもフリーメイソンである。
ライオンズクラブでは、ライオンズクラブ国際協会の創設者メルビン・ジョーンズはフリーメイソンである。

#### ボーイスカウト

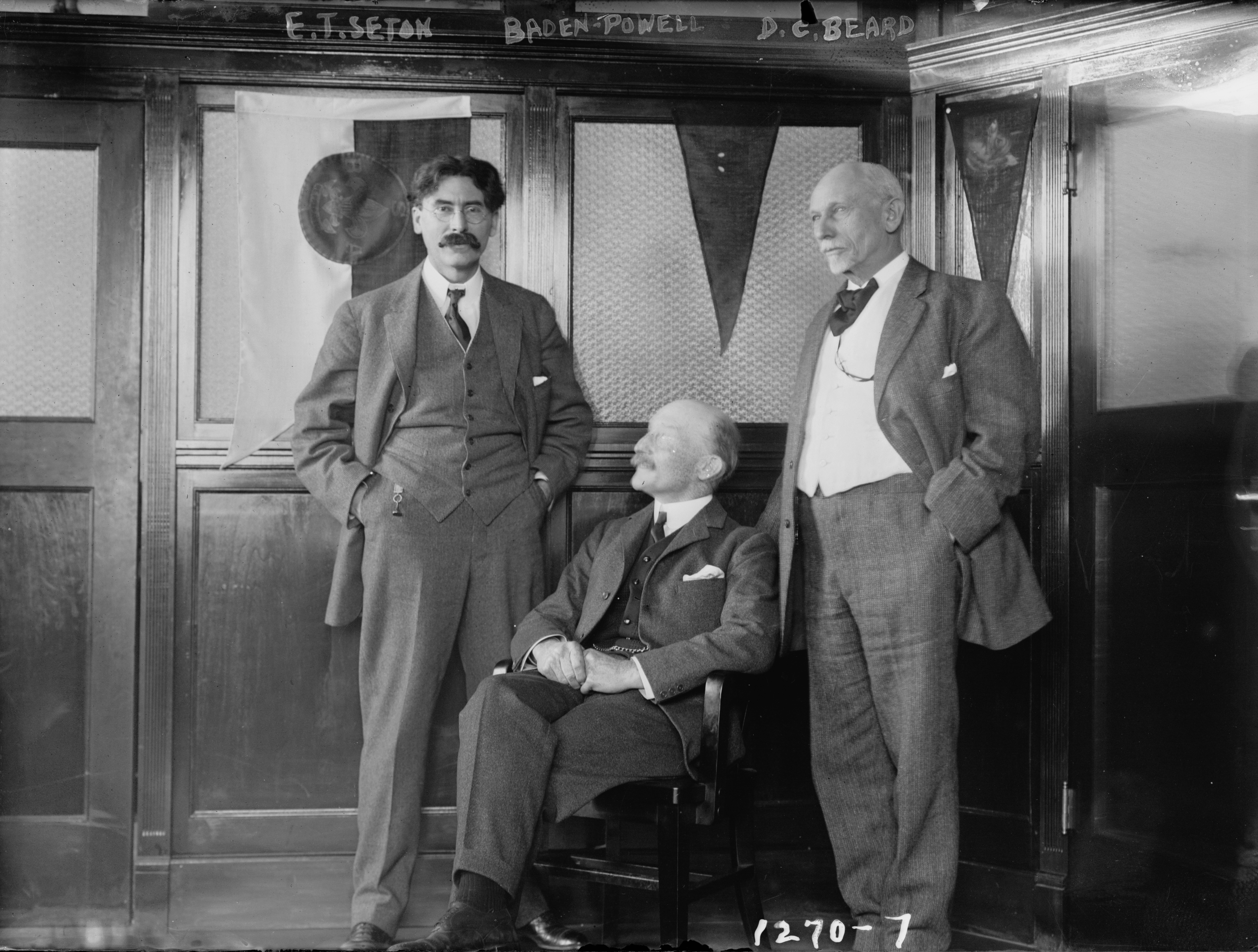
初期ボーイスカウトの指導者たち。
中央: ロバート・ベーデン＝パウエル（メイソンではない）。
左: アーネスト・トンプソン・シートン（コネチカットグランドロッジではメイソン特有の「ブラザー」ではなく「Mr.」になっている）。
右: ダニエル・カーター・ビアード（メイソンである）。

##### ボーイスカウトの創設者ロバート・ベーデン＝パウエル
ボーイスカウトとフリーメイソンリーの関係において、ボーイスカウト創設者の英国陸軍少将ロバート・ベーデン＝パウエルは妻オレブによるとフリーメイソンではなく、娘のベティも父ロバートはメイソンのメンバーではないという。

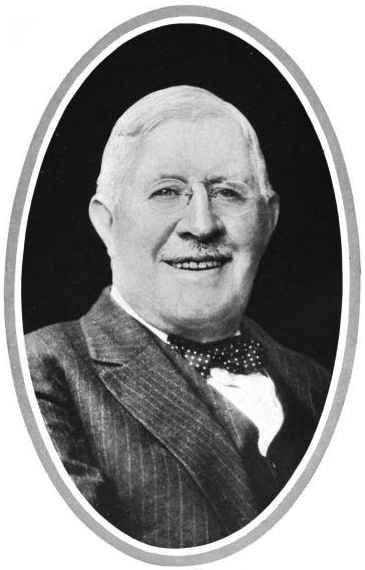
米国ボーイスカウト設立発起人ウィリアム・ディクソン・ボイス（メイソンである）。英国ボーイスカウト少年がウィリアム・ディクソン・ボイスに実践した善行により米国ボーイスカウトは設立された。その物語は文献による幾分の相違があるが、いずれにせよ米国ボーイスカウトの発案者はボイスである。

ロバート・ベーデン＝パウエルの弟デビッドはフリーメイソンであった。ロバートの孫マイケルもフリーメイソンであり、マイケルはオーストラリアのロッジ「ベーデン＝パウエル・ロッジNo.488」の元・マスター（Past Master）である。
フリーメイソンのロッジ
「ベーデン＝パウエル・ロッジNo.488」のように、ボーイスカウトたちによって作られたロバート・ベーデン＝パウエルにちなんだフリーメイソンリーのロッジもあり、「ベーデン＝パウエル・ロッジNo.488」は、1929年、豪ビクトリア州知事でビクトリアグランドロッジのグランドマスターを務めるフリーメイソンのサマーズ男爵らの会議によりボーイスカウトのフリーメイソンロッジが計画され、設立された。サマーズ男爵はボーイスカウトの理事長、副チーフ・スカウトを経て、1941年のロバート・ベーデン＝パウエルの死後、ロバートを引き継いでチーフ・スカウトになった。「ベーデン＝パウエル・ロッジNo.488」はロバート・ベーデン＝パウエルの名が付けられた最初のロッジであり、また存命人物の名がロッジに付けられることは異例であった。ロバートはこのロッジのために「With best wishes for the success of the Lodge in its good work. Baden-Powell of Gilwell, 12th May 1931」と銘記した。
スカウトの名を冠するフリーメイソンのロッジ「スカウトロッジ」もある。
ジャングル・ブック
ロバート・ベーデン＝パウエルはノーベル文学賞作家ラドヤード・キップリングと友人であった。1916年、ロバートは低年齢のスカウトへの教えに適した物語が必要と思い、キップリングの著書『ジャングル・ブック』（1894年）をカブ・スカウト（ウルフ・カブ）のハンドブックのメインテーマに使いたいとキップリングに頼んだ。キップリングは承諾した。キップリングは1886年にメイソンリーに入会し1889年にメイソンリーを辞め、1909年に再びメイソンリーに参加し、1910年に名誉会員を務め、1922年に「Builders of the Silent Cities Lodge No. 12」の設立に関与し、その後生涯にわたりその設立したロッジの会員であった。

##### アメリカ合衆国のボーイスカウト
設立の由来
1907年に英国で発足したボーイスカウトが米国に設立されたのは1910年である。アメリカのボーイスカウト（BSA）設立は英国のあるボーイスカウト少年の善行に由来する。BSA設立発起人（incorporator）となる米国人実業家ウィリアム・ディクソン・ボイスが1909年に英国ロンドンに滞在中、濃霧で道に迷ってしまい、ある少年がボイスを助けた。その少年はボーイスカウトであり、ボイスがお礼のチップを用意しても、少年は人に親切にすることはスカウトの義務であると説明しチップを受け取らなかった。少年に感激したボイスは、ロバート・ベーデン＝パウエルに会い米国にボーイスカウトを設立することを提案し、アーネスト・トンプソン・シートン、ダニエル・カーター・ビアード（ダンおじさん）、ジェームス・E・ウェストの3人の協力のもと、1910年2月8日にBSAを設立した。ロバート・ベーデン＝パウエルと彼ら4人の設立者のうち（BSA設立前または設立後に）フリーメイソンであったことが確認されているのはウィリアム・ディクソン・ボイス、ダニエル・カーター・ビアード、ジェームス・E・ウェストの3人である。BSAの設立発起人となったボイスの他3人は設立時の役員に就任した。またダニエル・カーター・ビアードが組織していたSons of Daniel Boone（後にBoy Pioneers of America）は、BSAが設立されるとBSAに合併した。ボイスが1915年に設立したLone Scouts of Americaは1924年にBSAに合併した。
ダニエル・カーター・ビアード
ボーイスカウトにより「ダンおじさん」（Uncle Dan）として親しまれるダニエル・カーター・ビアードはフリーメイソンリーとボーイスカウトとの関係を最初に築いたフリーメイソンであるという。またBSAへの貢献によりメソニック・ロッジの会員すなわちフリーメイソンにメダルが贈られる「ダニエル・カーター・ビアード・メソニック・スカウター・アワード」があり、これはフリーメイソンリーによる栄誉としてBSAの承認を得て創設された賞である。
BSA初期役員等

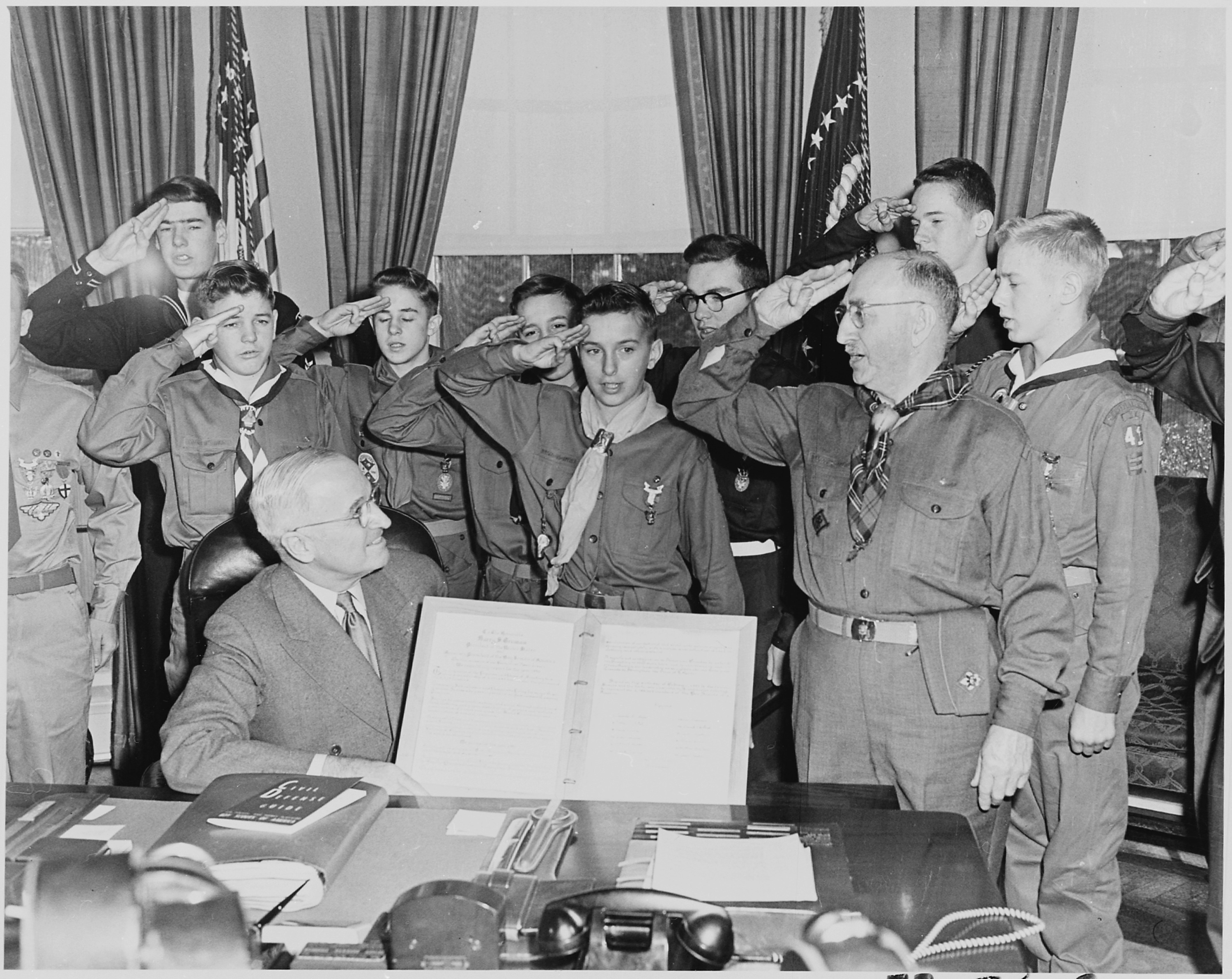
ホワイトハウスのオーバルオフィスにてボーイスカウトから敬礼を受けるフリーメイソンのハリー・S・トルーマン大統領。BSA設立時における大統領の役割としてはウィリアム・タフト（メイソン）が現職大統領、セオドア・ルーズベルト（メイソン）が前大統領としてBSA役員に就任した。

BSA設立発起人ウィリアム・ディクソン・ボイスの他、BSA設立時の14人の役員のうち（BSA設立前または設立後に）フリーメイソンであったことが確認されているのは、名誉会長のウィリアム・タフト、名誉副会長兼チーフスカウト市民のセオドア・ルーズベルト、副会長のミルトン・A・マクレー、同じく副会長のベンジャミン・L・デュラニー（Benjamin L. Dulaney、1857年生）、ナショナルスカウトコミッショナーのダニエル・カーター・ビアード（ダンおじさん）、チーフスカウトエグゼクティブのジェームス・E・ウェストなど。その他、チャールズ・イーストマンやグリフィス・オグデン・エリスらフリーメイソンと確認されている人物が設立に関与した。

##### 日本のボーイスカウト
第二次世界大戦後の日本においてボーイスカウトは日本のフリーメイソンリー復興に大きな役割を果たし、またフリーメイソンリー側では米国のメイソンたちが日本のボーイスカウトを支援する約束をした。1947年、連合国軍占領下の日本におけるボーイスカウト活動再開を許可した連合国軍最高司令官ダグラス・マッカーサーはフリーメイソンであった。マッカーサーは1949年9月から1951年4月の帰国までボーイスカウト日本連盟の名誉総長を務めた。ボーイスカウト日本連盟の前身である少年団日本連盟初代総裁の後藤新平はフリーメイソンであり、戦後のボーイスカウト復興に取り組んだボーイスカウトの幹部村山有と三島通陽も後にフリーメイソンリーに入会した。
日本のフリーメイソンリーはボーイスカウト団体を支援している。
日本のフリーメイソンリーの恒例行事「メソニック子ども祭り」にはボーイスカウトが参加する。

## 組織

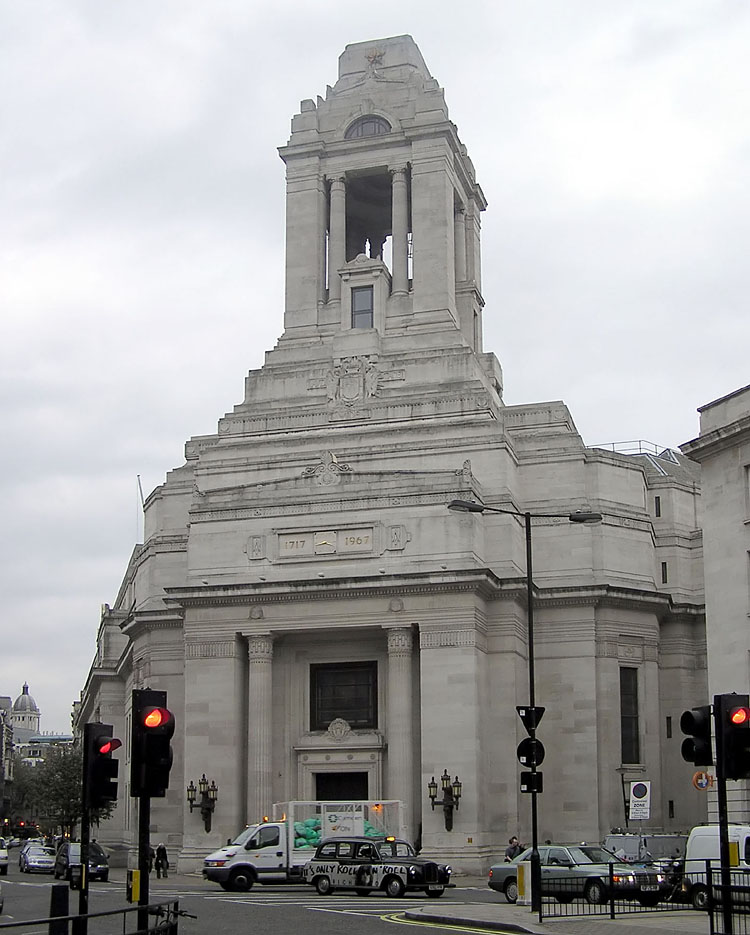
ロンドンのグレート・クイーン・ロードにある「フリーメイソンズ・ホール」。1933年に竣工し、イングランド・連合グランドロッジが入っている。また一般向けの博物館も併設している。

### 活動内容
フリーメイソン日本グランド・ロッジの公式ホームページによれば、「会員相互の特性と人格の向上をはかり、よき人々をさらに良くしようとする団体」であるとされているが、具体的な活動内容は非公開である。対外的には学校設営や、慈善団体への資金援助などのチャリティー活動を行っており、日本では5月に子ども祭り（メソニック子ども祭り）、8月にバーベキューが催され、これには会員以外の一般人も参加可能であるという。その他の行事として、「昼食会」「野外活動」「遠足」「チャリティ・コンサート」などがある。社会福祉として孤児院、ホームレス、レイプ被害者、眼球バンク、火傷した子供、盲導犬等に関わる活動を支援している。
会員同士の親睦を深め合うことも活動の一環であり、集会後の食事会も正式な活動である。初期のロッジは、レストランやパブ、居酒屋、宿泊施設が多かった。

### 特徴

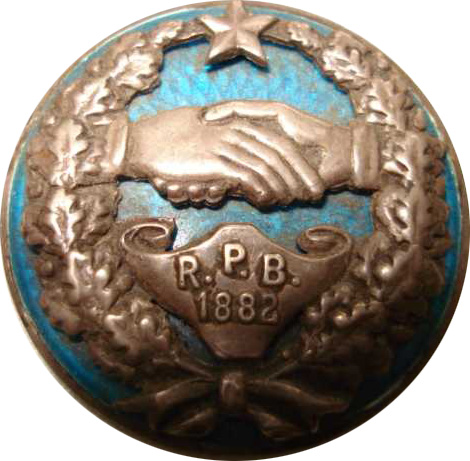
フリーメイソン特有の握手。フリーメイソンは口外してはいけない秘密の握手がある。秘密の握手は種類がいくつかある。

フリーメイソンリーは、原則として国や州を単位とする、グランド・ロッジ（Grand Lodge(英語版)）と呼ばれる本部があるものの、全体を統制する総本部はない。ただし、最初にグランド・ロッジの成立した、イングランドのグランド・ロッジによる認証が本流であるとする認識から、これを「正規派」「正統派」と称し、同グランド・ロッジが認証しないロッジは非正規な存在と見なされることが多い。以下の「#会員数」「#入会条件」も、正規派とされるフリーメイソンリーの例である。
グランド・ロッジはプロビンシャル・グランド・ロッジ（Provincial Grand Lodge）やディストリクトグランドロッジ（District Grand Lodge）と呼ばれる県・地域支部、および直轄に管理されるロッジで構成され、県・地域支部はロッジと呼ばれる支部から構成される。ただし、活動規模の小さい国や地域では、グランドロッジは県・地域支部を置かず、ロッジを直接管理している場合もある。日本においては一般財団法人日本メイスン財団（公益法人制度改革に伴い、厚生労働省所管の公益法人であった財団法人「東京メソニック協会」から2012年4月1日改組）と任意団体「日本グランド・ロッジ」傘下のロッジ群の2形態で構成され、日本メイスン財団所有の建物に日本グランド・ロッジが入居し、各ロッジの福祉関連事業は財団の事業予算で支援されている。また、イングランド系、スコットランド系、フィリピン系、アメリカ・マサチューセッツ州の系統、アメリカ・ワシントン州のプリンス・ホール系（黒人系）ロッジが日本グランド・ロッジとは別系統で存在する。それらの殆どは在日米軍基地内にある軍事ロッジ（軍人により設営されるロッジ）である。
ロッジは他のロッジから認証されることで、フリーメイソンのネットワークに加入できる。あるロッジの振る舞いがフリーメイソンリーとして不適切であった場合、他のロッジはそのロッジへの認証を取り消すことで排除する。正式名称が Free and Accepted（承認された） Masons であるのはそのためである。
会員は"Brother"（兄弟）と互いに呼びあう。会員は秘密の符牒（ふちょう）や握手法で「兄弟」かどうかを見分け、「兄弟」はいざという時は助け合うことになっている。欧米には有力者の会員も多いため、さまざまな場面で有利に働くことがあるという（人脈が出来る）。ただし、ロッジには外の問題を持ち込まない決まりになっているとされる。また、符牒や握手法は秘密の建前ながら、現実には暴露本などで有名になりすぎたため、欧米ではむやみに使いたがる非会員も少なからず存在する。そのため、実際に会員を見分ける必要がある時は会員証を提示させるか、それができない状況ならば、さらに込み入った質問（test question、検分質問）を行っている。
また、ヨーロッパのフリーメイソンには準会員に相当する存在として、"serving brother"（奉仕する兄弟）が設けられている。これは、初期にレストランなどを利用してロッジの会合を開いていたことに端を発する。店主や給仕などにも守秘義務を課す必要があったため、必要最小限の参入儀礼を執り行い、準会員相当の資格を与えた上で、実務的な内容の誓約を取り交わすことにしたのである。専用のロッジが一般的になると、今度は門外門衛（門番）に有給で「奉仕する兄弟」を雇用する事例が増えた。門外門衛は職務上儀式に参加できないため不人気であり、会員のみでは人手不足になりがちだからである。また、貴族を会員に迎え入れた場合、その従者を徒弟か、あるいは「奉仕する兄弟」にしたり、軍事ロッジで雑務を行う下級兵士を「奉仕する兄弟」にした例もある。アメリカでは準会員の制度は無いが、施設の維持管理などは、信頼の置ける非会員を有給で雇う例が少なくない。

### 会員数
会員数については上述したが、非公開的な結社である為、異説もあり、日本グランド・ロッジによれば、世界に上述の半数の約300万人とされている。また、2011年に『ウォール・ストリート・ジャーナル』が報じたところによると、2000年代半ばに200万人を切り、現在は140万人になっている。『朝日新聞』に明らかにしたところによれば、日本での会員数は約2000人で、多くは在日米軍関係者。日本人は300人程度という。その為海外からの日本グランド・ロッジに対する認識はいわゆる「軍事ロッジ（または「ミリタリー・ロッジ」）」であるという。日本人における会員第一号は、西周。米軍関係者は国外への異動も多くその実数は変動する。また、日本国内には、フィリピン系ライジングサン、黒人系プリンスホール等のロッジ、及び会員も別途存在する為、正確な会員数は不明。日本のロッジでは英語と日本語、またはそのいずれか一方が使用されている。

### 入会条件

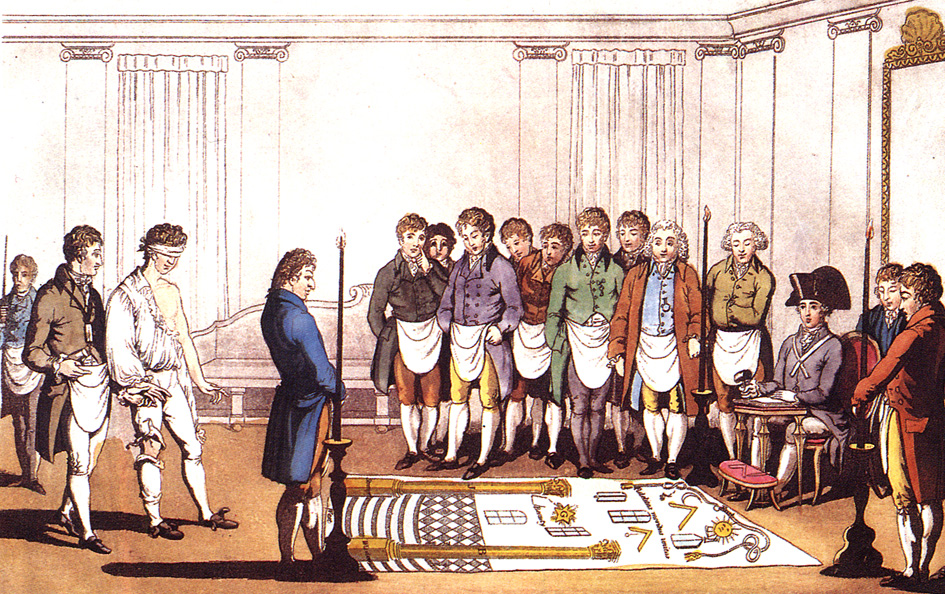
1800年頃の入会儀式の一部。

入会資格として何らかの真摯（しんし）な信仰を要求しており、ユダヤ教、キリスト教、イスラム教（以上アブラハムの宗教）の信徒はもちろん、仏教徒などであっても入会できる。無神論者は入会できない（例えば日本のあるロッジではそのようである。しかしながらメキシコの大統領プルタルコ・エリアス・カリェスのような無神論者や共産主義者のフリーメイソンも存在する。#フランス大東社とフランスでの動向も参照。）。たとえ信仰する宗教があったとしても、社会的地位の確立していない宗教（例として新宗教各派）である場合は入会できない。ただし、特定の宗教を信仰していなくても、神（あるいはそれに類する創造者）の存在を信じるものであれば、入会資格はある。これらの信仰を総称して、「至高の存在への尊崇と信仰」と呼ぶ。

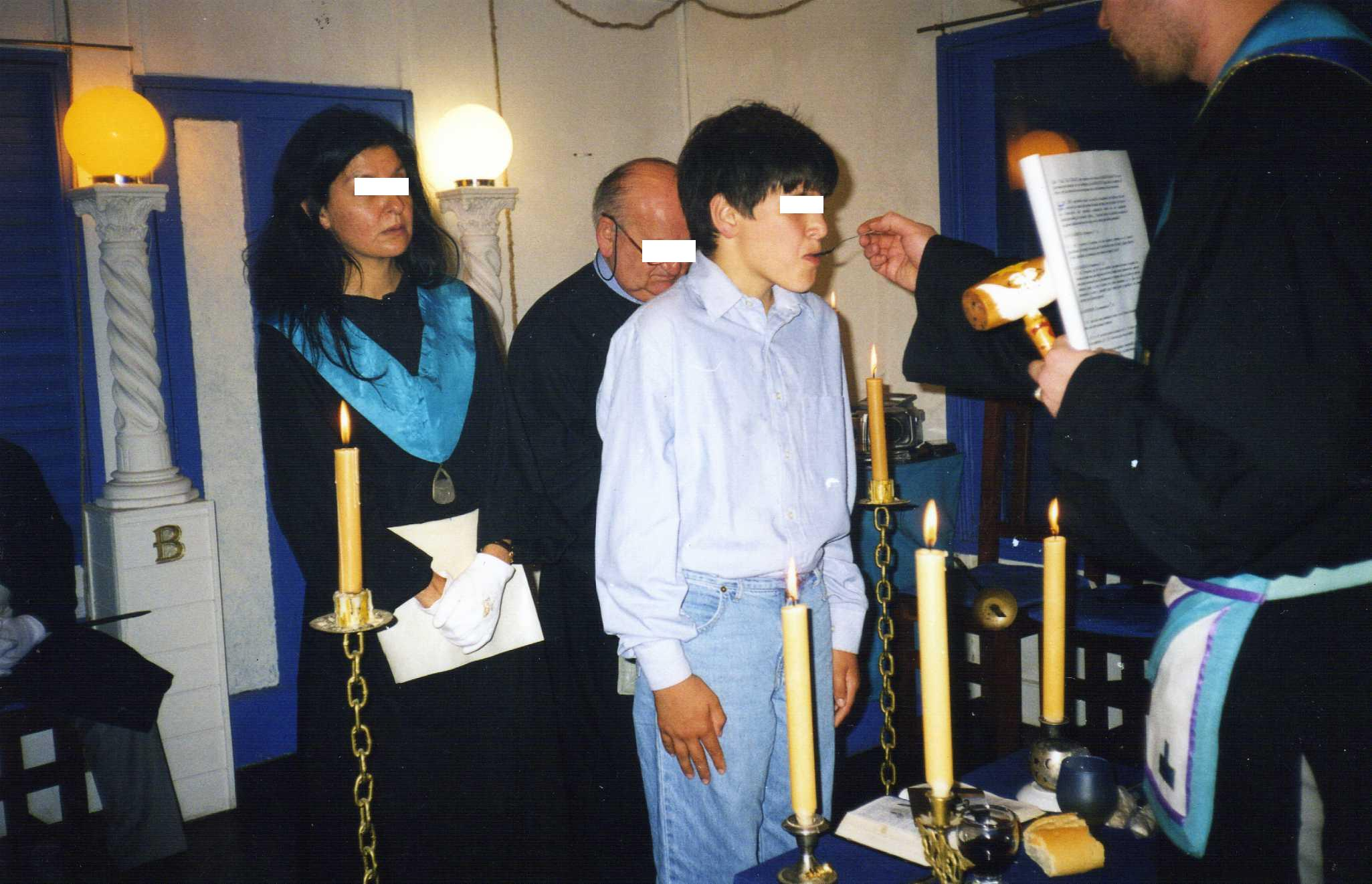
マスターメイソンの子息のための"Loweton"の儀式。

その他の入会資格として、成年男子で、世間での評判が良く、高い道徳的品性の持ち主であり、健全な心に恵まれ、定職と一定の収入があり、家族がいるならばきちんと養っていること（独身者も入会できる）、身体障害者でないことが求められる。ただし、二度の世界大戦で傷痍軍人が激増し、社会活動する身体障害者は珍しくなくなった。そのため、現在は身体障害者排除の規定は廃止されていないが、ロッジの裁量で入会を認めることができるようになっている。国立ロッジNo. 3の入会条件からも、各国・各ロッジごとに差異があることが伺われる。京都メソニック・ロッジNo.5では「関西圏内に12ヶ月以上居住していること」という条件があった。
ロッジ会員の投票で全会一致の承認を得た上で、さらに身辺調査を行い最終的に決定する。また、入会時には4万円から6万円程度の一時金が必要である。この他、年会費として6千円前後。アメリカでは、入会金450ドル（130円/ドル換算で58,000円）年会費300ドル（同・39,000円）
そして､いざ入会する際には儀式の暗記と宣誓の暗唱が求められる。そのため事前にコーチが付いてレクチャーも行われる（なお、階級昇進においても儀式の暗記と宣誓の暗唱が求められる）。入会を拒否された場合でも、一定期間を置いて再申請は可能。
儀式の中にはソロモン神殿の築家棟梁ヒラム・アビフの伝承等をメイソンの理念に絡めた演劇を行うものが存在する。
日本グランド・ロッジでは、月に1度無料説明会を行っている。1970年代には会員数が5000人規模に達したが、その後減り続け、2000人規模まで落ち込んだ。2006年、『ダ・ヴィンチ・コード』が映画化され、これを観た入会志望者が増加。無料説明会を開くようになった。しかし、2008年に広報担当の渡辺一弘と北村安忠が朝日新聞の取材に応じた際の渡辺の説明によると、「人脈作りを期待したり、秘密結社という想像を膨らませたりして入って、期待と違うとやめていく人が多い」ということであった。
アメリカでは、会員数減少に歯止めを掛けるため、説明会の広告を出し、集団儀式を主催して数百人単位での新規入会を行うようになった。しかし、『Freemasons For Dummies』の著者クリストファー・ホダップ（2005年の初版当時三十二階級メイソン）によると、「高齢団員による絶望的なグループ」、「請求書の支払いやまずい食事、誰がユニフォームにアイロンをかけるか、といったことに関する長時間の会議」などを目の当たりにして、新人の多くは2度と姿を見せなかった。ただし、こうした努力の結果、会員数減少に歯止めは掛かっているという。
また、メイソンの食事会・集会・ロッジにおける政治活動も禁じられており、宗教や政治問題を持ち込んではならないとしている（中立性を保つこと、差別の排除、全人類の兄弟愛の実現等のため）。
自分が会員であることを隠す必要はなく、会員であることを公言している人もいる。ただし、自分以外の会員について、その者が存命中に会員であることを公表することは禁じられている。入会勧誘は内規で禁じており、公募はしていない（実際には、前出のように無料説明会も開いているのだが、直接の勧誘はしない建前）。入会には2人の推薦者（保証人）が必要とされる。推薦者となる2人のフリーメイソンの友人・知人がいない者は、ロッジを訪問し、多くの会員たちと交流する中で推薦人を見つけることもできるようである。入会の前に多数のメイソンリー会員と知り合うことは重要なことのようである。
外部の取材については、かつては厳しく制限していたが、近年は「フリーメイソンズ・ホール」に「The Library and Museum of Freemasonry」を併設して、蔵書を閲覧できるようにしたり所蔵品を紹介するツアーを実施している。また定期的にグランドマスターの就任式を公開したり、テレビカメラの前で会員が儀式劇を再現するなど少しずつ情報公開に方向転換している。ちなみに、日本グランド・ロッジの儀式見学を許された初めての取材者は赤間剛である。これはあくまで外部取材についての話で、ジャーナリストの会員はこれ以前から少なからず存在する。2016年8月25日、日本初となるオフィシャルガイドが宝島社より発売予定。
女性は入会することができないが、外郭団体として第3階級マスター・メイソン（親方。#階級参照）の妻、母、姉妹だけが入会できるイースタン・スター（東方の星の結社）（The International Order of Easten Star）が存在する。こうした外郭団体は、女性を対象とするものでも会員（もちろん男性）がお目付役兼サポーターとして付けられている。また、一部のロッジでは、女性のフリーメイソンリー会員を認めているところもあるが（例えばGrande Loge féminine de FranceやGrande Loge mixte de France）、多くのロッジでは伝統などを理由にこれを認めておらず、排除している。ちなみに女性会員の場合でも呼び方は「シスター」ではなく「ブラザー」である。
子供から入会できる外郭団体としては、男子はディモレー結社（デモレー）、女子は国際ヨブの娘たち、少女のための虹の国際結社（虹の少女たち）などがあり、ボーイスカウトやガールスカウトに類似する活動を行っている。ディモレー結社や虹の少女たちは、親が非会員でも入会できる。

### 「非正規」なロッジについて
イングランドのロッジが認証していない「非正規」ロッジと、フリーメイソン以外の秘密結社の区別は、しばしばあいまいである。

#### フランス大東社とフランスでの動向

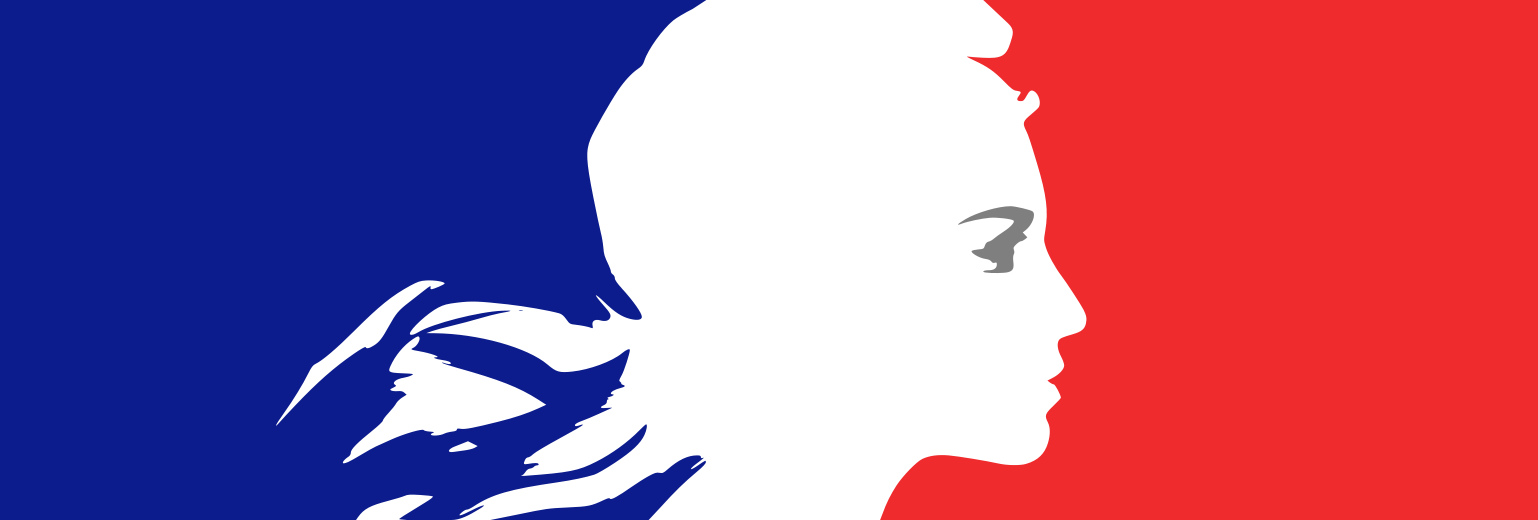
フランス共和国政府の公式ロゴ「マリアンヌ」。フランス大東社はフランス共和国の原則として最大に具現化されている「自由、平等、友愛」（Liberté, Égalité, Fraternité）の原則を大切に守っている。

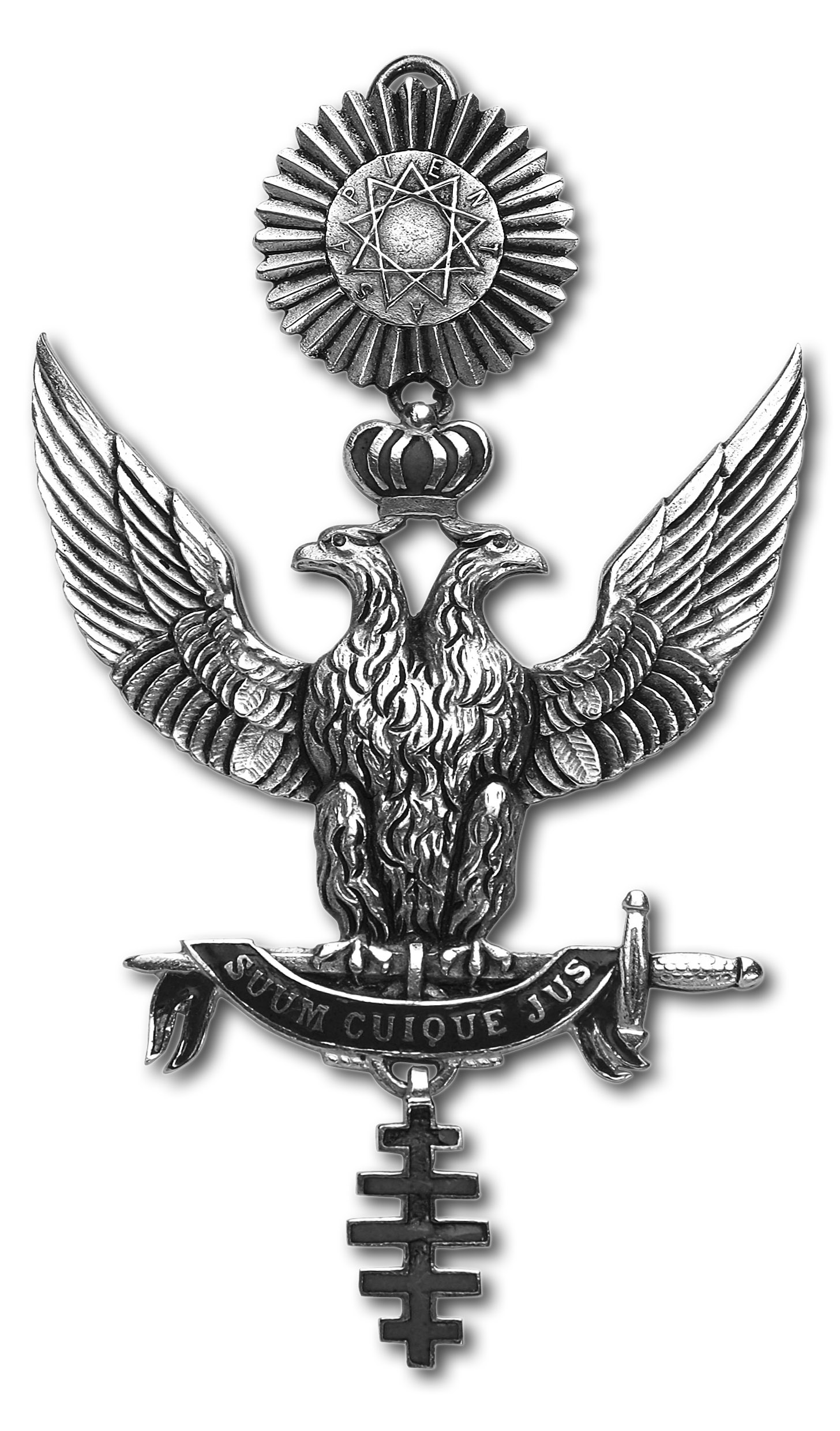
双頭の鷲。「フランス大東社におけるスコティッシュ・ライトの最高評議会の第33階級と最終階級の最も偉大な監察官」の装飾品。

「非正規」派のグランド・ロッジとして有力なのは、フランスの「フランス大東社」（GODF）である。ただし、当初は英米系と相互承認関係にあった。同ロッジは従来のフランス・グランド・ロッジから独立した勢力を統合し、1773年10月22日発足した。仏大東社は、英米系のロッジと違い、組織として政治活動に加わる者も少なくなかった（フランス革命では、フリーメイソン思想のかかわりが指摘される反面、関係者が多数処刑されている。また、ロッジとしてはむしろアンシャン・レジームの立場で、革命は彼等の予想外の出来事だったとする研究もある。従って、政治活動に加わっていても、組織だって革命に与したかどうかは議論がある）。
フランスでフリーメイソンリーが政治的影響を強めるのは19世紀後半、第三共和制期に入ってからである。政治活動を禁じた「正規派」と異なり、仏大東社は圧力団体としても機能した。
1877年9月13日、仏大東社は憲章を改訂して「至高の存在への尊崇と信仰」の義務規定を撤廃し、「良心の自由と人間性の確立」を新たな基本理念と定めた。これを基本理念の逸脱と見なした英系ロッジは、仏大東社の認証を取り消した。ただし、「正規派」メイソンの片桐三郎によれば、1867年、仏大東社がアメリカ・ルイジアナ州に設立したスコティッシュ・ライト評議会（上位階級授与のための組織、後述）が、同州のグランド・ロッジに管轄権を要求したため、米国系ロッジはこれを不服とするルイジアナ州のグランド・ロッジの要請に基づき、仏大東社の認証を取り消した事件があった。片桐によれば、英米系との対立はこの事件がきっかけであり、憲章改訂はだめ押しに過ぎなかったとしている。その結果、仏大東社は「無神論者」のレッテルを貼られたが、これは信仰の自由・信仰しない自由を共に認めたものであり、信仰そのものの否定ではない。さらに、その後共産主義者の入会も認め、Arthur Groussier、フレッド・ツェラーなどグランドマスターになった者もいる。
また、フランスのロッジに女性会員（仏大東社自体は認めていない）やアフリカ系（黒人系）会員を認めたことも、「正規派」による非難の理由とされた。すなわち、当時の「正規派」が人種差別思想を多分に持っていたことを意味する。
現在でも、フランスでは仏大東社系のフリーメイソンリーが最大勢力である。政治的には、19世紀末から20世紀初めに、カトリックとの対立の所産でもある政教分離推進に強い影響力を持った。そのため、1904年にはフランスはローマ教皇庁との国交断絶に至った（現在は国交回復）。その後影響力を低下させたが、1936年の総選挙で人民戦線が勝利した背景にも、仏大東社の仲介があったという。戦後も、民族自決の立場からフランス植民地だったアルジェリア独立を支持するなど、仏大東社は政治的発言を行っている（特定の支持政党はないが、おおむね社会党に近いとされる）。
仏大東社は、ベルギー大東社などとCLIPSASを設立している。「正規派」に比べて少数ではあるが、欧州や中南米を中心に約8万人がこれに属しているという。なお、「大東社」を名乗っているロッジがすべて仏大東社系ではない。「正規派」で大東社を称するロッジも多いのである。

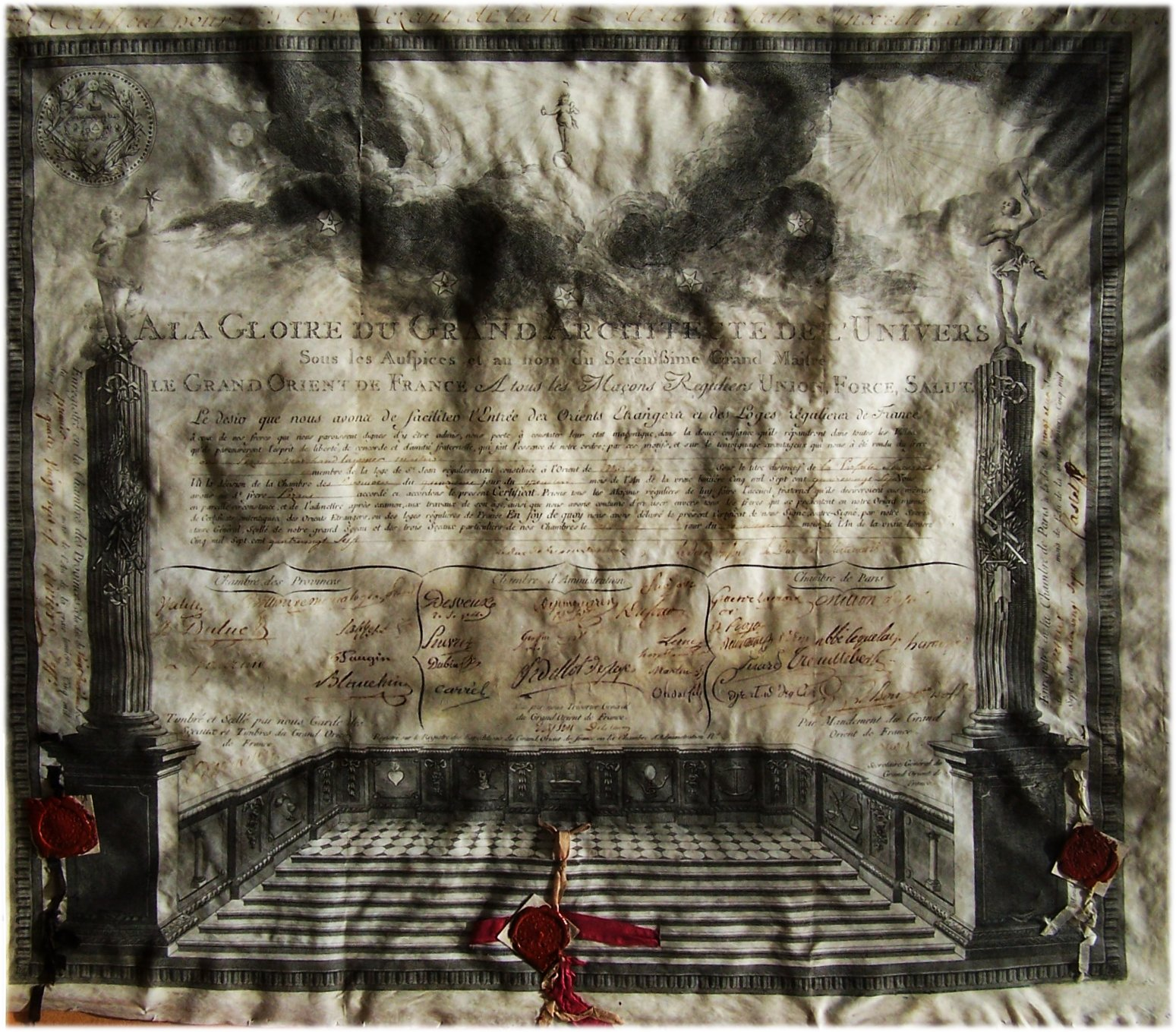
フランス大東社のメイソンの証明書。1787年。
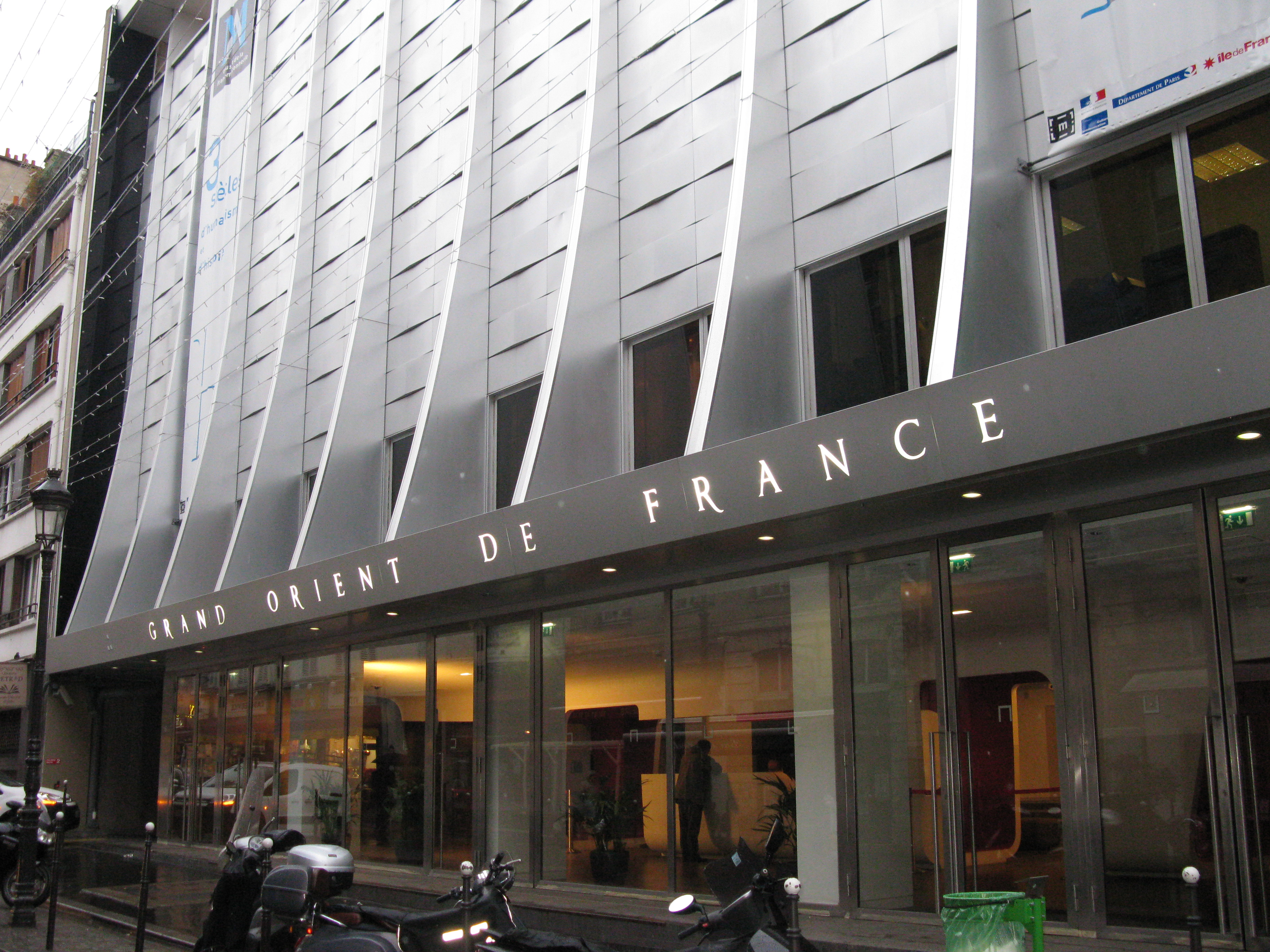
パリのカデ通りにあるフランス大東社の本部。
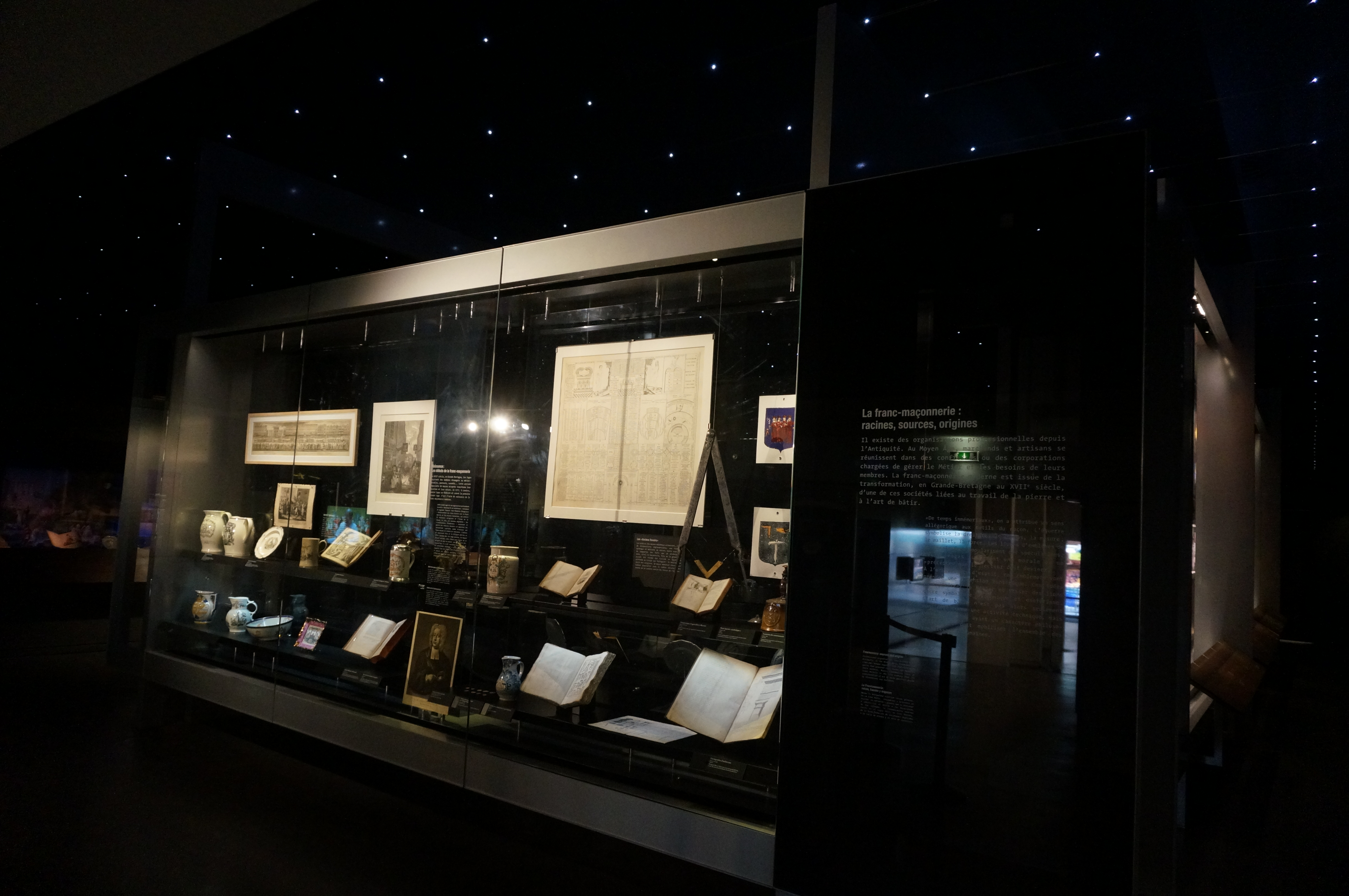
フランス大東社の本部内にあるフリーメイソン博物館（英語版）。最初フランス大東社が1889年に博物陳列室として設立した。2000年にフランスの公式博物館になった。
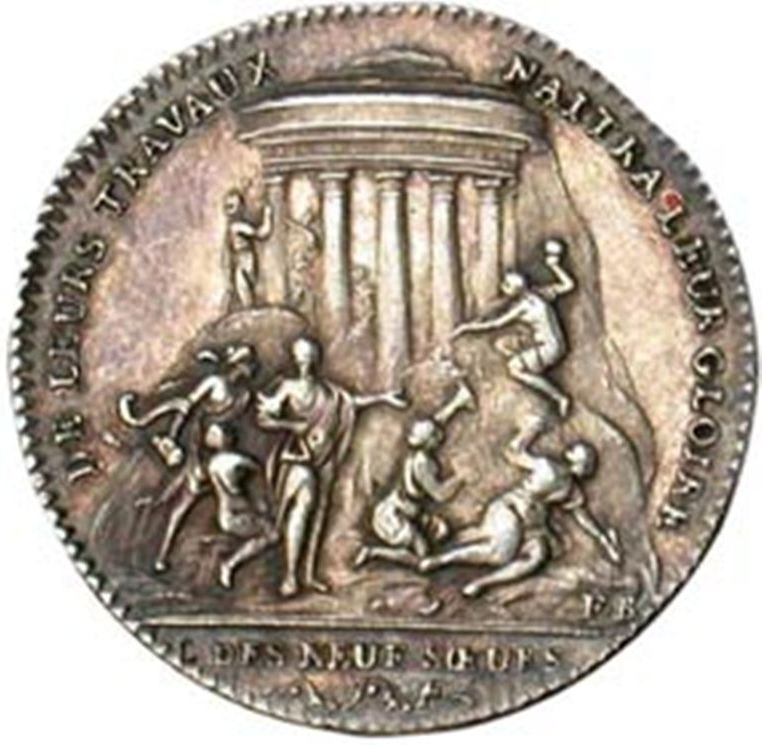
フランス大東社の著名なロッジ「九姉妹神」（La loge des "Neuf Sœurs"）のコイン裏面。表面は九姉妹神ロッジのメイソンで米国の政治家ベンジャミン・フランクリン[94]。
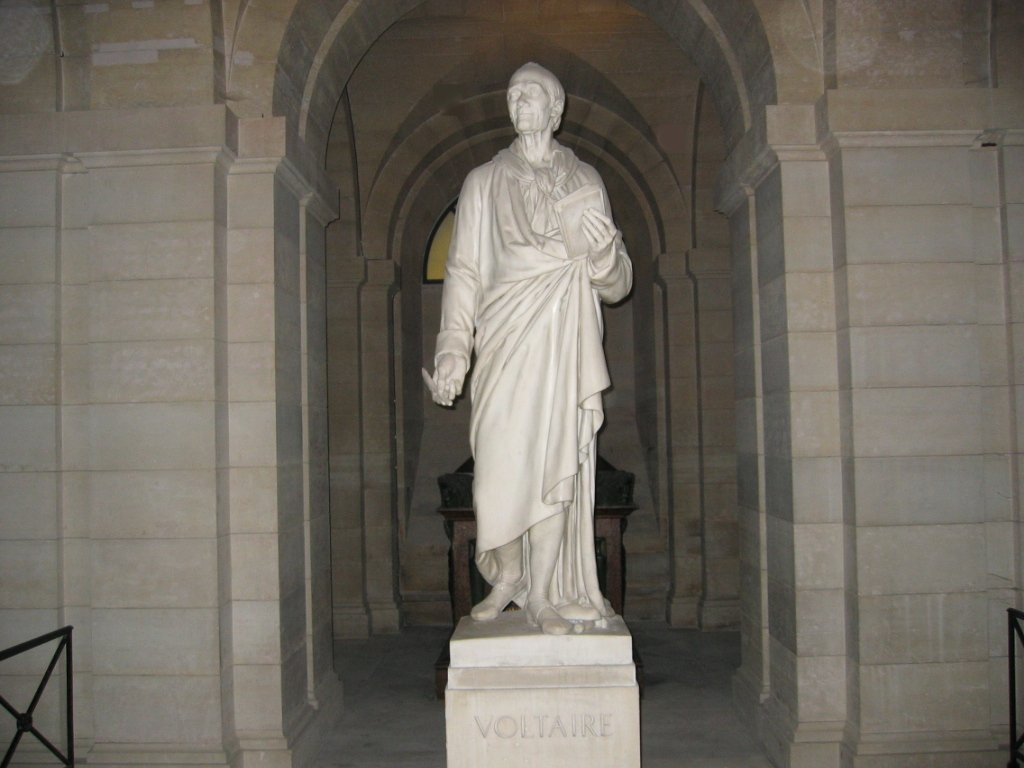
最晩年に九姉妹神ロッジでメイソンリーに入会したヴォルテール[94]の彫像。パリのパンテオン所蔵。
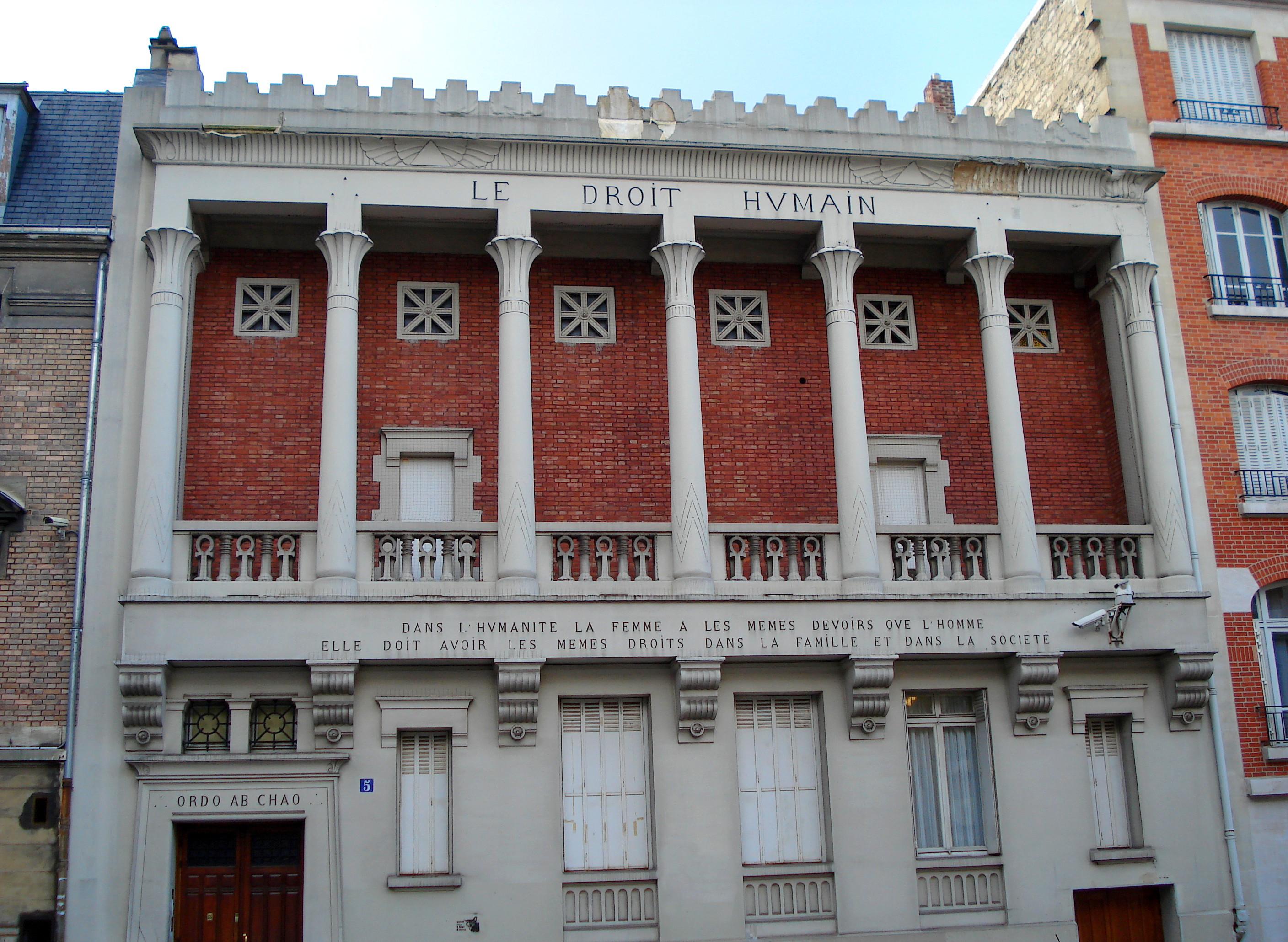
女性・男性混成のフリーメイソンリー団体「人権」（Le Droit Humain）の建造物。パリのジュール・ブルトン通りにある。

#### プリンス・ホール（黒人ロッジ）
過去に「非正規」派として知られていたのが、アメリカの黒人メイソン、プリンス・ホール（Prince Hall）によるグランド・ロッジ、「アフリカ・ロッジ」である。1784年9月20日、ボストンで設立された。こちらも1787年に一度イングランドのグランド・ロッジから承認を受けていた。しかし、活動が休眠状態となり、納付金滞納を理由に1813年に認証を取り消された。

1827年、活動を再開し納付金支払いを英グランド・ロッジに願い出たが、英側はこれを無視した。やむなく、同年6月28日、独自のグランド・ロッジ設立を宣言。仏大東社との大きな違いは、黒人によるロッジは、従来の英米系ロッジと全く変わることのない憲章を奉じていたことである。そのため、最初の納付金滞納はともかく、その後支払いを願い出ても相手にせず、英米系ロッジが黒人のグランド・ロッジを無視し続けたことは、英米系ロッジによる人種差別思想の表れといえた。
黒人によるロッジは独自に勢力を拡大し、米国とカナダを中心に、日本にもロッジを設けている。「正規派」が黒人によるロッジを再承認するようになったのは、1980年代も後半になってからである。1994年には、イングランド・グランド・ロッジとの相互承認を回復した。

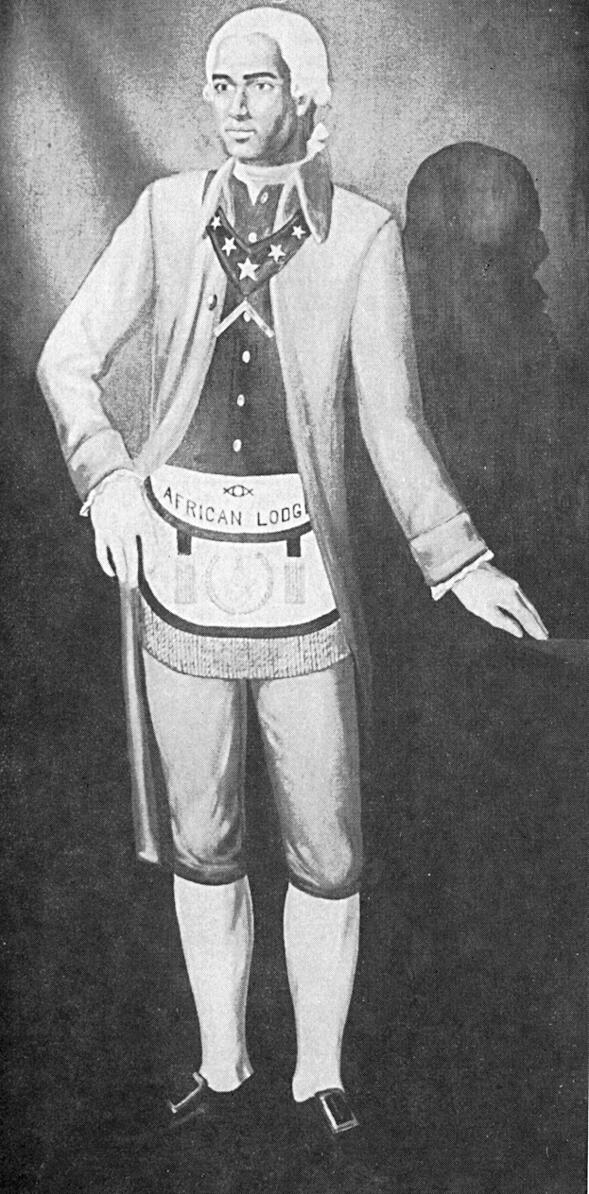
フリーメイソンの正装を着たプリンス・ホール。
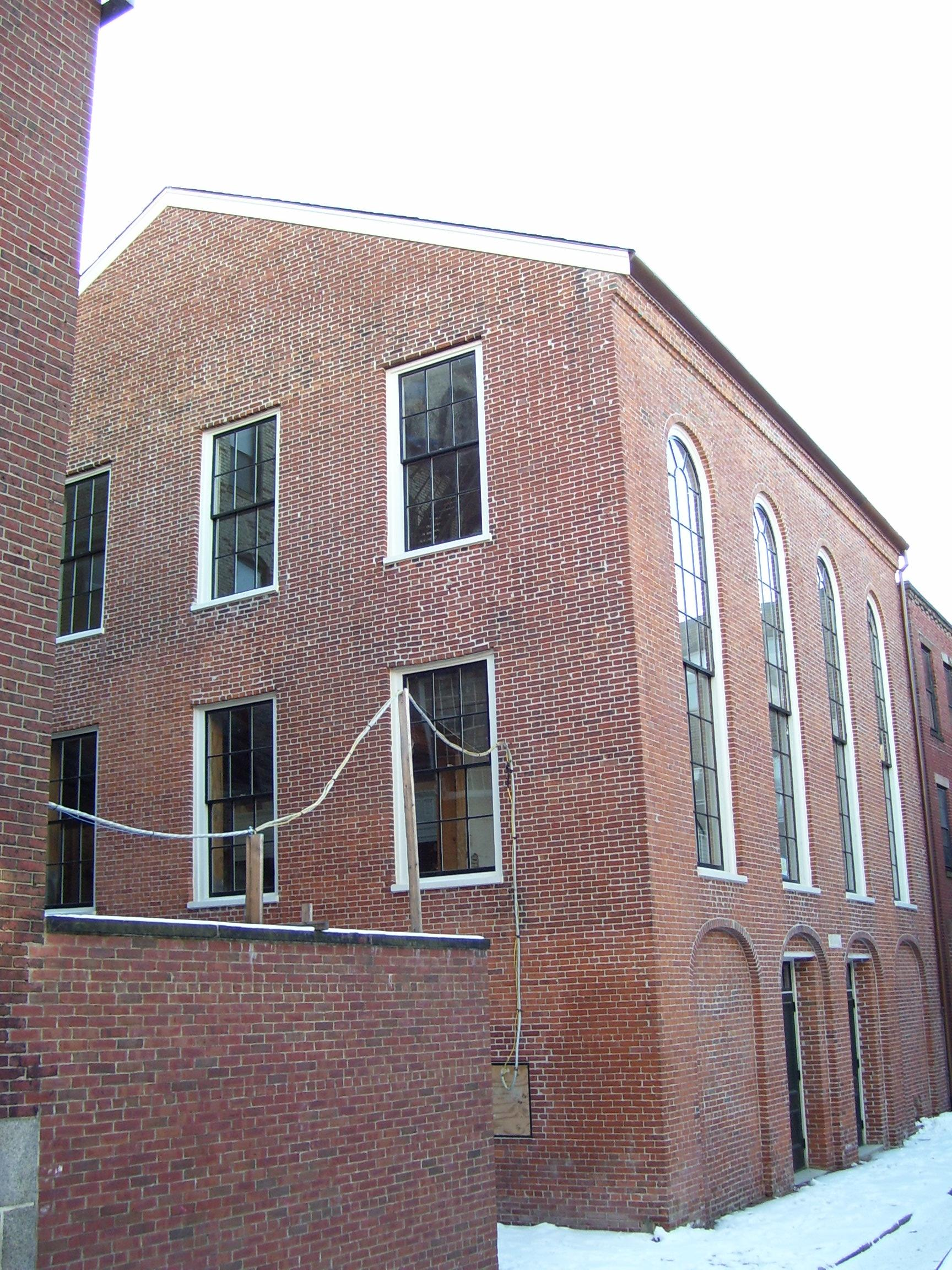
プリンス・ホールの息子でアフリカン・ロッジで活動したプリムス[96]が設立に参加した教会「African Meeting House」（アメリカ合衆国国家歴史登録財）。ここにプリムス主催の学校があった。
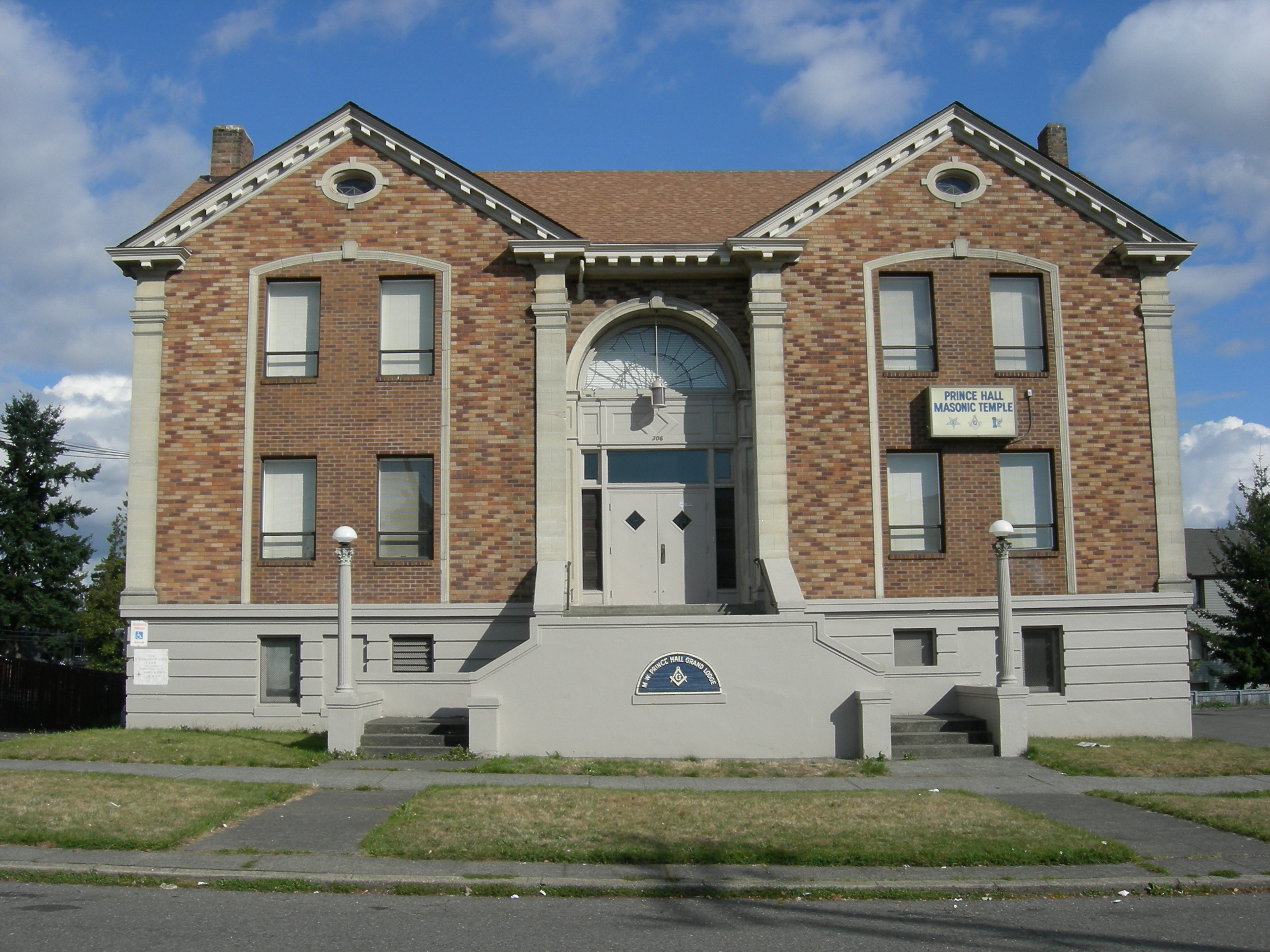
米シアトルのプリンス・ホール・メソニック・テンプル。ワシントン・ アンド・ジュリスディクションのプリンスホール・グランドロッジ[97]。
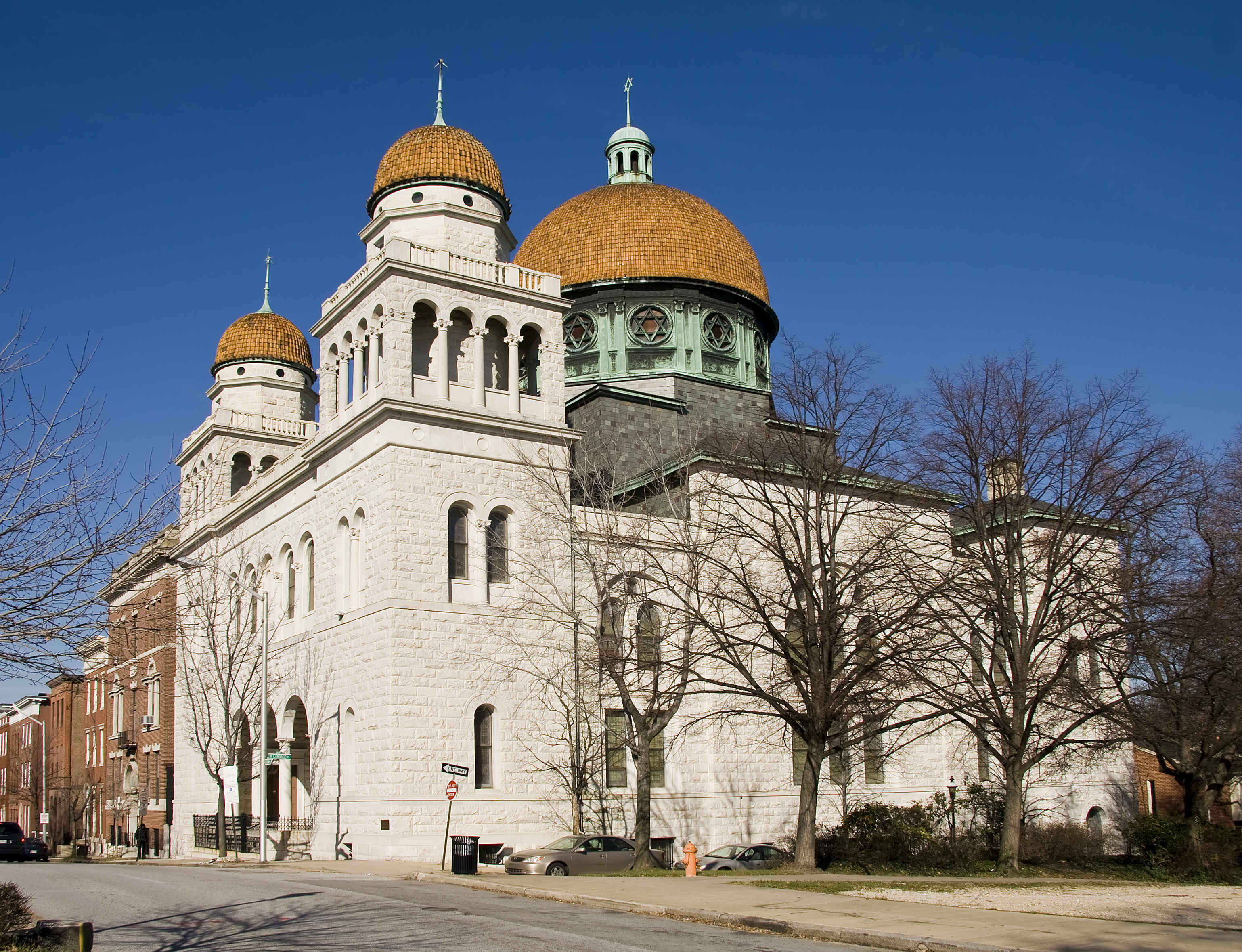
米ボルチモアにあるプリンス・ホール・メイソンリーの所有物件「Eutaw Place Temple」。もとはドイツ人ユダヤ教徒のシナゴーグ。
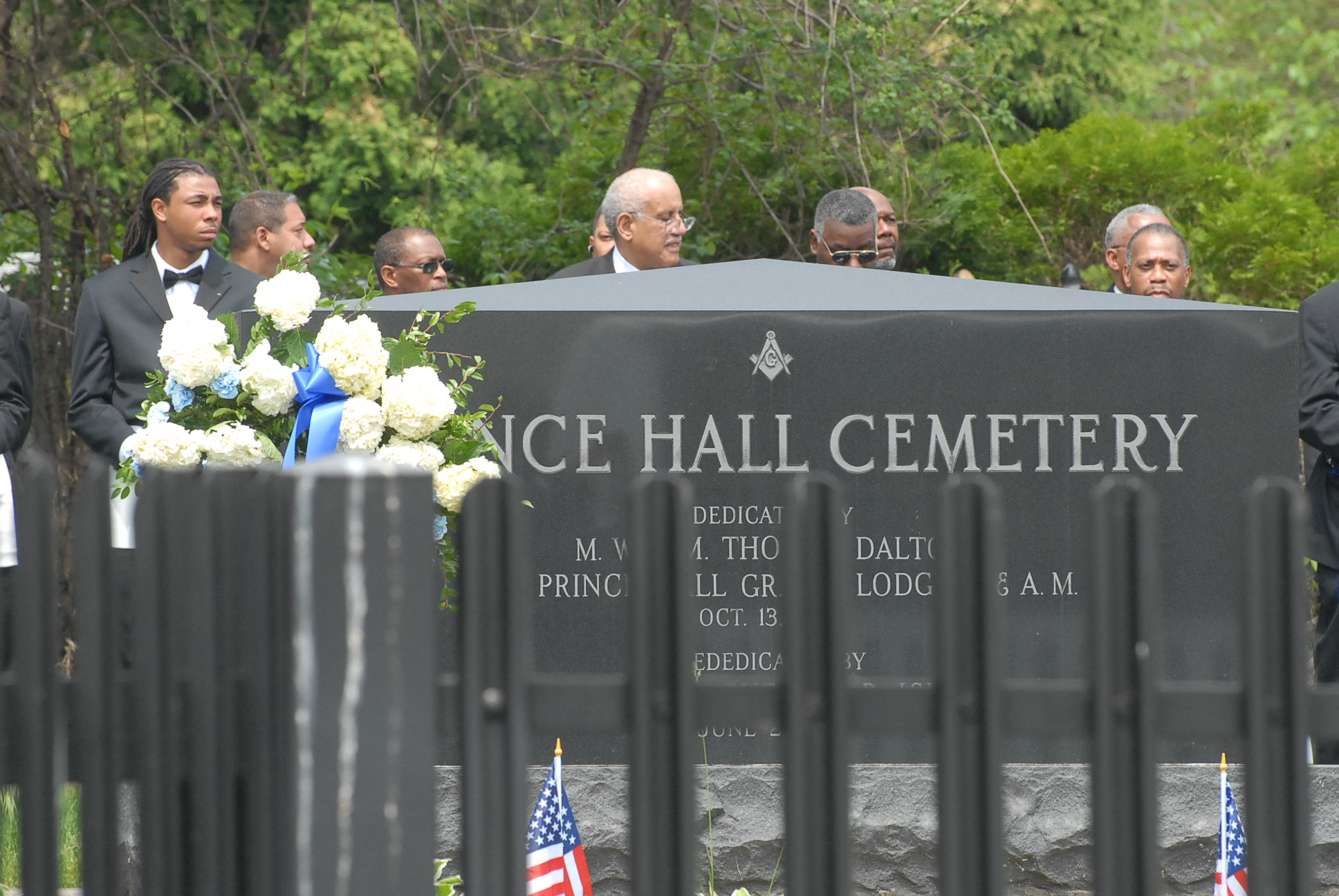
アメリカ合衆国国家歴史登録財に登録されているマサチューセッツ州のプリンス・ホール墓地。メイソンのエプロンを着用して戦没将兵追悼記念日に集うメイソンたち[98]。

## フリーメイソンリーに対する批判
反メイソンリー（あるいは反メイソンリーと呼ばれる者達）は、「フリーメイソンに対する対抗勢力（opposition to Freemasonry）」と定義されてきた。
しかしながら、こうした反メイソンの性向は必ずしも共通しているわけではない。反メイソンリーは、多様なメイソンに敵対的な集団による、幅広い様々な批判から成っており、多くの暴露や告発が、18世紀以来行われてきた。1826年以来起きた「モーガン批判」のような政治的な反駁は、一定期間にわたる反メイソン運動を生みだし、それは未だに使われることがある。

### 宗教的見地での批判
フリーメイソンリーは宗教に挑戦する信条を形成するとされることがあり、あるいはそれ自体が異端団体であり批判を招くこともある。

#### キリスト教とフリーメイソンリー
多様な宗派の構成員達が批判説を唱えるが、とりわけクリスチャンの宗派はメイソンに対し高姿勢で接し、信者達に会員になることを禁止したり反対したりしてきた。

##### カトリック教会
フリーメイソンリー批判において、最も歴史の長い宗派は、ローマ・カトリック教会である。教会の教理に真っ向から矛盾する自然主義的な理神論を唱えていることから、カトリック教会によるメイソン批判がなされてきた。こうして、数名の教皇達の回勅が、フリーメイソンリーに反対して発布された。その最初のものは、教皇クレメンス12世の1738年4月28日の回勅であり、最後のものはレオ13世の1890年10月15日の使徒的書簡である。1917年発布の教会法は、特にフリーメイソンリーに入会する者は必然的に破門になると明白に謳っている。また、同年の教会法ではメイソン的と思われる書籍が禁止されている。
1983年になると、教会は新しい教会法を発布した。それは、前の教会法のように、メイソンの団体を秘密結社であると名指しでは批判をしていないが、以下のように記している。
「反教会的な陰謀を持つ結社に参加する者は、即座に処罰を被る。そのような結社を助長したり、入会したりする者は、聖務禁止の罰を被る。」
ここでメイソンという表記がなくなっていることから、第二バチカン公会議によりリベラル化した教会においては、カトリック信者のメイソンリーへの参加禁止の態度が変化したのではないか、という考えを、カトリックの側でもまたメイソンの側でも引き起こすことになる。
しかしながら、ヨーゼフ・ラッツィンガー枢機卿（後のベネディクト16世）は教理省長官として、メイソンの組織に対して以下のように公に宣言している。
「メイソン組織に対する教会の否定的な判決は、彼らが教会とは相容れない教義を持つようになって以来、変わることなく残っている。それゆえ、そこに参加する者達は、除外された状態であり続ける。メイソン組織に登録される信者は、大罪の状態にあり、聖体拝領に与ってはいけない。」
それゆえカトリックの考え方によると、メイソンのロッジへの参加はいまだに破門に該当する行為であり続けるということになる。一方、フリーメイソンリーはカトリックとの友好関係の構築に反対しているわけではない。英連邦グランドロッジとそれに連なるロッジ群は、教会の主張を否定して「フリーメイソンは宗教ではなく、宗教の代理でもない」としている。

##### プロテスタント
カトリックの訴えとは対照的に、プロテスタントの側からの批判は、フリーメイソンが神秘主義、オカルト主義、悪魔主義であるとする見地に根ざしているようである。たとえば、メイソンの学者アルバート・パイクは、しばしばプロテスタントによって、メイソンの権威的な立場にいる者として扱われる。しかし、パイクは博識ではあるが、公的な情報だけに依拠するなら、議論の対象になっているようフリーメイソンリーのスポークスマンではなく、さらにはこうした批判は、19世紀の合衆国で孤立していた南部のフリーメイソンリーに対する姿勢と無理解に基づいているとフリーメイソンリーによって主張されている。
自由メソジスト教会の創始者であるB.T.ロバーツは、フリーメイソンリーに対する19世紀中盤における反対者であった。ロバーツは道徳的見地から、この組織に反対し、言及している。
「ロッジの神は、聖書の神にあらず」
ロバーツはフリーメイソンリーを神秘主義か代替宗教（宗教にとってかわろうとするもの）とし、自分の教会において、フリーメイソンの大臣を支持することがないよう推奨した。秘密結社からの自由は、自由メソジスト教会の「自由」の由来の一つでもあった。

##### 聖公会
フリーメイソンリーの創始以来、多くの英国国教会の主教は、メイソンになってしまい、大主教ジオフリー・フィッシャーもそのような一人であった。過去において、英国国教会では国教会の教えとメイソンの実践に矛盾が生まれるとする者は少数だった。しかしながら過去何十年かにおいては、特に教会の福音的勝利のために、国教会でフリーメイソンリーに対する議論が話題に上ることもあった。現カンタベリー大主教であるローワン・ウィリアムズ博士は、メイソンの儀式に対するいくつかの懸念を持っていることを明らかにし、一方で国教会での内や外でのメイソンの犯罪行為を耐え難いとしている。一方で、2003年には、英国のメイソンリーに対して、自身がモンマス主教であった時に、キリスト教とメイソンの信条は相容れないとし、自分の管区内における上級職へのメイソンの任用を妨げたことについて、謝罪の必要性を感じているという。

##### 正教会
1933年、ギリシャ正教会は、フリーメイソンであることは背教行為の構成要件となると声明し、したがってそのような者は、痛悔し、メイソンリーを抜けるまで領聖できないとした。これは正教会の終始不変の見解とされている。フリーメイソンリーに対する正教会の論評は、「フリーメイソンリーはそれが神秘主義や秘密主義、あるいは理神論を信奉する秘密結社である限りにおいて、キリスト教とあらゆる点において、共存することができない。」とするカトリック教会やプロテスタントの従来の主張を支持している。正規のフリーメイソンリーは、伝統としてこれらの主張に対して、しばしば英連邦グランドロッジに連なるロッジ群の「メイソンは宗教でなく、宗教に代わるものでもない」とする以上の反論はしていない。近年では、しかしながら、こうした姿勢は変化しつつあり、多くのメイソンのウェブサイトや出版物が、これらの批判に反論している。

#### イスラム教とフリーメイソンリー
一部にメイソンをメシア僭称者とする批判もあるものの、多くのイスラム教徒の反メイソン議論は、反ユダヤ主義や反シオニズムとリンクしている。
反メイソンのムスリムによると、メイソンは、全世界のユダヤ人の利益を促進し、エルサレムに黄金のドームを破壊してのソロモン神殿の再建を推し進めるものである。
また、ハマースによる1988年の抵抗運動の定義第28章の記述によると、メイソンやロータリークラブやライオンズクラブその他の謀略グループは、シオニズムの利益を図り、その指示に従っている。
イスラム教徒が多数を占めている多くの国々では、管区を伴ってのメイソンリー設立は許されていないが、トルコやモロッコのような国では、グランドロッジが設置されており、マレーシアやレバノンのような国では、他国のグランドロッジ傘下の支部グランドロッジが存在する。
パキスタンにおいては、1972年に当時の首相ブットーがフリーメイソンリーを追放し、そのすべての印刷物を差し押さえている。イラクは、第一次大戦後、英国の委任統治領となり、その前後には英連邦メイソン（UGLE）も進出したが、1958年のイラク革命によって、関係は逆転し、立憲君主制は廃止され、アブドルカリーム・カーシムによって、共和政が宣言された。そして、ロッジにおける会合の許可証は廃止され、その後の法律ではさらに進んで、あらゆる形での会合の禁止が導入された。
その姿勢は、その後サッダーム・フセインの下で強化され、「フリーメイソンリーを含むシオニストの方針を推進する者や、シオニスト組織に関係する者」は誰であれ死刑が定められた。（ただし、ブットはその後クーデターで、フセインも米軍のイラクの自由作戦で共に拘束され、処刑されている。）

### 政治的見地からの批判

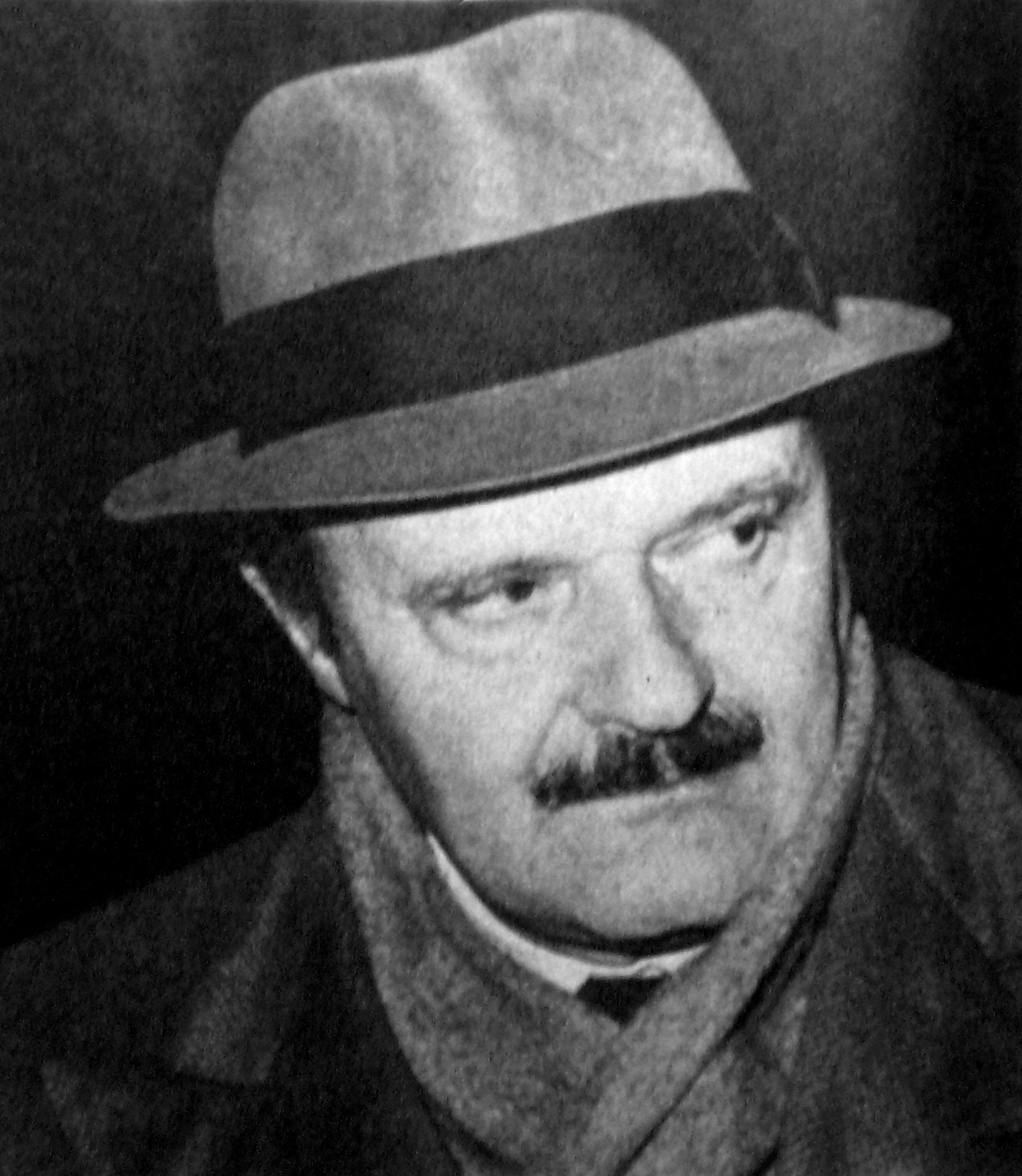
ロベルト・カルヴィ

英連邦系（UGLE）のフリーメイソンリーは会員の政治及び宗教に関する議論を禁じているが、有力者が会員として存在し、また世界的な組織である以上、国際政治に無縁な組織として活動を続けることは難しいという意見もある。たとえば1981年には、すでにフリーメイソンのロッジとしての承認を取り消されていたイタリアのロッジ「P2」が、承認取り消し後にも元会長で極右政党幹部のリーチオ・ジェッリや、アンブロシアーノ銀行頭取のロベルト・カルヴィらの元メンバーがその後も「P2」として活動し、イタリア共産党を除く政財界やマフィア、バチカンとの間を結び付けていた。そして、国際的に反共勢力の援助を行い、さらに国内ではクーデターを企図したことが明るみに出た事件があった（P2事件）。その結果、P2の関係者で、他のロッジのメンバーとなっていた者はフリーメイソンリーを追放された。
このように、有力者が会員として存在している以上、フリーメイソンの理念に反した形で、個々のロッジの次元を超えて政治的、社会的活動や陰謀を行うものの存在がないとはいえない。
過去には「イングランド・グランド・ロッジ」が、第一次世界大戦中に敵国となったドイツ、オーストリア、ハンガリー、トルコ（オスマン帝国）出身の会員すべてを追放し、戦後もしばらく解除しなかったことがあった。戦後、フランスとドイツのフリーメイソンリーが両者の親善を協議したものの、戦争犯罪について意見が折り合わなかった。このように、フランス系は元より、政治と距離を置く正規派（英米系）においても、政治の影響は避けられなかった。

## 起源
1. 中世イギリスの石工職人のロッジ説
1360年、イギリス、ウィンザー宮殿の建造の際に徴用された568人の石工職人達が、数百年に渡るゴシック建築のプロジェクトを遂行しようとしたときに自分たちの権利・技術・知識が他の職人に渡らないようにロッジで暗号を使用したのが始まりとされる。成立の時期は諸説あるが、石工組合説が現在の通説である。なお、ロッジとギルドはしばしば混同されるが、厳密には別のものである。ギルドは自治都市を基盤としていたため、よそ者に排他的だった。しかし、石工は工事の状況に応じて雇用する必要があり、工事現場を渡り歩く職人も珍しくなかった。そのため、古くからロッジ間の交流があり、また他所のロッジに出向く時に同業者を見分ける手段として、暗号や符牒が発達したのである。もっとも、中にはギルドとロッジが同居している場合もあった。また、ロッジという形態を生んだのはスコットランド・イングランド・アイルランドだけで、さらに現在のフリーメイソンリーに発展したのは、直接的にはほぼスコットランドのみとされている。他の地方では、最後まで文字通りの石工のギルドとして存在した。
2. テンプル騎士団説
1118年、聖地エルサレムへの巡礼者の保護を目的としてフランスで結成されたテンプル騎士団の生き残りが建てた組織と言われている。元々の設立メンバーは9人の騎士だが、貿易や金融業で莫大な富と権力を有し、巨大組織となった。しかし14世紀、当時のフランス王フィリップ4世の奸計（かんけい）により壊滅状態に追い込まれ、スコットランドに逃げ延びた騎士たちがその地で新たに作った組織がフリーメイソンリーになったという説もある。スコティッシュ・ライトによる位階が広く用いられているのはそのためであるとされる。
3. ソロモン神殿建築家説
    「ヒラム#フリーメイソンのヒラム伝説」も参照
ソロモン神殿の建築家を起源とする説はフリーメイソンリーの自称である。ソロモン神殿建築の際の建築家棟梁ヒラム・アビフが建築家集団を「親方」「職人」「徒弟」からなる集団に分け、それぞれに秘密の合言葉や符牒を定めて仕事に当たらせた。
4. 近代設立説
起源がどこにあるにせよ、現代のフリーメイソンリーの発足を1717年6月24日のロンドン、グランド・ロッジ（Premier Grand Lodge of England）の結成とする説。これはこのロッジの結成を転機としてフリーメイソンリー自体の性格が大きく変貌を遂げるからである。そして1723年、ジェームズ・アンダーソンにより「フリーメイソン憲章」が制定された。
5. ピラミッド建設の際の石工集団説
古代エジプト文明の象徴であるピラミッドを建造したとする説。それは「ピラミッドとは石を切り出して作られた巨大建造物である。紀元前においてあれほどの建造物を作るには熟練した石工の技術が必要となるがフリーメイソンが打ってつけだったのではないか」とするものだ。フリーメイソンのシンボルとして使われているプロビデンスの目を始め、ピラミッドのモチーフがフリーメイソンのシンボルとして使われていることだろう。また「ナイル・ロッジ」や「ピラミッド・ロッジ」などエジプトに関係する名前が使われており、かつて日本には「スフィンクス・ロッジ」があった様に、現在でも一部で古代エジプト文明が信仰されている。またエジプトのスフィンクス前にはケンタッキーフライドチキン社のケンタッキースフィンクス前店というフランチャイズ店が建っている。これは創業者のカーネル・サンダースがメイソンであり[122]、その関係でスフィンクスとピラミッドの前に建っているという。

## 階級
| 階級 | 名称               | 和訳名称 | 区分1                                   | 区分2                                   |
| ---- | ------------------ | -------- | --------------------------------------- | --------------------------------------- |
| 1    | Entered Apprentice | 徒弟     | Blue Lodge （ブルー・ロッジ、青ロッジ） | Blue Lodge （ブルー・ロッジ、青ロッジ） |
| 2    | Fellow Craft       | 職人     | Blue Lodge （ブルー・ロッジ、青ロッジ） | Blue Lodge （ブルー・ロッジ、青ロッジ） |
| 3    | Master Mason       | 親方     | Blue Lodge （ブルー・ロッジ、青ロッジ） | Blue Lodge （ブルー・ロッジ、青ロッジ） |

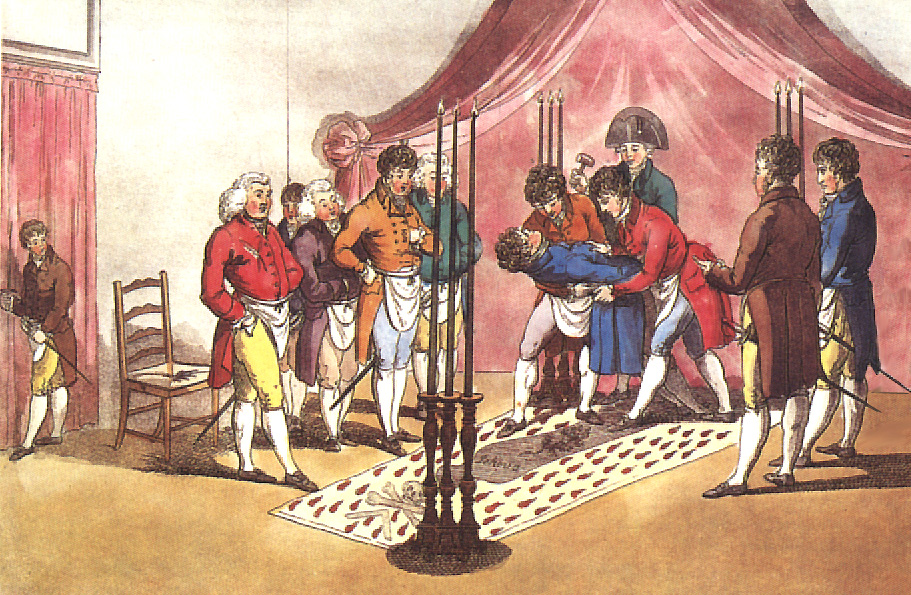
第3階級の儀式。18世紀。

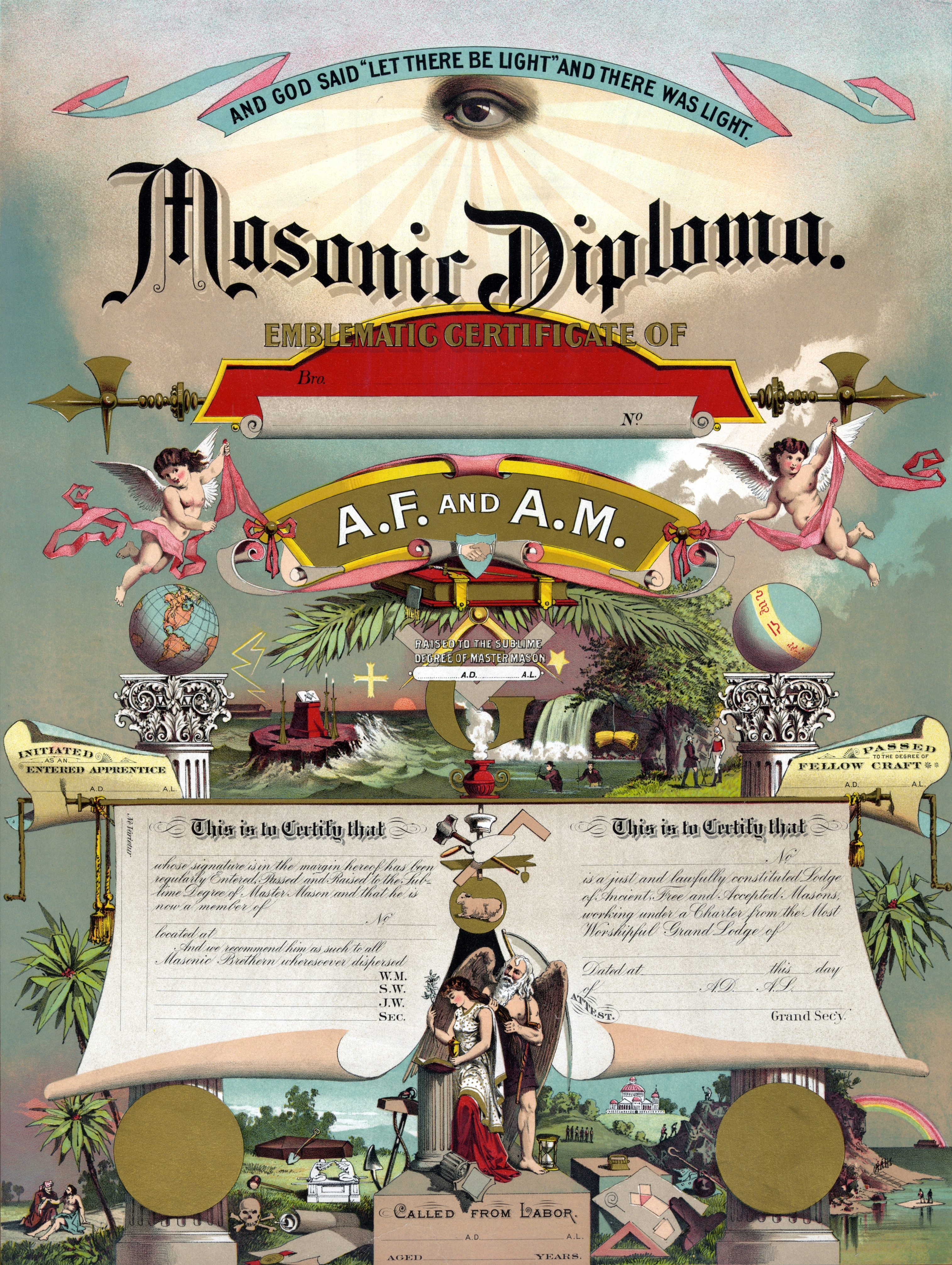
米国のメイソンの証明書。名前、階級履歴等の記入欄がある。メイソンリーに「入会」して第1階級のメイソンになることを「initiated」、第2階級への「進級」を「passed」、第3階級への「昇級」を「raised」と言っている。各々の英語に対応した「入会」、「進級」、「昇級」という日本語は日本グランドロッジによる区分けである。

フリーメイソンリーの階級はこれだけである。ただし、実務的メイソンリーの組織では「徒弟」（エンタードアプレンティス）、「職人」（フェロークラフト）の2階級のみで、親方（マスターメイソン）は職人の代表者という位置付けであり、階級ではなかった。また、徒弟のさらに下に、ロッジに加入していない下働きの石工も存在した。親方が階級として分化したのは18世紀に入ってから、思索的メイソンリーによるものである。1717年のグランド・ロッジの成立から、遅くとも1730年には導入され、次第に定着していった。これは、他の職業のギルドが、早くから3階級に分かれていた影響もあったといわれる。
実務的メイソンリーでは、徒弟から職人への進級は最低7年を必要とし、さらに技能試験に合格する必要があった。しかし、現在の思索的メイソンリーでは、石工の実務を修行するわけではないため、親方への昇級は3-4か月で可能である。
一般的にフリーメイソンリーの上位階級として知られているのは、関連組織のスコティッシュ・ライト（スコッチ儀礼）、ヨーク・ライト（ヨーク儀礼）が用意した階級である。スコティッシュ・ライトは30階級、ヨーク・ライトは9階級の上位階級を用意している。かつてのオリエンタル・ライト・メンフィス（メンフィス東方儀礼）では、94もの上位階級を設けていた（後に30階級に削減）。

1737年3月21日、フランス・パリで、騎士のアンドリュー・M・ラムゼイがフリーメイソンリーの目標は世界を一大共和国となすことで、起源は石工組合ではなく十字軍であると主張した演説を行った。上位階級が記録されているのはこれ以降のことであり、ラムゼイの演説をきっかけに創設された可能性が高い。また、ラムゼイは暗にテンプル騎士団とのかかわりもほのめかしたという。なお、陰謀論でフリーメイソンリーが「ワン・ワールド」を目指す組織とされることがあるのは、ラムゼイのこの発言が原因と思われる。「ワン・ワールド」思想についてはフリーメイソンリー側も否定していないが、組織的に特定政府の転覆を図ることはないとしている。

この結果、一時は千を超す階級が乱立し、また基本階級のロッジに対する優位権を主張して対立するなど、混乱を引き起こした。さらに上位階級はパテントとして階級授与者が独自の判断で第三者に階級を授与する権利を与える方式だったので、基本階級を経ず、ロッジに足を踏み入れたことのない上位階級者さえ現れた。
現在では、上位階級の組織はフリーメイソンリーの上位団体ではなく、関連組織として位置付けられている。そして、上位階級の授与資格者を、親方階級を得た者に限っている。しかし、オカルト色の強い階級が多数あることも影響して、陰謀論ではしばしば闇の組織として取りざたされる。また、ロッジによっては、上位階級を用意していても、内容を秘密にしているところもあるという。上位階級の昇級の詳細については非公開だが、暴露本によって公開された内容は（少なくとも一部は）事実であることを認めている。たとえば、ある階級の儀式には、バチカンの教皇の帽子とヨーロッパの王様の王冠を模した帽子を踏みつぶすというものがあり、教皇権や王権との対立の歴史を物語っている（『陰謀がいっぱい!』では、メイソン側は独裁者に反対し、言論・思想の自由を奪うことに反対する意思表示であって、王権そのものの否定ではないと説明している）。
特殊な例として、スウェーデン儀礼の上位階級（9階級）がある。スウェーデンでは、最上位階級はスウェーデン国王専用（スウェーデン・グランド・ロッジは、国王が代々グランド・マスターに就任している）となっており、国権とフリーメイソンリーが一体化している。しかし、「正規派」ロッジとは相互承認関係にある。
基本の3階級は、「ブルー・ロッジ（青ロッジ）」と呼ばれる。単に「ロッジ」と呼ぶ場合は、この「ブルー・ロッジ」で構成された集会所を指すことが多い。これに対し、上位階級はさらにいくつかに分けられるが、総称して「レッド・ロッジ（赤ロッジ）」と呼ぶ（狭義には、赤をシンボルカラーに持つ「ロイヤル・アーチ」階級を含んだロッジを意味する）。

### スコティッシュ・ライトの上位階級
| 階級 | 名称                                                 | 和訳名称                                                 | 区分1                        | 区分2                                                          | 主題                 |
| ---- | ---------------------------------------------------- | -------------------------------------------------------- | ---------------------------- | -------------------------------------------------------------- | -------------------- |
| 4    | Secret Master                                        | 秘密の親方                                               | 十全会                       | Lodge of Perfection （完成のロッジ）                           | ハイラム伝承         |
| 5    | Perfect Master                                       | 完璧な親方                                               | 十全会                       | Lodge of Perfection （完成のロッジ）                           | ハイラム伝承         |
| 6    | Intimate Secretary                                   | 親密な秘書                                               | 十全会                       | Lodge of Perfection （完成のロッジ）                           | ハイラム伝承         |
| 7    | Provost and Judge                                    | 主監と判事                                               | 十全会                       | Lodge of Perfection （完成のロッジ）                           | ハイラム伝承         |
| 8    | Intendant of the Building                            | 建物の管理者                                             | 十全会                       | Lodge of Perfection （完成のロッジ）                           | ハイラム伝承         |
| 9    | Elected Master of Nine                               | 選ばれた9人の親方                                        | 十全会                       | Lodge of Perfection （完成のロッジ）                           | ハイラム伝承         |
| 10   | Illustrious Elect of Fifteen                         | 選ばれた輝かしい15人                                     | 十全会                       | Lodge of Perfection （完成のロッジ）                           | ハイラム伝承         |
| 11   | Sublime Elect of the Twelve, or Prince Ameth         | 選ばれた至高の12人またはアメス王子                       | 十全会                       | Lodge of Perfection （完成のロッジ）                           | ハイラム伝承         |
| 12   | Grand Master Architect                               | 建築の大親方                                             | 十全会                       | Lodge of Perfection （完成のロッジ）                           | ハイラム伝承         |
| 13   | Royal Arch of Enoch, or Royal Arch of Solomon        | エノクのロイヤル・アーチまたはソロモンのロイヤル・アーチ | 十全会                       | Lodge of Perfection （完成のロッジ）                           | エノク伝承           |
| 14   | Perfect Elu, Grand elect, Perfect, and Sublime Mason | 完全なる被選抜者または完全にして崇高な石工               | 十全会                       | Lodge of Perfection （完成のロッジ）                           | ソロモン伝承         |
| 15   | Knight of the East                                   | 東方の騎士                                               | 薔薇十字会                   | Council of the Princes of Jerusalem （エルサレムの王子の会議） | アポクリファ（外典） |
| 16   | Prince of Jerusalem                                  | エルサレムの王子                                         | 薔薇十字会                   | Council of the Princes of Jerusalem （エルサレムの王子の会議） | アポクリファ（外典） |
| 17   | Knight of the East and West                          | 東西の騎士                                               | 薔薇十字会                   | Chapter of the Rose Croix （薔薇十字の支部）                   | テンプル騎士団       |
| 18   | Knight Rose Croix                                    | 薔薇十字の騎士                                           | 薔薇十字会                   | Chapter of the Rose Croix （薔薇十字の支部）                   | 十字軍伝承           |
| 19   | Grand Pontiff                                        | 大司教                                                   | Council of Kadosh （神聖会） | 王者の秘密の王子の法院                                         | 旧約聖書             |
| 20   | Grand Master of All Symbolic Lodges                  | 全ての象徴的ロッジの大親方                               | Council of Kadosh （神聖会） | 王者の秘密の王子の法院                                         | 自由友愛理念         |
| 21   | Noachite, or Prussian Knight                         | ノアの末裔またはプロイセンの騎士                         | Council of Kadosh （神聖会） | 王者の秘密の王子の法院                                         | プロイセン騎士伝承   |
| 22   | Knight of the Royal Axe, or Prince of Libanus        | 王者の斧の騎士またはレバノンの王子                       | Council of Kadosh （神聖会） | 王者の秘密の王子の法院                                         | ソロモン伝説         |
| 23   | Chief of the Tabernacle                              | 幕屋の長                                                 | Council of Kadosh （神聖会） | 王者の秘密の王子の法院                                         | モーゼ伝承           |
| 24   | Prince of the Tabernacle                             | 幕屋の王子                                               | Council of Kadosh （神聖会） | 王者の秘密の王子の法院                                         | モーゼ伝承           |
| 25   | Knight of the Brazen Serpent                         | 青銅の蛇の騎士                                           | Council of Kadosh （神聖会） | 王者の秘密の王子の法院                                         | モーゼ伝承           |
| 26   | Prince of Mercy, or Scottish Trinitarian             | 恩寵の王子またはスコットランドの三位一体                 | Council of Kadosh （神聖会） | 王者の秘密の王子の法院                                         | 初期キリスト教       |
| 27   | Knight Commander of the Temple                       | 殿堂の指揮官                                             | Council of Kadosh （神聖会） | 王者の秘密の王子の法院                                         | 十字軍伝承           |
| 28   | Knight of the Sun, or Prince Adept                   | 太陽の騎士または熟達した王子                             | Council of Kadosh （神聖会） | 王者の秘密の王子の法院                                         | 哲理                 |
| 29   | Grand Scottish Knight of St. Andrew                  | 聖アンドリューのスコットランド大騎士                     | Council of Kadosh （神聖会） | 王者の秘密の王子の法院                                         | テンプル騎士団伝承   |
| 30   | Knight Kadosh                                        | カドシュの（聖なる）騎士                                 | Council of Kadosh （神聖会） | 王者の秘密の王子の法院                                         | テンプル騎士団伝承   |
| 31   | Grand Inquisitor Commander                           | 大審問長官                                               | Consistory （法院会議）      | Consistory （法院会議）                                        | 古代エジプト伝承     |
| 32   | Sublime Prince of the Royal Secret                   | 王者の秘密の至高の王子                                   | Consistory （法院会議）      | Consistory （法院会議）                                        | 哲理                 |
| 33   | Grand Inspector General                              | 最高大総監                                               | Supreme Council（最高法院）  | Supreme Council（最高法院）                                    | 総合理念             |

英語版wikipediaのScottish Riteも参照。
片桐三郎（32階級）によれば、33階級（最高大総監）は功労者に与えられる名誉階級であるという。
基本階級は必ず正規の参入儀礼を必要とするが、上位階級は4、9、12-14、18、22、28-33階級は正規の参入儀礼で、それ以外は「通達」により昇級が行われるという。
33階級の上にさらに3階級を付け加えられているとする説もある。

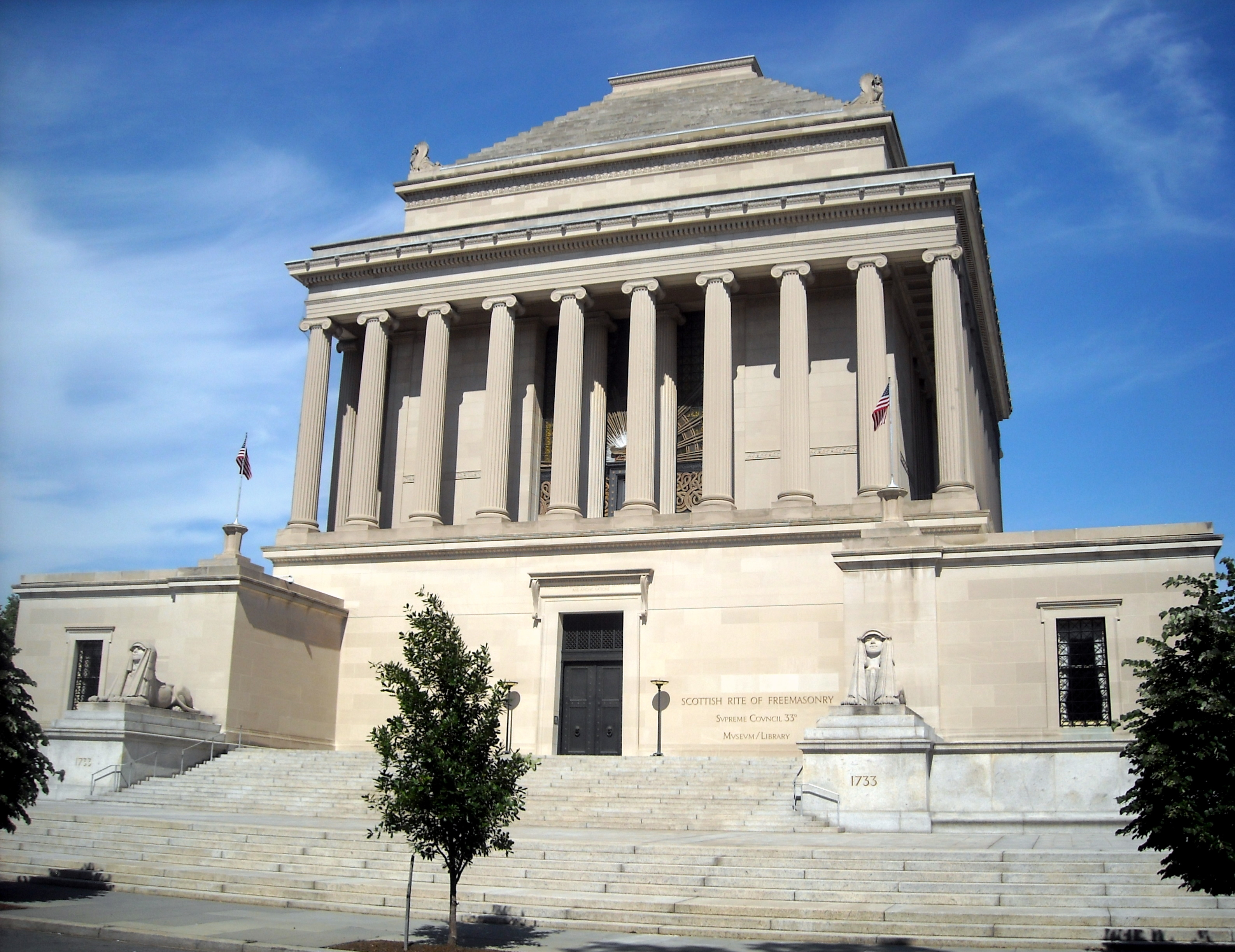
米ワシントンD.C.にあるスコティッシュ・ライトのメソニック・テンプル「House of the Temple」。
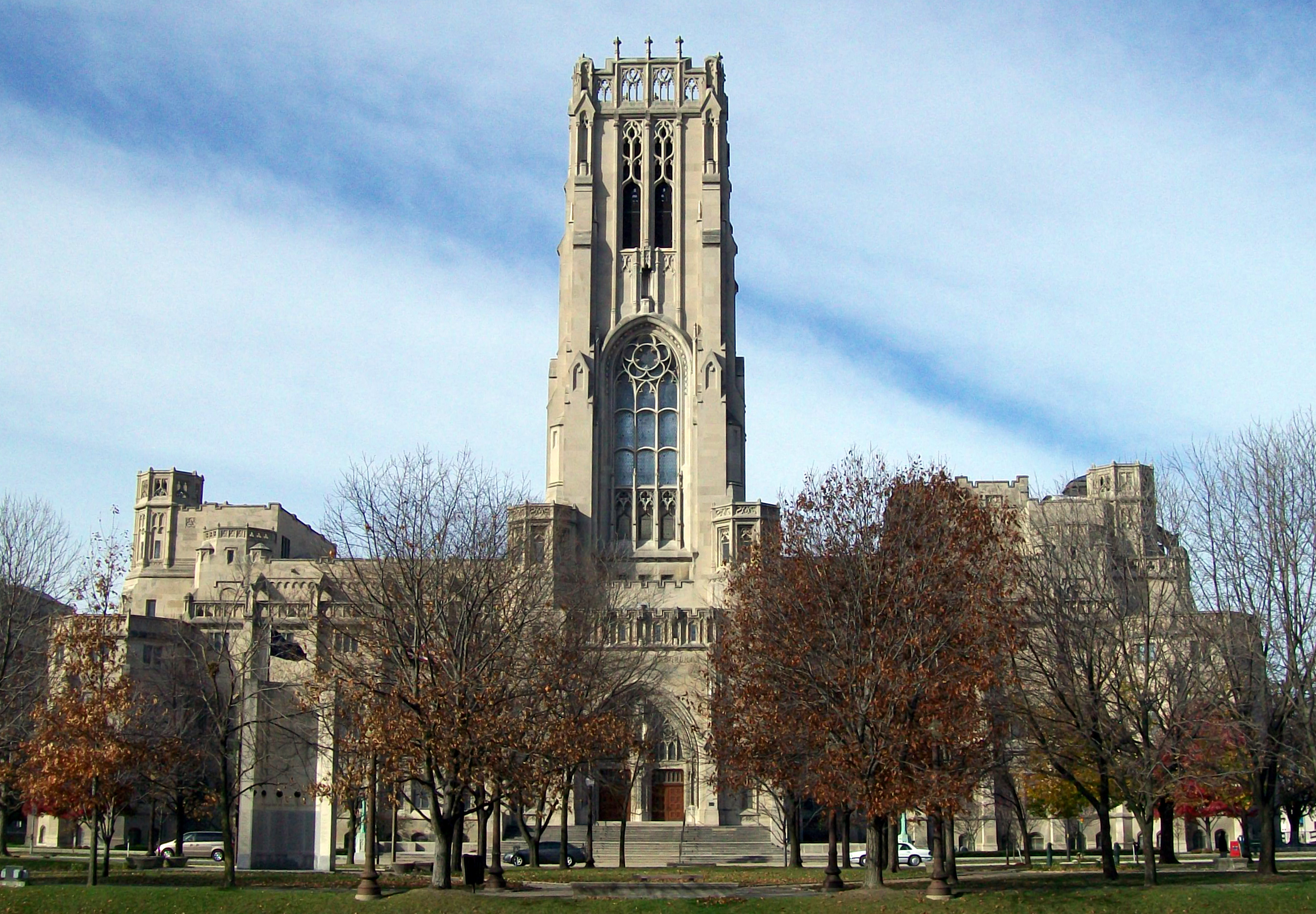
米インディアナポリスにあるスコティッシュ・ライト大聖堂。
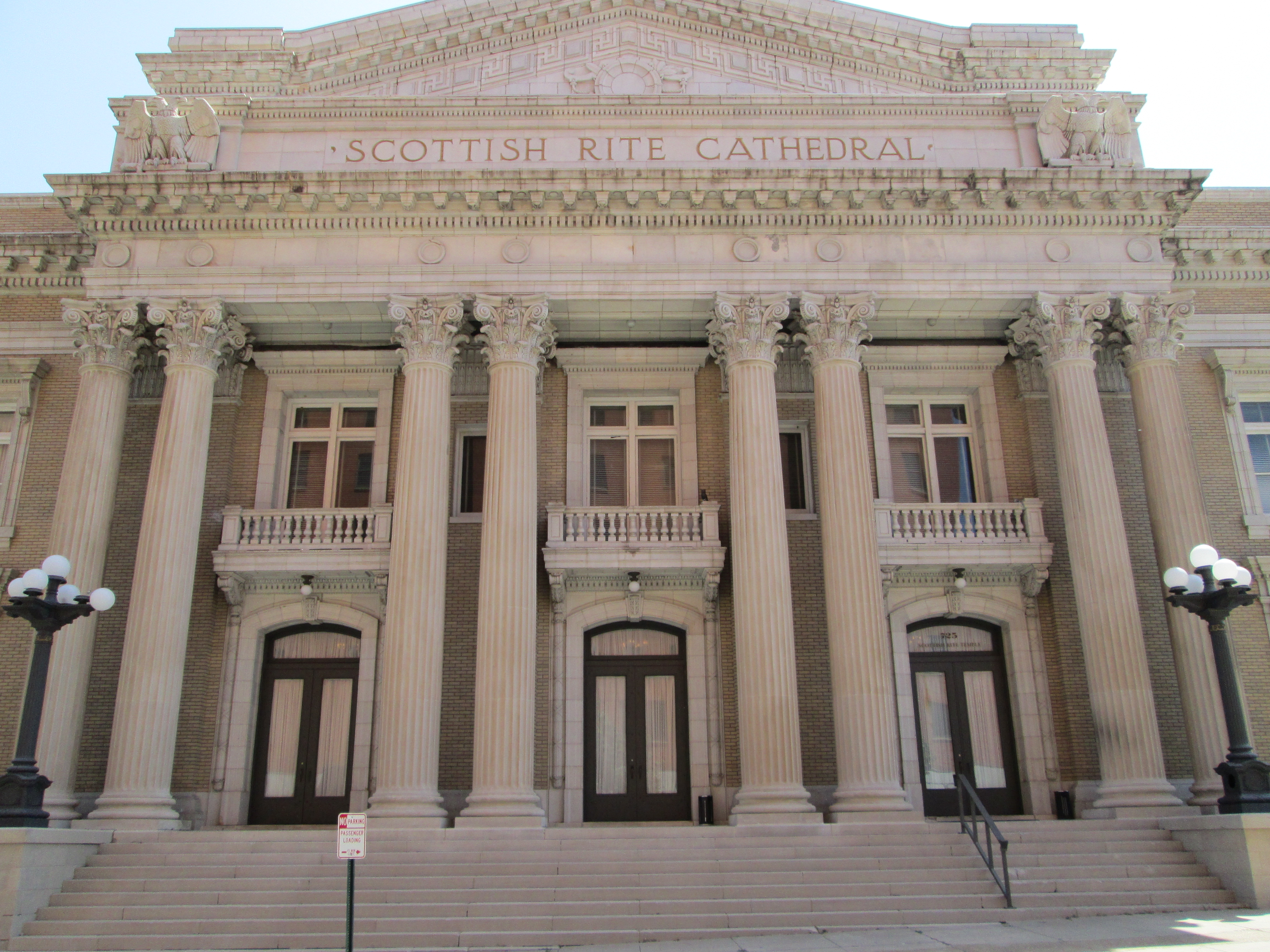
米ルイジアナ州にあるスコティッシュ・ライト大聖堂。

### ヨーク・ライトの上位階級
| 階級 | 名称                                                     | 和訳名称             | 区分     |
| ---- | -------------------------------------------------------- | -------------------- | -------- |
| 4    | Mark Master                                              | 著名な親方           | 深奥儀礼 |
| 5    | Past Master                                              | 巨匠の親方           | 深奥儀礼 |
| 6    | Most Excellent Master                                    | 最優秀の親方         | 深奥儀礼 |
| 7    | Royal Arch                                               | ロイヤル・アーチ     | 深奥儀礼 |
| 8    | Royal Master                                             | 王者の親方           | 秘処儀礼 |
| 9    | Select Master                                            | 選りすぐりの親方     | 秘処儀礼 |
| 10   | Super Excellent Master                                   | 超越した親方         | 秘処儀礼 |
| 11   | Illustrious Order of the Red Cross                       | 赤十字の輝かしい騎士 | 騎士儀礼 |
| 12   | Order of the Knights of Malta (or simply Order of Malta) | マルタ騎士           | 騎士儀礼 |
| 13   | Order of the Temple                                      | 聖堂騎士             | 騎士儀礼 |

英語版wikipediaのYork Riteも参照。

深奥儀礼（Royal Arch Masonry）のグランドエンブレムになっているトリプルタウ。
第8階級と第9階級のエンブレム。左官のこて、未完成のトライアングル、剣。
騎士儀礼（Knights Templar）のシンボルになっている末広十字。
騎士儀礼のロゴ。末広十字に「IN HOC SIGNO VINCES」。

### スウェーデン儀礼の上位階級
| 階級 | 名称                                                        | 和訳名称                               | 区分                                               |
| ---- | ----------------------------------------------------------- | -------------------------------------- | -------------------------------------------------- |
| 4    | Apprentice of St. Andrew                                    | 聖アンドリューの徒弟                   | 聖アンドリューのロッジ (St. Andrew's degrees)      |
| 5    | Companion of St. Andrew                                     | 聖アンドリューの仲間                   | 聖アンドリューのロッジ (St. Andrew's degrees)      |
| 6    | Master of St. Andrew                                        | 聖アンドリューの親方                   | 聖アンドリューのロッジ (St. Andrew's degrees)      |
| 7    | Very Illustrious Brother, Knight of the East                | 非常に高名な兄弟または東方の騎士       | 地方支部 (Chapter degrees)                         |
| 8    | Most Illustrious Brother, Knight of the West                | もっとも輝かしい兄弟または西方の騎士   | 地方支部 (Chapter degrees)                         |
| 9    | Enlightened Brother of St. John's Lodge                     | 聖ヨハネロッジの賢明な兄弟             | 地方支部 (Chapter degrees)                         |
| 10   | Very Enlightened Brother of St. Andrew's Lodge              | 聖アンドリューロッジの非常に賢明な兄弟 | 地方支部 (Chapter degrees)                         |
| 11   | Most Enlightened Brother, Knight Commander of the Red Cross | 最も賢明な兄弟または赤十字の騎士司令官 | 大評議会の名誉学位 (Grand Council honorary degree) |
| 12   | Vicar of Solomon                                            | ソロモンの代理者                       | 大評議会の名誉学位 (Grand Council honorary degree) |

英語版wikipediaのSwedish Riteも参照。4階級と5階級は、まとめて扱われているようである。

スウェーデン儀礼のシンボルになっている聖ゲオルギウス十字。
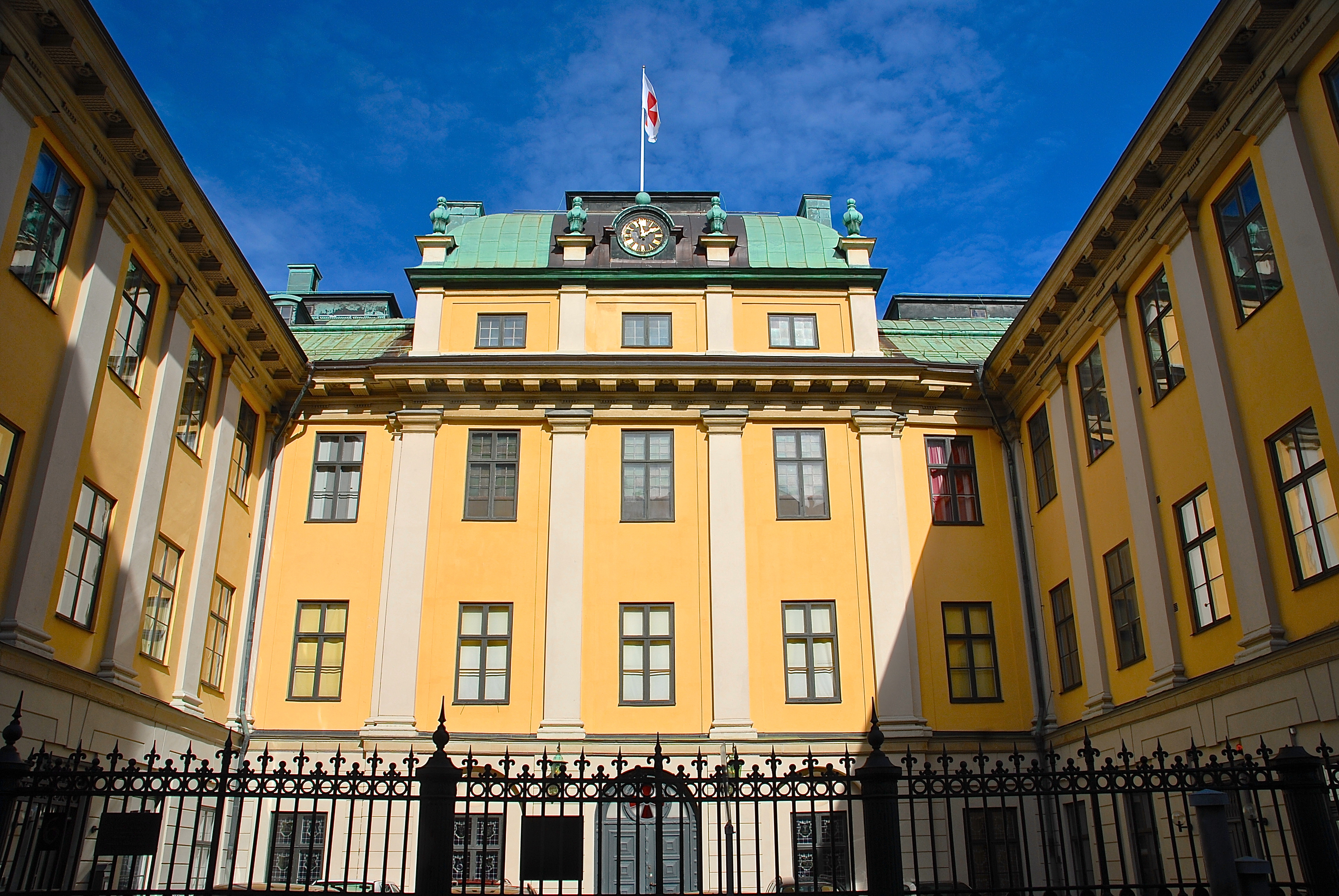
スウェーデンのグランドロッジが所有する宮殿「Bååtska Palatset」。
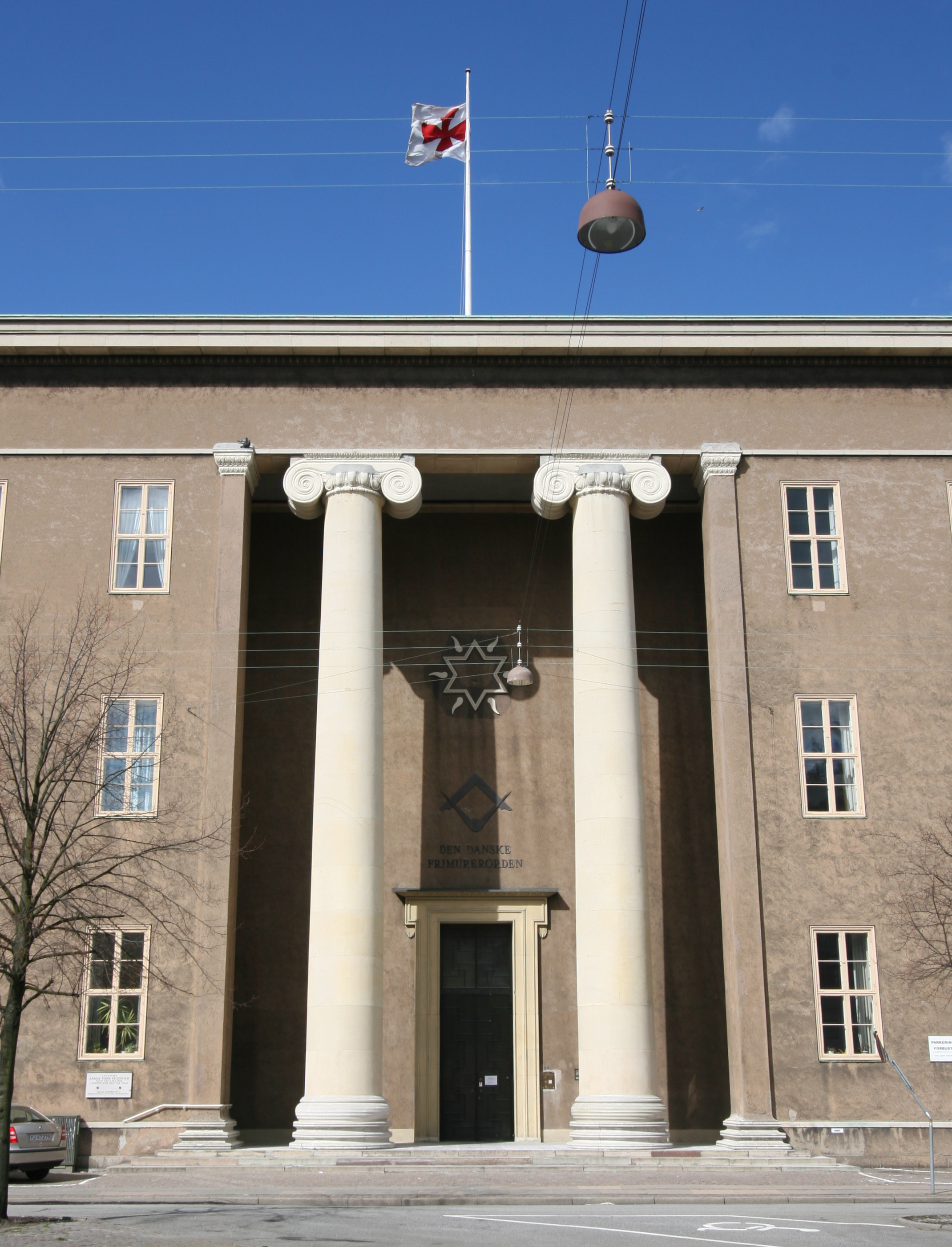
デンマークのグランドロッジ。
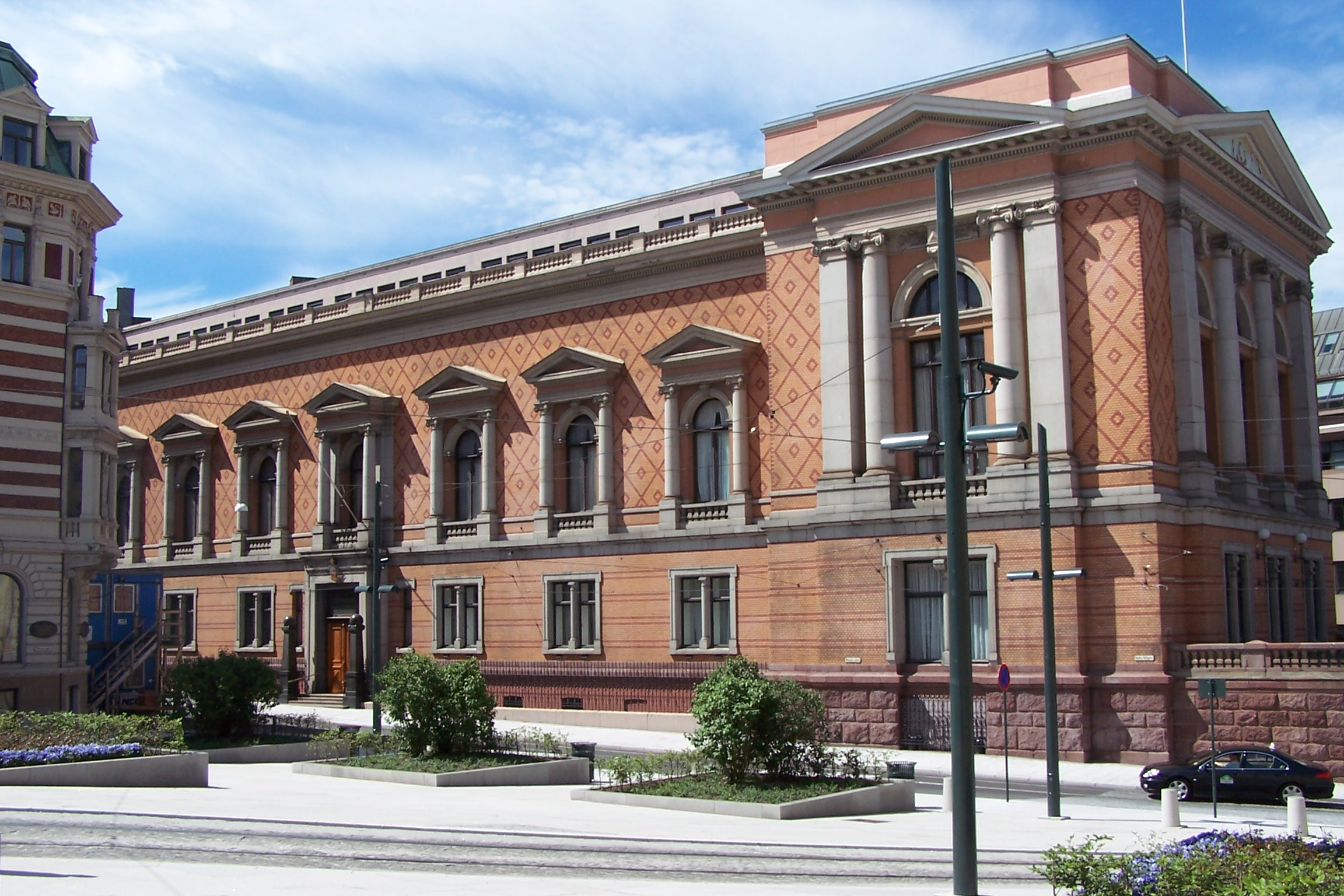
ノルウェーのグランドロッジ。

## 人物

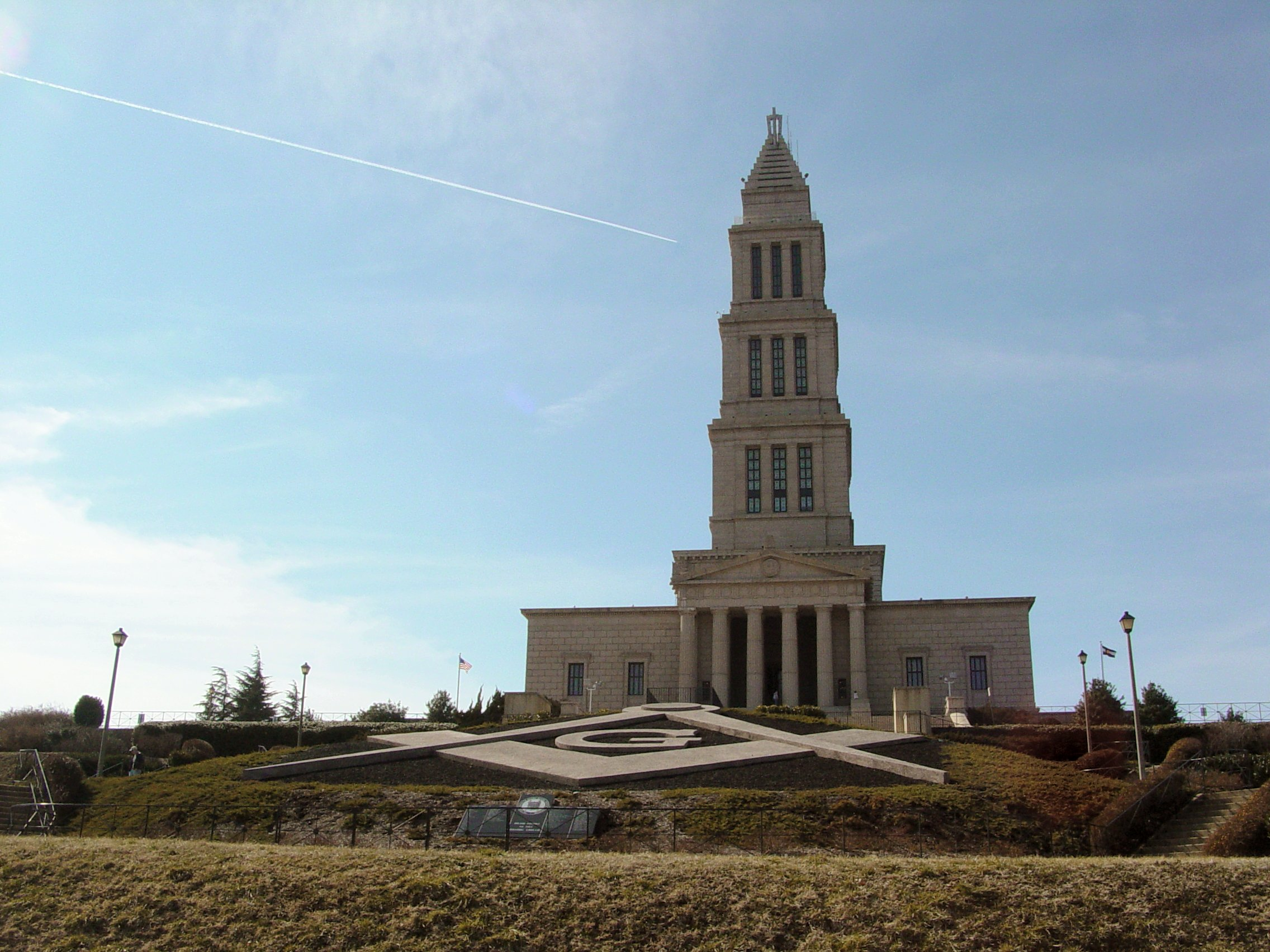
フリーメイソンの殿堂としてバージニア州アレキサンドリアに建てられたジョージ・ワシントン・メソニック・ナショナルメモリアル。ワシントンの名が刻まれている。

フリーメイソンであるとされる著名人のリストである（国籍別、生年順）。なお、このリストはあくまで参考文献にフリーメイソンであると記されていることを示すに留まり、各々の人物が本当にフリーメイソンであると断言するものではない。
フリーメイソンであるとされる人物にも、結社に所属していたという直接の証拠が残っている者（例：モーツァルト）もいれば、資料によってはフリーメイソンであったとされる者（例：ヴェルディ）もいる。中にはジョージ・ワシントンのようにフリーメイソンの礼装姿の肖像画や写真が残っている者も存在する。
また、フリーメイソンであったか否か、文献間で争いがある者もいる。たとえばワーグナーは、ある本では1841年に加入したことになっているが、別の本ではそのことには触れられておらず、代わりに、1872年に入団申し込みをしたが断られたエピソードが挙げられている。
会員数はアメリカが世界最大である。初期の移民は宗教闘争から逃れてきた者が多く、その中にフリーメイソンの会員が数多く含まれていたことに起因し、フリーメイソンの理念と集会はコロニーの人々をまとめる役割を持った。アメリカの建国にたずさわったベンジャミン・フランクリンやジョージ・ワシントンなど、「アメリカ建国の父」56人の内、53人が会員であった。歴代アメリカ合衆国大統領のうち、ワシントンを含めて14人が会員となっている。吉村は、アメリカの本質を「道徳国家」ととらえ、フリーメイソンの理念との共通点を示唆している。フリーメイソンのアメリカ合衆国大統領は15人であったとする説もある。
日本では市販の書籍で陰謀論のみが目につくが、欧米では会員である事は一種のステータスでもある。元日本グランド・ロッジの大親方（Grand Master）であるリチャード・クライプは、10年前の米国のある雑誌の調査であるとして、全米トップビジネスマン1万5千人中、1万人が会員であり、英国でも男性王族は入会が伝統になっていると述べた。
インターネットの普及により世界各国フリーメイソンリーのグランドロッジ、個別のロッジ等のウェブサイトを訪問すると著名な会員名が公表されている場合がある。またフリーメイソンのウィリアム・R・デンスロウが著し、フリーメイソンのハリー・S・トルーマン第33代米国大統領が序文を寄せた書籍『10,000 Famous Freemasons / 一万人の著名なフリーメイソン』（初版: 1957年-1960年、vol.1-vol.4）は、「Phoenixmasonry Masonic Museum and Library」がインターネット上で全編を公開している。『10,000 Famous Freemasons』にその時代までの全ての著名なフリーメイソンが列挙されているわけではない。例えば1920年代にヨーロッパで時代の寵児であったリヒャルト・クーデンホーフ＝カレルギー伯爵は、彼を敵視していたナチス・ドイツが発行した『Die Freimaurerei Weltanschauung Organisation und Politik / フリーメイソンリー 世界観 組織と政策』（1938年、著: ディーター・シュヴァルツ、序文: ラインハルト・ハイドリヒ保安警察長官）によってフリーメイソンであることが暴露され、クーデンホーフ＝カレルギーの支持者であったトルーマンが序文に参加しているにもかかわらず、『10,000 Famous Freemasons』にクーデンホーフ＝カレルギーの名は記載がない。

### アメリカ合衆国

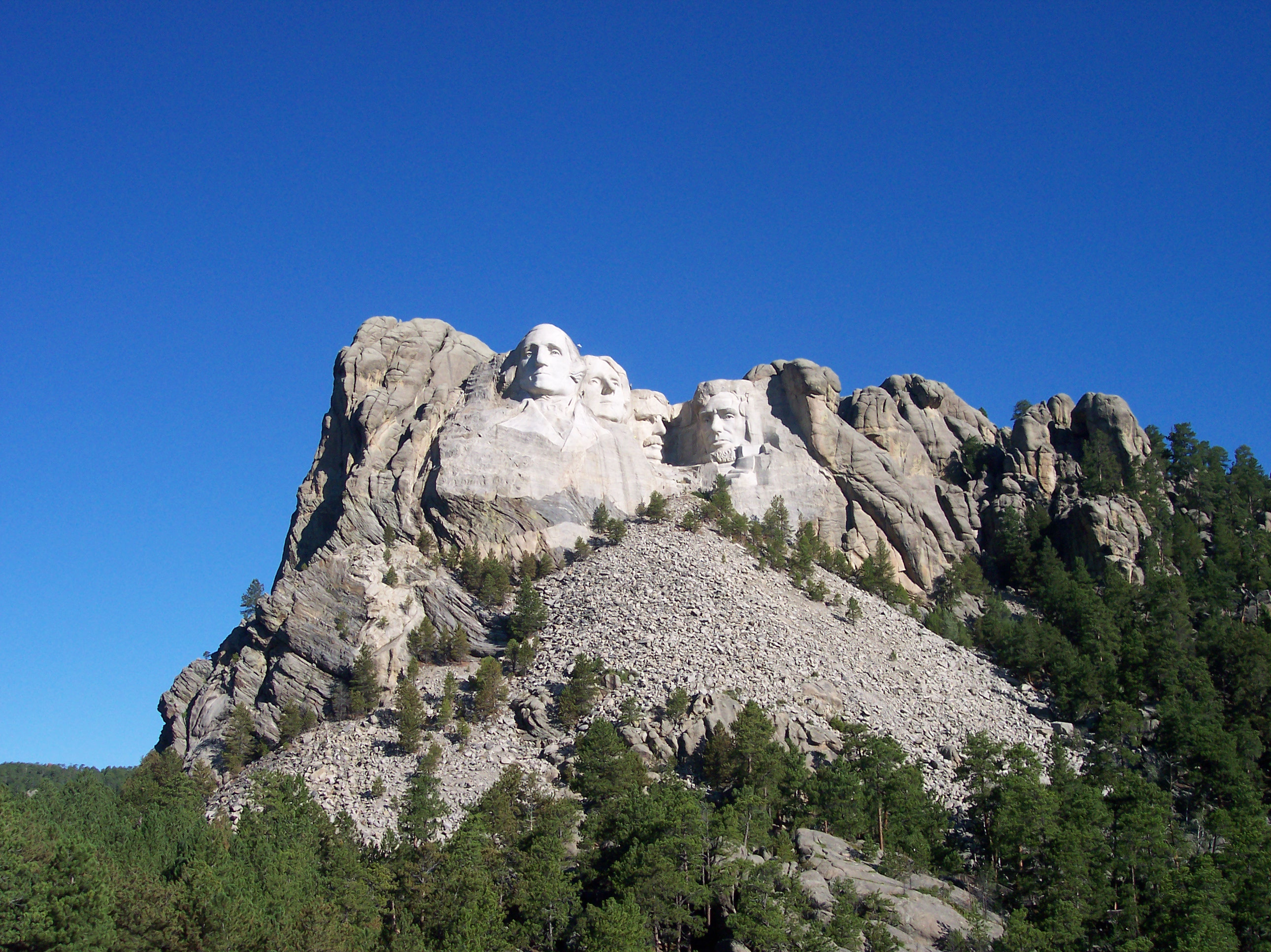
ガットスン・ボーグラムはフリーメイソンになってからラシュモア山の頂きに4人の大統領の彫像を400人の作業員とともに作った。左端からワシントン、ジェファーソン、T・ルーズベルト、リンカーン。

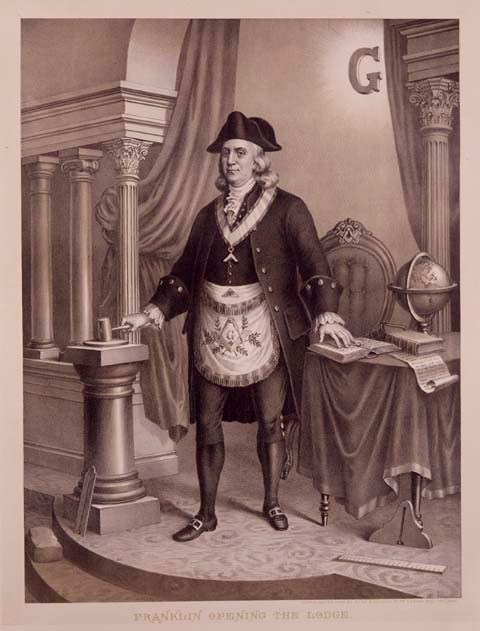
メイソンの服装のベンジャミン・フランクリン。

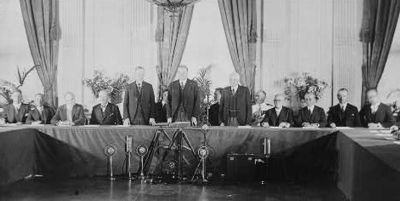
1929年7月24日ホワイトハウス。ケロッグ・ブリアン協定の発効日に。ケロッグは起立した3人のうち右側。ケロッグとブリアンはフリーメイソン。

- ベンジャミン・フランクリン（1706年生、1730年1月入会）[66][135] - 初代郵政長官（1775年-1776年）、アメリカ独立宣言起草委員。ペンシルベニア大学創設者の一人。
- デウィット・クリントン（1769年生、1793年入会）[136] - 上院議員、ニューヨーク州知事。
- フランシス・スコット・キー（1779年生）[137] - 弁護士、詩人。彼の詩作品『マクヘンリー砦の防衛』（Defence of Fort McHenry）は1931年に3代目の国歌『星条旗』の歌詞となった。作家のF・スコット・フィッツジェラルド（フランシス・スコット・キー・フィッツジェラルド）は彼の子孫。
- サミュエル・ヒューストン（1793年生）[138] - 下院議員、テキサス州知事、テネシー州知事。
- マシュー・ペリー（1794年生、1819年入会）[68][70][139] - 東インド艦隊司令官。日本開国に向けた黒船来航。
- マーク・トウェイン（1835年生、1861年5月22日入会）[64][66] - 作家。著書は『トム・ソーヤーの冒険』など。
- バッファロー・ビル（1846年生）[140] - ガンマン。
- ダニエル・カーター・ビアード（1850年生）[41][57][58] - アメリカのボーイスカウト（Boy Scouts of America）創設者の一人「ダンおじさん」（Uncle Dan）。ニューヨークのMariner's Lodge No. 67でメイソンとなり[60][61][62]、1917年にメイソンとしての階級が昇級（raised）した[57]。
- ジョン・フィリップ・スーザ（1854年生、1881年7月15日入会）[64][141][142] - 海兵隊准尉、海軍少佐。海兵隊バンド楽長を辞任後、スーザ吹奏楽団を結成。音楽作品に行進曲『ワシントン・ポスト』（1889年）、国家行進曲『星条旗よ永遠なれ』（1896年）。
- キング・キャンプ・ジレット（1855年生）[143] - カミソリメーカージレット社の創業者（1901年）。1901年6月にマスターメイソン昇級（raised）[143]。
- ロバート・ピアリー（1856年生）[64][142] - 探検家。
- フランク・ケロッグ（1856年生、1880年入会）[68] - 米国務長官。ケロッグ・ブリアン協定。1929年ノーベル平和賞。
- チャールズ・イーストマン（1858年生）[69] - ネイティブ・アメリカン。医師、著作家、活動家。先住民のキリスト教青年会（YMCA）を設立。アメリカのボーイスカウト設立に関与した。
- ウィリアム・ディクソン・ボイス（1858年生）[41][56] - 実業家・探検家。アメリカのボーイスカウト設立発起人（incorporator）[144]。
- ミルトン・A・マクレー（1858年生）[67] - 新聞発行者。アメリカのボーイスカウト初代副会長の一人。
- ウィリアム・ジェニングス・ブライアン（1860年生、1902年1月28日入会）[145] - 第41代国務長官（1913年-1915年）。
- ヘンリー・フォード（1863年生）[64][66] - 自動車メーカーフォード・モーターの創設者（1903年設立）。1894年11月24日にメイソンの階級を昇級（raised）した[146]。トーマス・エジソンが設立したEdison Illuminating Companyのチーフ・エンジニアを経て1903年にフォード社を設立。孫のベンソン・フォード（1919年生）、ウィリアム・クレー・フォード（1925年生）はメイソンである[68]。
- ガットスン・ボーグラム（1867年生）[64][142] - 彫刻家。ラシュモア山の「四人の大統領の彫像」を手掛けた。1904年6月10日にメイソンの階級を昇級（raised）した[68]。
- ポール・P・ハリス（1868年生）[36] - 国際ロータリー（ロータリークラブ）創設者。
- グリフィス・オグデン・エリス（1869年生）[58] - アメリカのボーイスカウト設立に関与した。
- コーデル・ハル（1871年生）[147] - 国務長官（1933年-1944年）。「ハル・ノート」（1941年）。「国際連合の父」。国際連合（国連; UN）設立（1945年）における顕著な功績により1945年ノーベル平和賞受賞[148]。コーデル・ハルが（国務長官の間、既に）フリーメイソンであったようであることが記述されている文献がある[147]。彫刻家でフリーメイソンのブライアント・ベーカーは[68]、コーデル・ハルの彫像を制作した[68][149]。ブライアント・ベーカーは、「ジョージ・ワシントン・メソニック・ナショナルメモリアル」のジョージ・ワシントン像を制作した人物である[68]。
- ウォルター・クライスラー（1875年生）[64][68] - 自動車メーカークライスラー創業者。スコティッシュ・ライト32°[150]。
- ジェームス・E・ウェスト（1876年生）[41] - 法律家。アメリカのボーイスカウト初代チーフスカウト・エグゼクティブ。
- メルビン・ジョーンズ（1879年生、1906年入会）[40] - 実業家。ライオンズクラブ国際協会の創設者（1917年設立）[39]。

- ダグラス・マッカーサー（1880年生、1936年1月17日入会）[142][153] - 陸軍元帥、連合国軍最高司令官総司令部（GHQ）最高司令官。
- ハリー・ワーナー（1881年生）[154] - ワーナー・ブラザースを設立したワーナー四兄弟の長男。カリフォルニアの「Mount Olive Lodge No. 506」所属[154]。
- フィオレロ・ラガーディア（1882年生、1913年入会）[64] - 下院議員。第99代ニューヨーク市長（1934年-1945年）。
- チェスター・コンクリン（1886年生）[155] - コメディアン。『モダン・タイムス』（1936年）、『独裁者』（1940年）他、チャップリン映画に多数出演。カリフォルニアの「University Lodge #394」で1916年9月18日にメイソンとしての階級が昇級（raised）[155]。
- タイ・カッブ（1886年生、1907年入会）[64][156] - プロ野球外野手。デトロイト・タイガース監督。
- サム・ワーナー（1887年生）[154] - ワーナー・ブラザースを設立したワーナー四兄弟の三男。カリフォルニアの「Mount Olive Lodge No. 506」所属[154]。
- リチャード・バード（1888年生）[157] - 探検家、海軍少尉。
- ポール・ホワイトマン（1890年生）[158] - "ジャズの王"。1922年5月2日にSt. Cecile Lodgeでマスターメイソンに昇級（raised）した[158]。1924年に『ラプソディ・イン・ブルー』の作曲をジョージ・ガーシュウィンに依頼した。ガーディアン紙はジョージ・ガーシュウィンもメイソンであると記述しているが根拠が提示されていない[159]。ガーシュウィン同様にジョセフ・シュリンガーの教え子であったグレン・ミラーをメイソンと考えるロッジもあるが[160]、『10,000 Famous Freemasons』にグレン・ミラーの項目はない。
- カーネル・サンダース（1890年生、1917年4月6日入会）[86][161] - ケンタッキーフライドチキン（KFC）の創業者（1952年設立）。
- ジャック・L・ワーナー（1892年生）[154][162] - ワーナー・ブラザースを設立したワーナー四兄弟の四男。カリフォルニアの「Mount Olive Lodge No. 506」所属[154]。ジャック・L・ワーナーの息子ジャック・M・ワーナー（英語版）がメイソンであることは『10,000 Famous Freemasons』に1938年11月30日「Mt. Olive Lodge No. 506」で昇級（raised）と記載されている。
- ハロルド・ロイド（1893年生）[163] - コメディアン。
- ジョン・エドガー・フーヴァー（1895年生）[164] - 連邦捜査局（FBI）初代長官（1924年-1972年）。1920年11月9日マスターメイソン昇級（raised）[64]。
- ジミー・ロジャース（1897年生）[64] - ヨーデルを取り入れたカントリー歌手。ミシシッピ「John L. Spinks Lodge No. 507」のメイソン[64]。
- デューク・エリントン（1899年生、1932年入会）[64][66] - ジャズミュージシャン。レパートリーは『A列車で行こう』（1939年）など。同時代のジャズミュージシャンルイ・アームストロングを「Montgomery Lodge」のメイソンと主張する人々もいるが、実際にはそのロッジは存在せず、少なくともルイ・アームストロングが入っていたのは、フリーメイソンリーとは別の友愛団体「Knights of Pythias」であった[165]。
- ライマン・レムニッツァー（1899年生）[68] - 陸軍大将。NATOヨーロッパ連合軍最高司令官。国防大学副学長。第二次世界大戦でイタリア降伏・ドイツ降伏調印の幹部職員。朝鮮戦争時の中将。
- クラーク・ゲーブル（1901年生、1933年入会）[64][166] - 映画俳優。出演は『風と共に去りぬ』（1939年）など。
- チャールズ・リンドバーグ（1902年生）[64] - パイロット。世界初の単独大西洋横断飛行を達成。1926年マスターメイソン昇級（raised）[64]。
- ジョン・スタインベック（1902年生、1929年3月1日入会）[167] - 作家。著書は『怒りの葡萄』『エデンの東』など。1962年ノーベル文学賞受賞。
- カウント・ベイシー（1904年生）[66] - ジャズミュージシャン。『Basie in London』などのレコードをリリース。

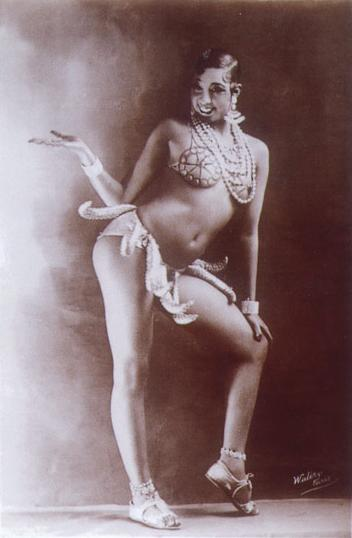
ジョセフィン・ベーカー（仏語読み: ジョゼフィーヌ・バケル）。

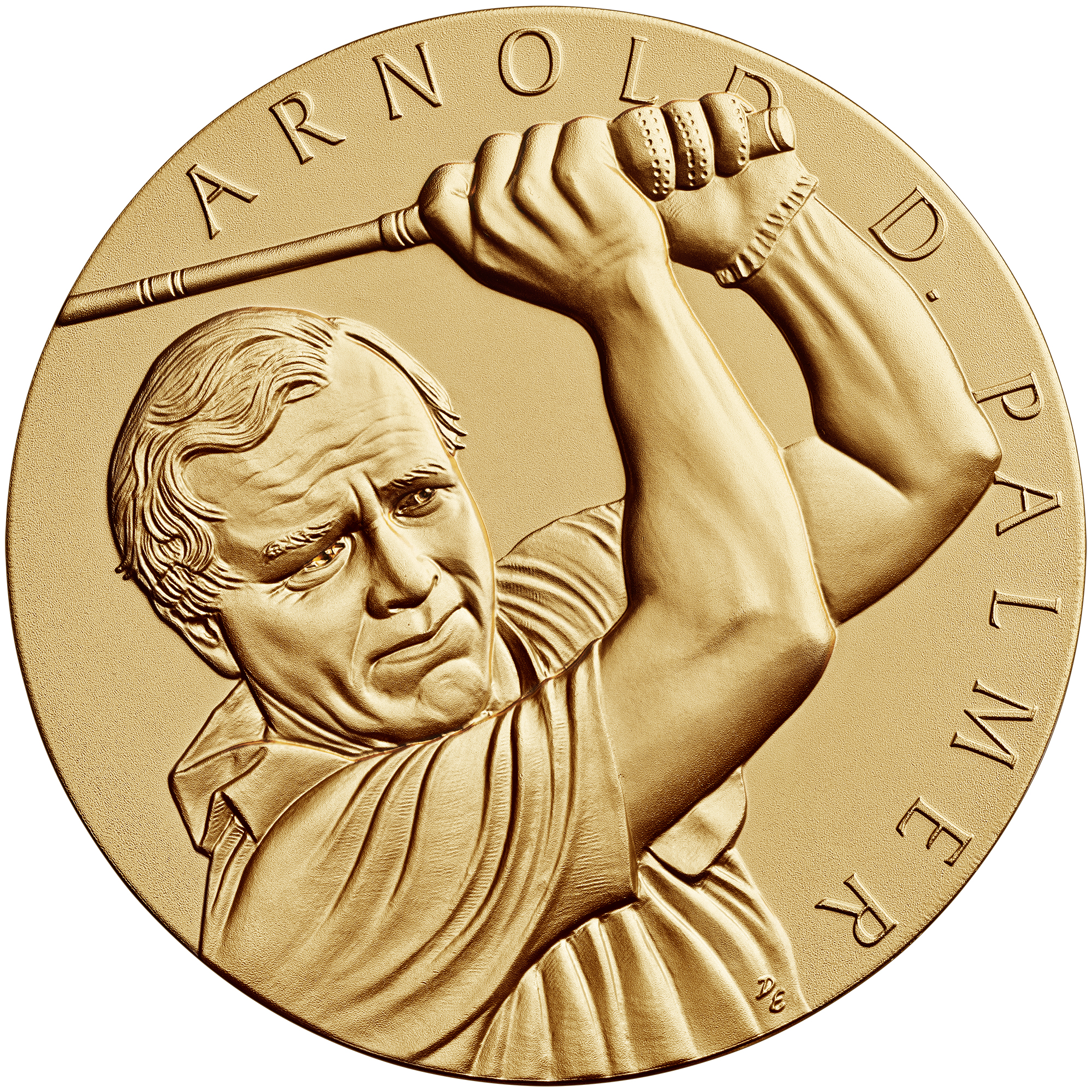
アーノルド・パーマー。米議会名誉黄金勲章。この勲章はジョージ・ワシントンらのメイソンも受勲している。

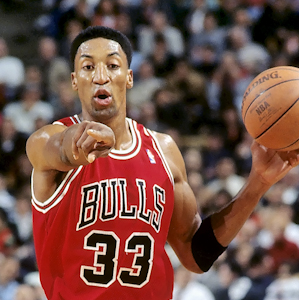
NBAスコッティ・ピッペン。

- ジョセフィン・ベーカー（1906年生、1960年3月6日入会）[168][169] - アメリカ合衆国出身フランス女性。俳優、ジャズミュージシャン。同性愛者または両性愛者[170]。フランス系の女性専用グランドロッジ「GLFF」系のロッジ「La Nouvelle Jerusalem」所属のフリーメイソン[169]。
- ハロルド・スタッセン（1907年生）[171] - 第25代ミネソタ州知事（1939年-1943年）。第3代ペンシルベニア大学学長（1948年-1953年）。メイソンとしてはShekinah Lodge No. 171で1939年から1940年までWorshipful Masterを務めた[171]。
- ジョン・ウェイン（1907年生、1970年7月9日入会）[64][164] - 俳優、映画監督。
- サーグッド・マーシャル（1908年生）[64] - 96人目の最高裁判所判事（1967年-1991年）。
- バリー・ゴールドウォーター（1909年生）[64] - 上院議員。
- ベニー・グッドマン（1909年生）[172] - ジャズミュージシャン。レパートリーは『シング・シング・シング』など。
- トーマス・ブラッドリー（1917年生）[64] - 第38代ロサンゼルス市長。
- ナット・キング・コール（1919年生、1944年1月9日入会）[173][174] - ジャズミュージシャン。レパートリーは『恋に落ちた時』『L-O-V-E』など。1954年に発表した『スマイル』は、チャップリンの映画『モダン・タイムス』のテーマ曲に歌を付けたもの。
- ジョン・ハーシェル・グレン（1921年生）[175] - 元海兵隊戦闘機パイロット、政治家。マーキュリー計画でマーキュリー6号に搭乗し、地球周回軌道を飛行。
- カール・L・シッター（1922年生）[176] - 海兵隊大佐。朝鮮戦争の功績により米軍最高位の勲章「Medal of Honor」をフリーメイソンのトルーマン大統領から授与された。所属ロッジは「オアシス・オブ・マーラ・メソニック・ロッジ #735」（Oasis of Mara Masonic Lodge #735）。
- ボブ・ドール（1923年生、1955年4月19日入会）[64] - 上院議員。
- アーノルド・パーマー（1929年生）[164] - プロゴルファー。
- ジェームズ・アーウィン（1930年生）[175] - アメリカ航空宇宙局（NASA）の宇宙飛行士。アポロ15号搭乗。
- ザ・デストロイヤー（1930年生）日米で活躍した元・プロレスラー、本名はリチャード・ジョン・ベイヤー。
- アンドリュー・ヤング（1932年生）[64] - 第14代国連大使（1977年-1979年）、第55代アトランタ市長（1982年-1990年）。
- デイヴ・トーマス（1932年生、1959年4月13日入会）[177] - ハンバーガーレストランウェンディーズの創業者（1969年設立）。
- リチャード・ドレイファス（1947年生）[178] - 俳優。映画『未知との遭遇』主人公など。
- スティーブ・ウォズニアック（1950年生、1980年入会）[179] - Appleの共同設立者（1976年設立）。
- エディ・マーフィ（1961年生）[166] - 俳優、コメディアン。
- デニス・ロッドマン（1961年生）[180] - 元NBAバスケットボール選手。NBAの「リバウンド王」（1992年-1998年）。フリーメイソンのスコッティ・ピッペンがシカゴ・ブルズ在籍中（1987年-1998年、2003年-2004年）のチームメイト（ロッドマン在籍: 1995年-1998年）。フリーメイソンのシャキール・オニールがロサンゼルス・レイカーズ在籍中（1996年-2004年）のチームメイト（ロッドマン在籍: 1999年）。
- スコッティ・ピッペン（1965年生）[181] - 元NBAバスケットボール選手。スモールフォワード名手。NBAオールスターゲームMVP（1994年）。フリーメイソンのデニス・ロッドマンとはブルズでチームメイト。
- シャキール・オニール（1972年生、2011年6月11日入会）[64][182] - 元NBAバスケットボール選手。NBA得点王（1995年、2000年）。フリーメイソンのデニス・ロッドマンとはレイカーズでチームメイト。NBAのNational TV出演時（2012年1月頃）にフリーメイスンの指輪を見せ、あなたはメイスンかと訊ねられると「もちろんだよ私は。」と答えた。

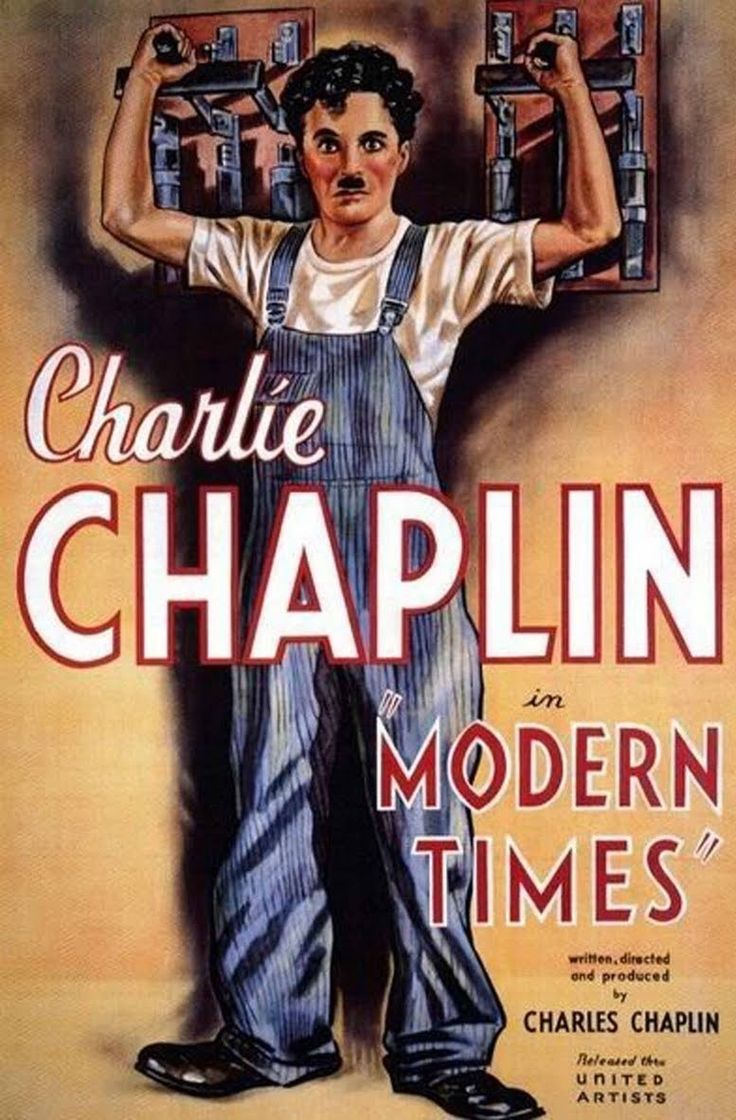
チャップリン映画『モダン・タイムス』（1936年）のポスター。ナット・キング・コールはこの映画のテーマ曲『スマイル』をカバーした。 ナット・キング・コール『スマイル』を試聴する
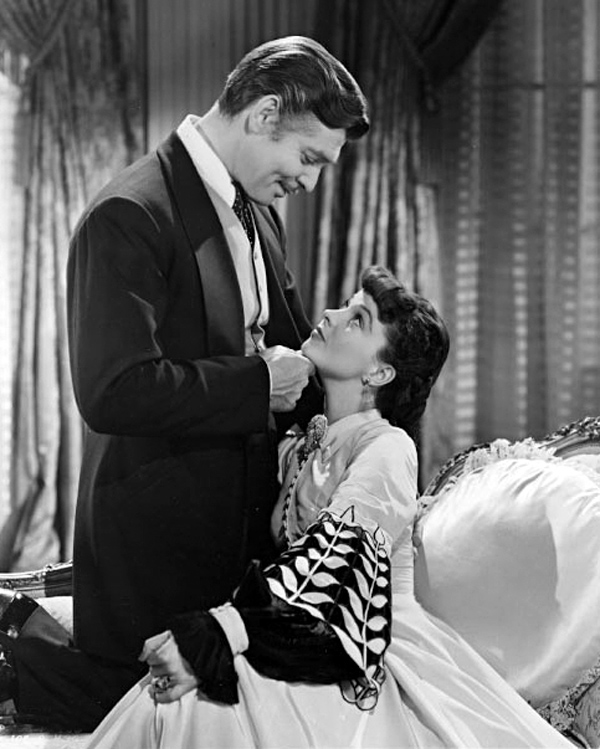
ヴィヴィアン・リー/クラーク・ゲーブル主演映画『風と共に去りぬ』（1939年）におけるクラーク・ゲーブル（レット・バトラー役）。 映画『風と共に去りぬ』を閲覧する（一部抜粋）
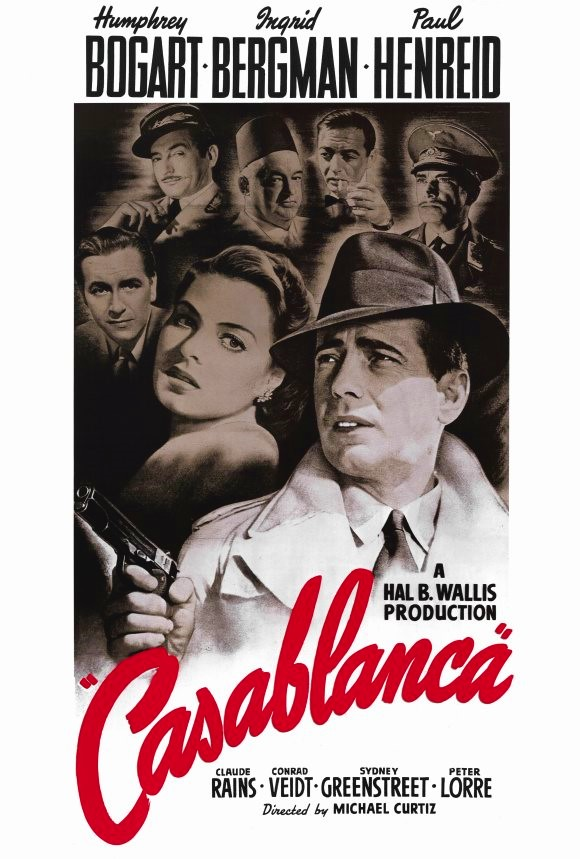
ワーナー・ブラザースの映画『カサブランカ』（1942年）。登場人物のヴィクトル・ラズロ（左端）は反ヒトラー、反ナチスのR・クーデンホーフ＝カレルギー（1922年メイソンリー入会）がモデルであるといわれている（映画『カサブランカ』、リヒャルト・クーデンホーフ＝カレルギー、フリーメイソンリーも参照）。
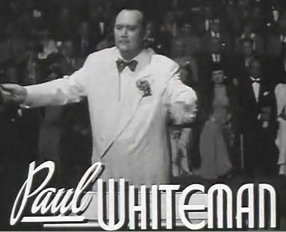
ワーナーブラザーズ映画『Rhapsody in Blue』（1945年）に出演する"ジャズの王"ポール・ホワイトマン。 映画『Rhapsody in Blue』予告編を閲覧する ホワイトマンの依頼でガーシュウィンの楽曲『ラプソディ・イン・ブルー』は作曲された。 楽曲『ラプソディ・イン・ブルー』1924年版を試聴する
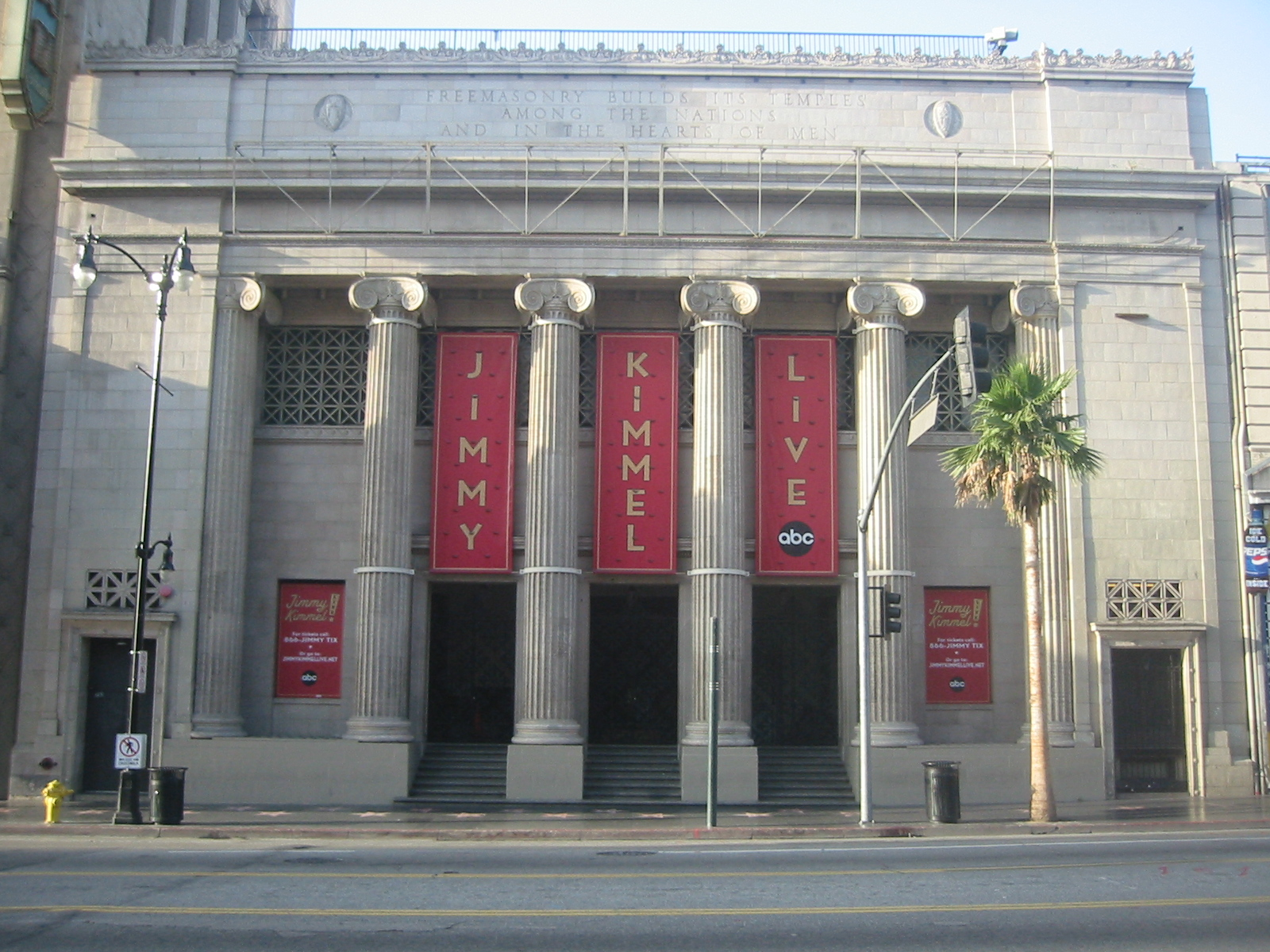
ハリウッド・メソニック・テンプル。上部に「FREEMASONRY BUILDS ITS TEMPLES AMONG THE NATIONS AND IN THE HEARTS OF MEN」と刻まれている。

アメリカ合衆国大統領

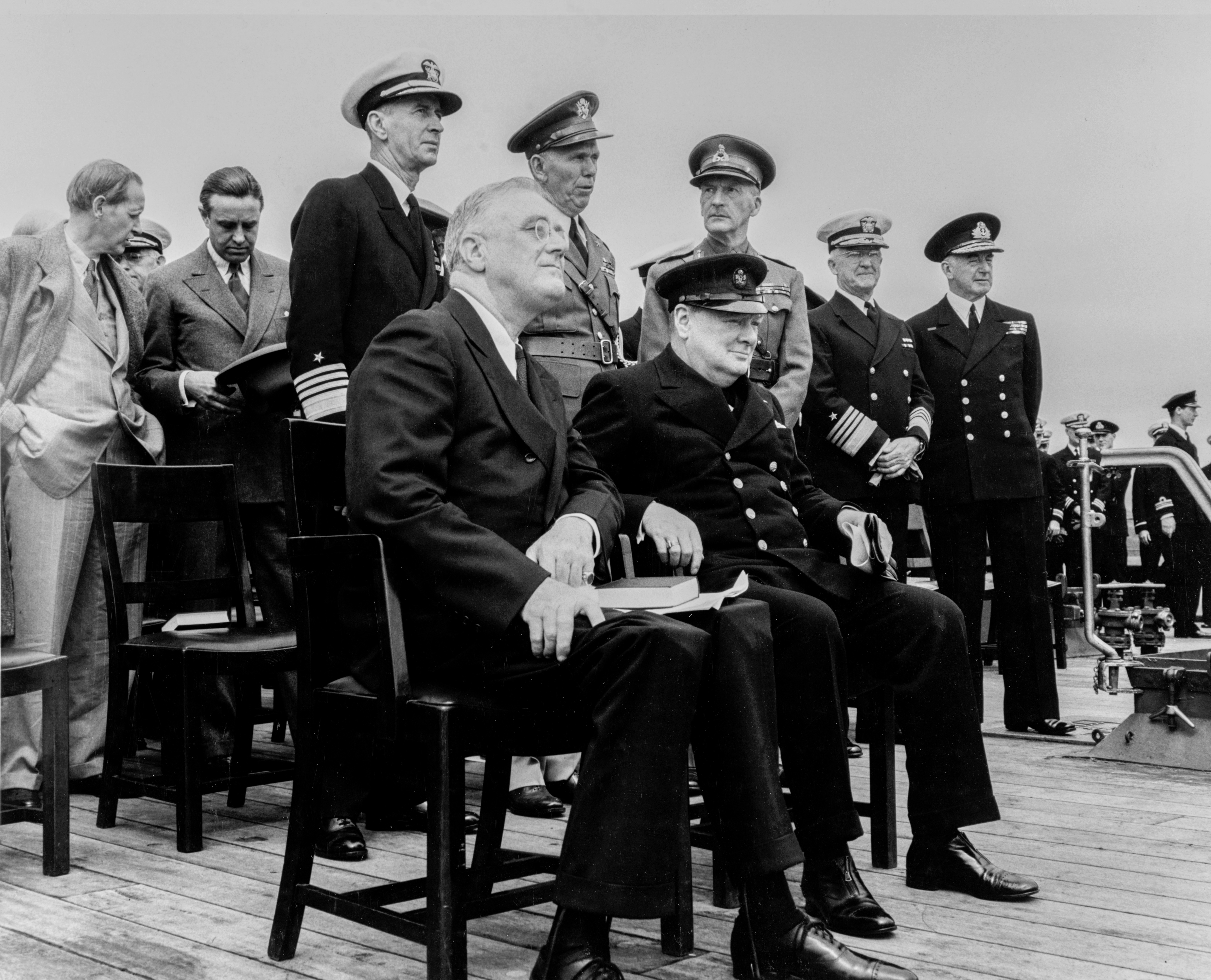
メイソンの米大統領フランクリン・ルーズベルト（左）とメイソンの英首相ウィンストン・チャーチル（右）。「大西洋憲章」が調印された英国戦艦プリンス・オブ・ウェールズにて。国際連合（国連; UN）の設立に寄与する構想「大西洋憲章」はフランクリン・ルーズベルトとチャーチルの2人のメイソンによって調印が行われた。
国際連合の前身国際連盟を「十四か条の平和原則」により提唱したウッドロウ・ウィルソン第28代大統領はフリーメイソンとは通常考えられていないが、彼の副大統領トーマス・R・マーシャルはフリーメイソンであり、1881年にマスターメイソンに昇級（raised）した。アメリカ合衆国はフリーメイソンのジェームズ・モンロー第5代大統領が提唱したモンロー主義（1823年）の尊重もあり国際連盟不参加。

- ジョージ・ワシントン（1732年生、1752年11月4日入会）[64][66][186] - 初代大統領（1789年-1797年）。ウィリアム・アンド・メアリー大学総長（1788年-1799年）。
- ジェームズ・モンロー（1758年生、1775年11月9日入会）[64][187] - 第5代大統領（1817年-1825年）。バージニア大学客員理事。
- アンドリュー・ジャクソン（1767年生）[64] - 第7代大統領（1829年-1837年）。テネシーグランドロッジの第6代グランドマスター（1822年-1824年）[188]。
- ジェームズ・ブキャナン（1791年生、1816年12月入会）[64][189] - 第15代大統領（1857年-1861年）。
- ジェームズ・ポーク（1795年生、1820年6月5日入会）[64],[190] - 第11代大統領（1845年-1849年）。
- アンドリュー・ジョンソン（1808年生、1851年5月5日入会）[64][191] - 第17代大統領（1865年-1869年）。
- ジェームズ・ガーフィールド（1831年生、1861年11月19日入会）[64][192] - 第20代大統領（1881年-1881年）。
- ウィリアム・マッキンリー（1843年生、1865年5月1日入会）[64][193] - 第25代大統領（1897年-1901年）。
- ウィリアム・タフト（1857年生、1909年2月18日入会）[63][64] - 第27代大統領（1909年-1913年）。69人目の最高裁判所判事（1921年-1930年）、第10代最高裁判所首席裁判官（1921年-1930年）。シンシナティ大学法学部初代学部長。
- セオドア・ルーズベルト（1858年生、1901年1月2日入会）[64][65][66] - 第26代大統領（1901年-1909年）。1906年ノーベル平和賞受賞。
- ウォレン・ハーディング（1865年生、1901年6月28日入会）[64][194] - 第29代大統領（1921年-1923年）。
- フランクリン・ルーズベルト（1882年生、1911年10月11日入会）[64][66][195] - 第32代大統領（1933年-1945年）。
- ハリー・S・トルーマン（1884年生、1909年2月9日入会）[64][196] - 第33代大統領（1945年-1953年）。Sovereign Grand Inspector General 33°（スコティッシュ・ライト）[196]。トルーマンが前書きを執筆した『10,000 Famous Freemasons』（出版: Macoy Publishing & Masonic Supply Co., Inc.）は1957年から1960年にかけて出版され、トルーマン自身の項目もあり、彼の進級・昇級、所属ロッジ、メイソンの役職等、メイソンとしての彼の経歴が書いてある。
- リンドン・ジョンソン（1908年生、1937年10月30日入会）[64][197] - 第36代大統領（1963年-1969年）。リンドン・ジョンソンは、3階級のうちの第1階級エンタード・アプレンティスにしかなっていないため、メイソンとしてカウントしない人々もいる[183]。
- ジェラルド・フォード（1913年生、1949年9月30日入会）[64][66][198] - 第38代大統領（1974年-1977年）。Sovereign Grand Inspector General 33°（スコティッシュ・ライト）[198]。

以上がメイソンであると通常考えられている大統領である（第36代のリンドン・ジョンソンは、第1階級のメイソンにしかなっていない）。

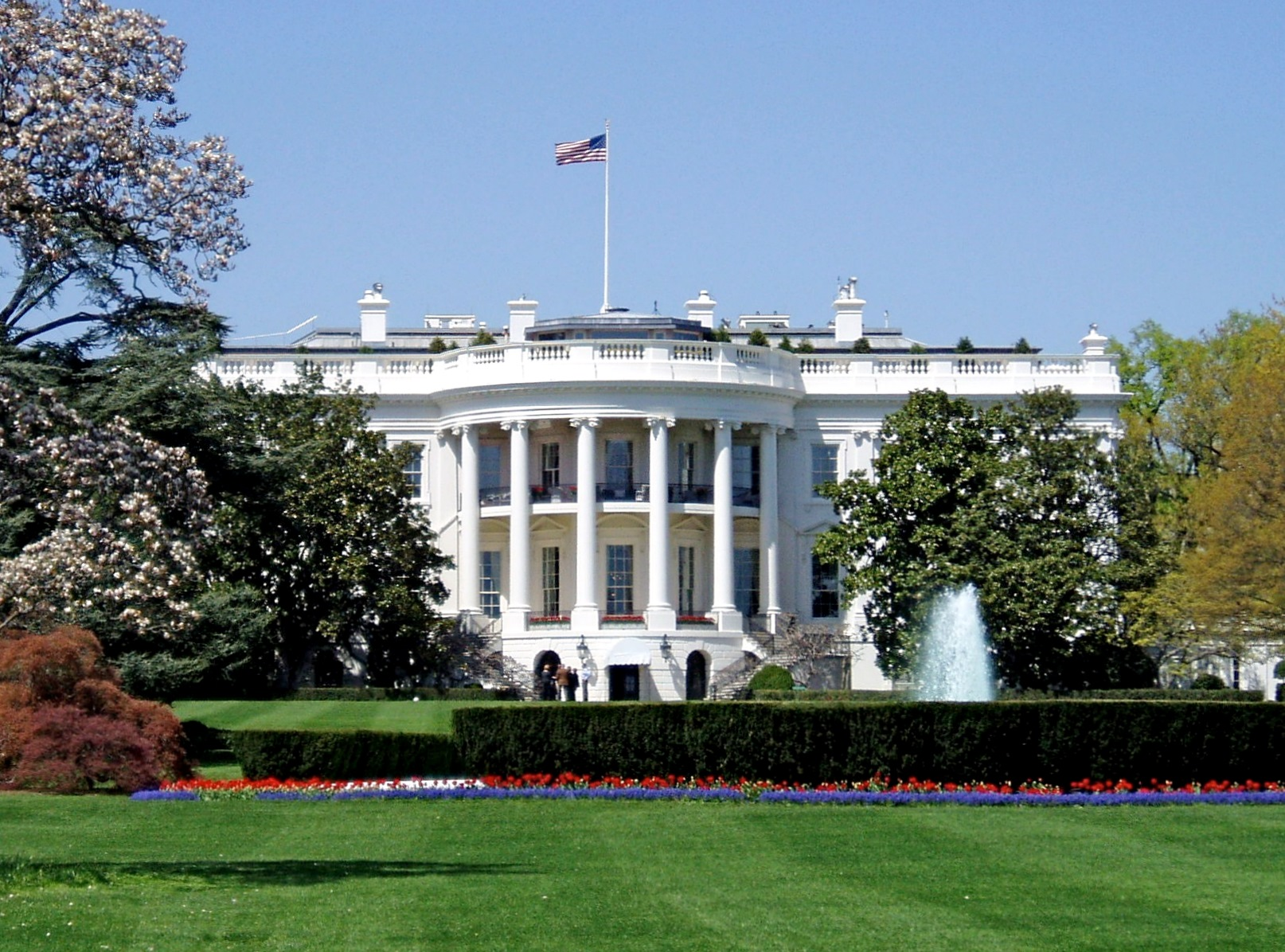
大統領官邸「ホワイトハウス」。設計者のジェームズ・ホーバンはフリーメイソンである[64]。
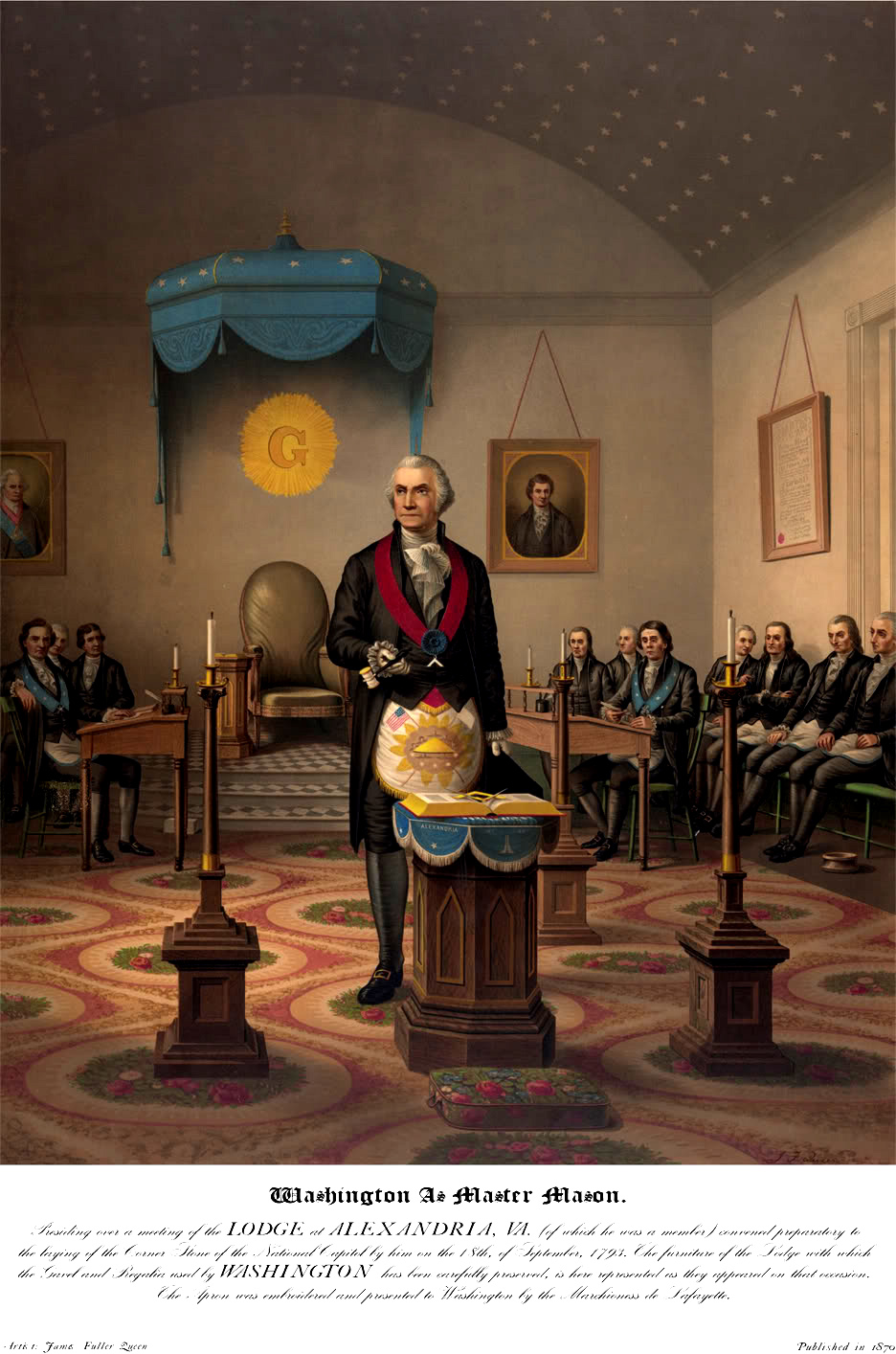
フリーメイソンの服装を身に付け聖書を前に立つジョージ・ワシントン初代大統領。この服装はマスターメイソンのものである。エプロンはラ・ファイエット（フリーメイソン）の夫人が縫った。
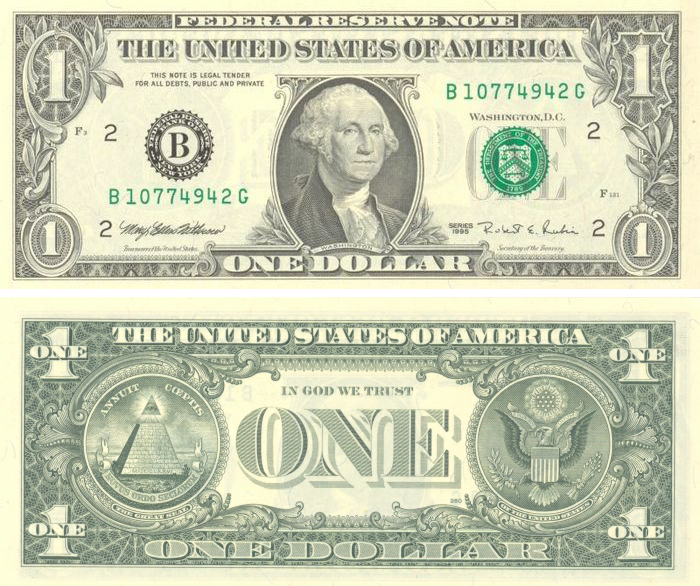
米国通貨数種の肖像になっているジョージ・ワシントン。そのうちの1957年1ドル紙幣。裏面の図柄は米国の国璽。
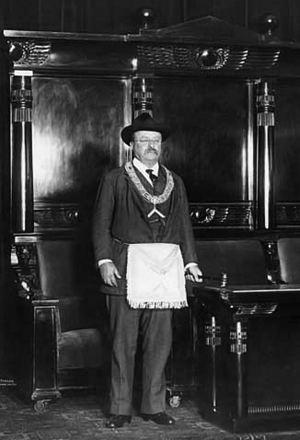
メイソンの服装を着るセオドア・ルーズベルト大統領。
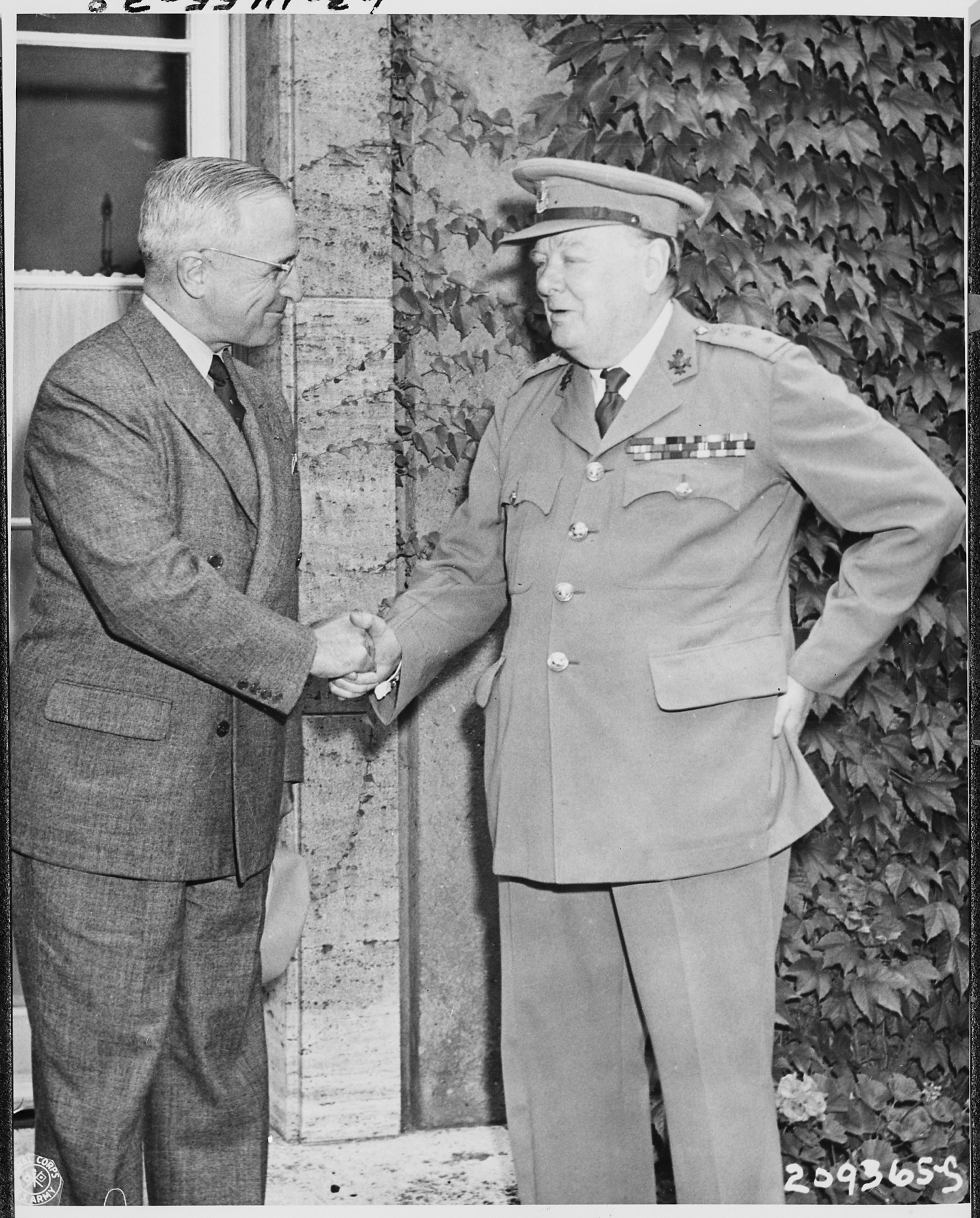
メイソン同士で握手をするトルーマン大統領（左）とチャーチル英首相（右）。1945年7月18日、ポツダム会談期間中のドイツにて。
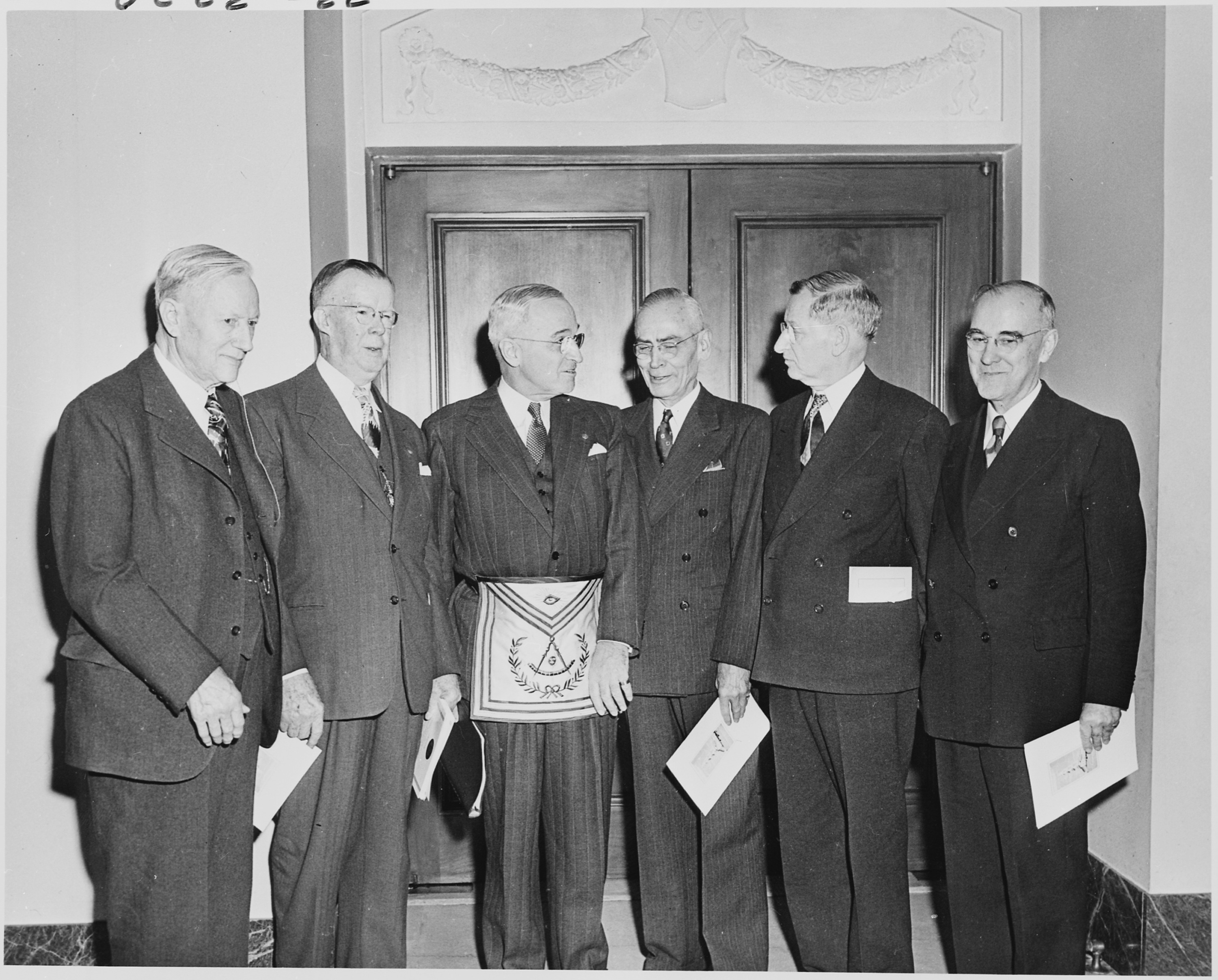
メイソンのエプロンを着け5人の士（姓名は不明[199]）と並ぶトルーマン。1950年2月22日、ジョージ・ワシントン・メソニック・ナショナルメモリアルにて。
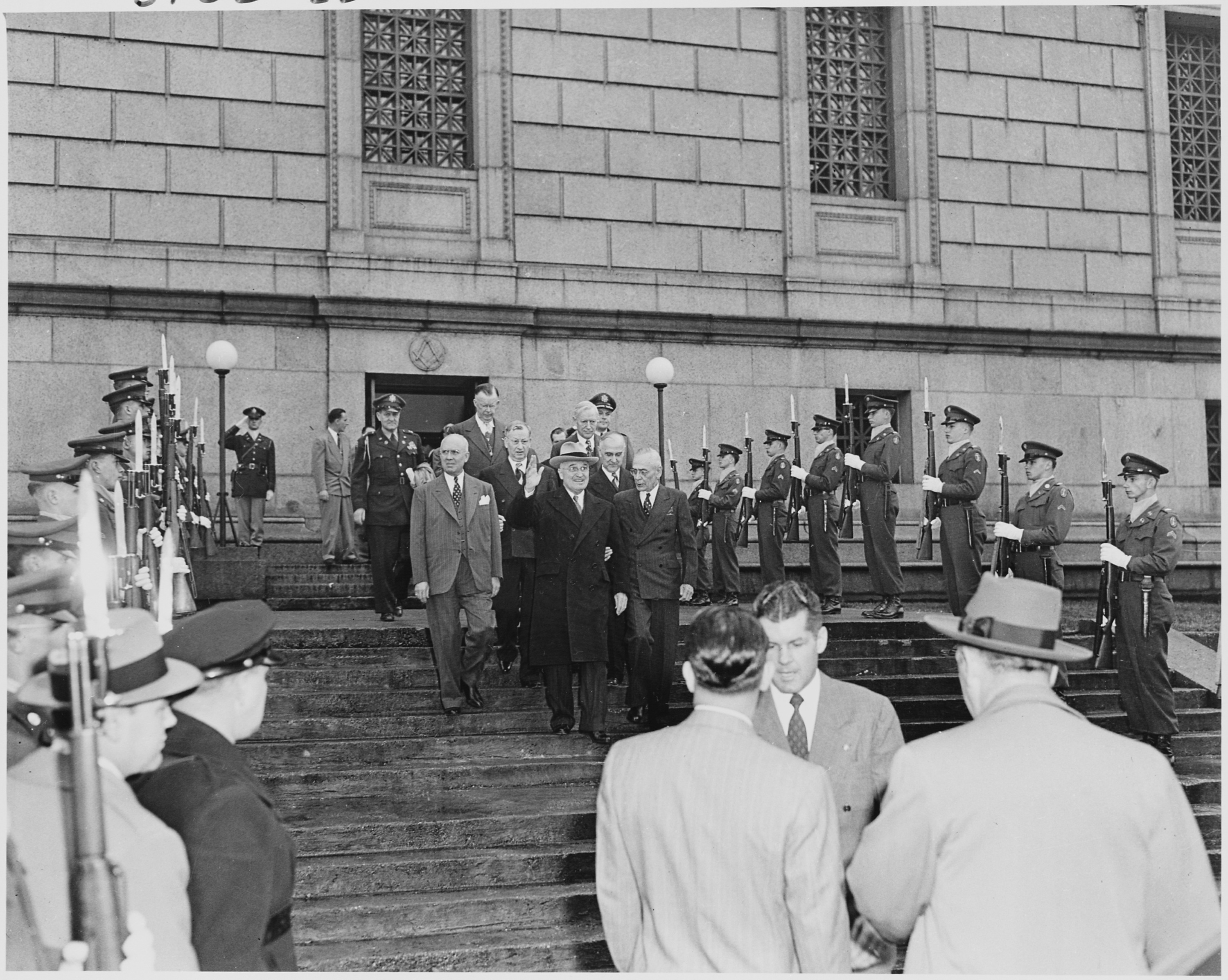
帽子を被り手を振るトルーマン。1950年2月22日、ジョージ・ワシントン・メソニック・ナショナルメモリアルにて。
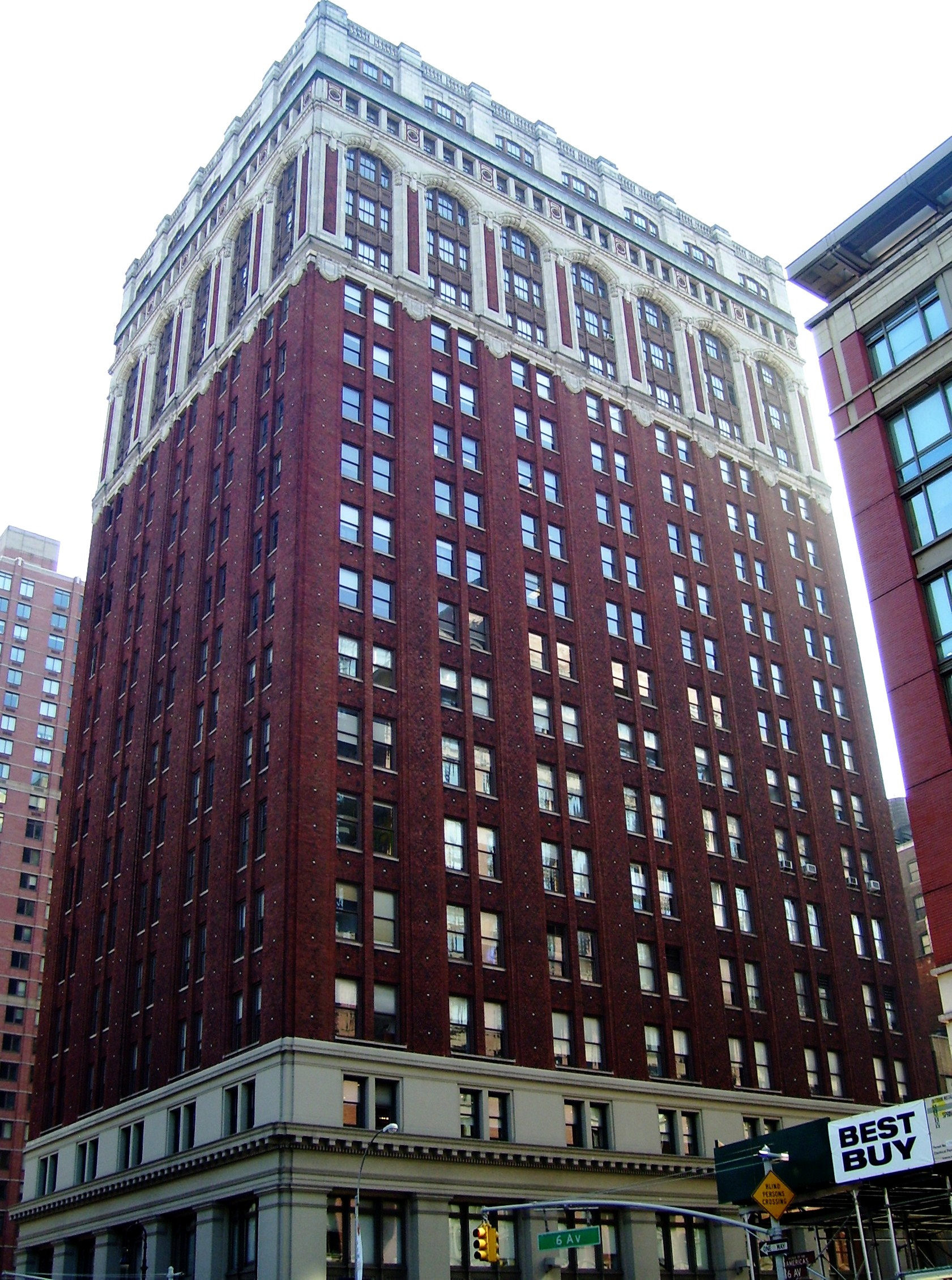
マンハッタンのメソニック・ホール。ビルにはニューヨーク・グランドロッジと複数のロッジが入っている。ニューヨーク・グランドロッジ傘下の「セント・ジョンズ・ロッジ」（St. John's Lodge）にはジョージ・ワシントンが大統領就任に使用した聖書（George Washington Inaugural Bible）が保管されている。
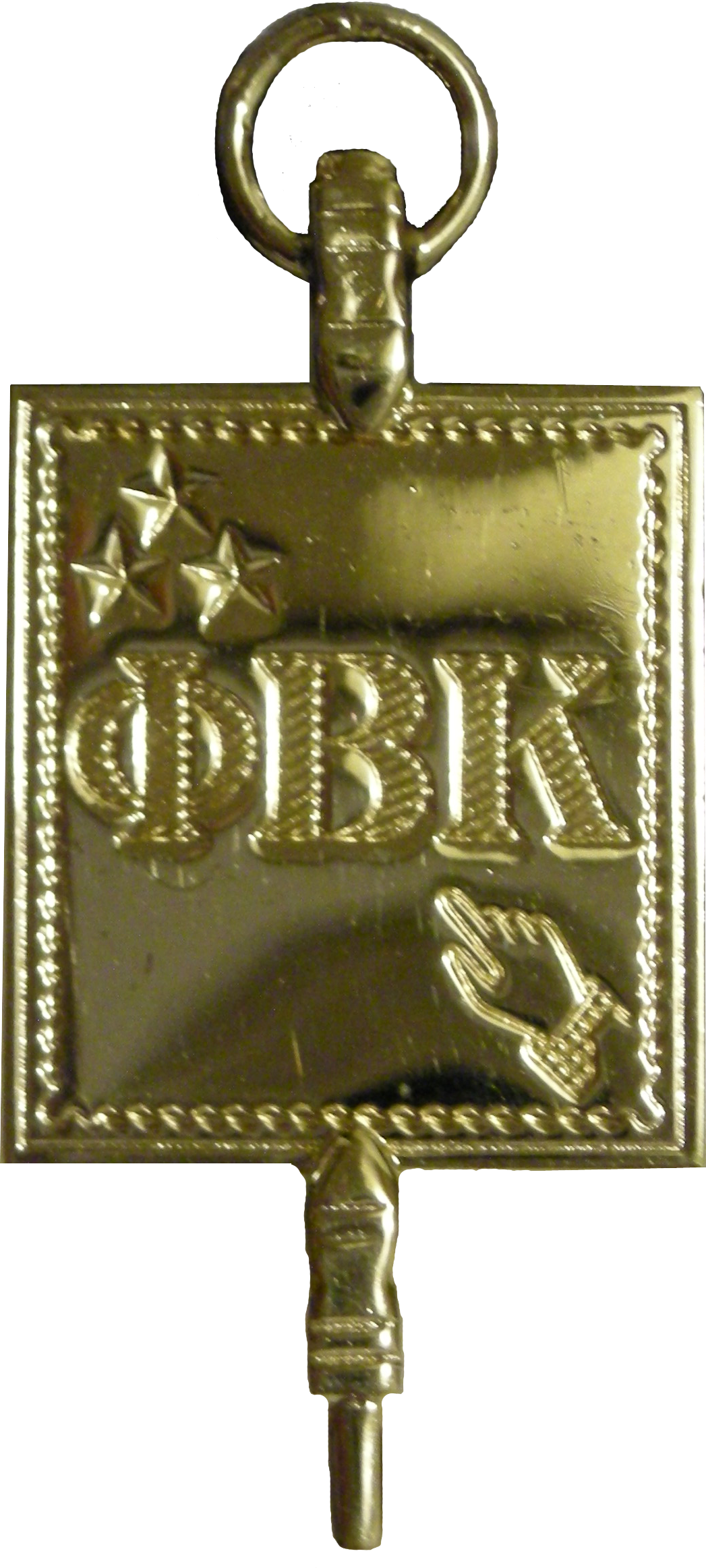
ファイ・ベータ・カッパ・ソサエティのシンボルのカギ（ΦΒΚ）。このソサエティ（ΦΒΚ）は成績良好学生をメンバーとして結集した米国で最も栄誉ある友愛団体。1776年に結成され、オリジナルメンバーの10人がフリーメイソンに入会した[200]。ウィリアム・タフト大統領とセオドア・ルーズベルト大統領は、ΦΒΚメンバーでフリーメイソン。

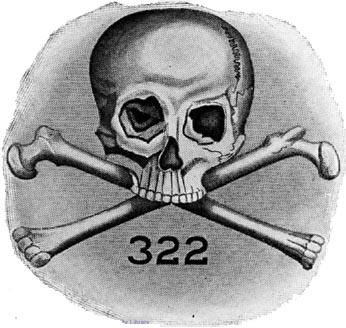
秘密結社スカル・アンド・ボーンズのロゴ。ブッシュ父子はメンバーの中にフリーメイソンも多数いるとされるスカル・アンド・ボーンズのメンバー（ボーンズマン）である。パパ・ブッシュ（ジョージ・H・W・ブッシュ）が1990年9月11日に連邦議会スピーチで用いた「new world order」（新世界秩序）という言葉はフリーメイソンリーを想起させることとなった。またパパ・ブッシュは大統領就任の宣誓でジョージ・ワシントンのメイソンの聖書（ブッシュ一家の聖書と併せて）を使用し、息子のジョージ・W・ブッシュは2001年の就任時にジョージ・ワシントンのメイソンの聖書を希望したが天候不良により使用できなかったため一家の聖書を使用した。これまでのところブッシュ父子はメイソンではない。正規ロッジにブッシュ父子の入会記録はない。

第3代トーマス・ジェファーソンはメイソンであるともないとも言われ、メイソンでないという考えが有力である。第16代エイブラハム・リンカーンはメイソンではない。第40代ロナルド・レーガンは、メイソンではないが、スコティッシュライトの名誉会員であった。 第41代ジョージ・H・W・ブッシュ、第43代ジョージ・W・ブッシュの父子は、これまでのところメイソンではない。ブッシュ父子のメイソンリー入会を記録している正規ロッジ（regular lodge）はない。第42代ビル・クリントンはメイソンリーの外郭団体デモレーのメンバーであり、これまでのところメイソンではないようである。第44代バラク・オバマは、2009年11月時点では、メイソンではない。
大統領がメイソンでなくとも副大統領がメイソンである政権、どちらもメイソンでない政権、どちらもメイソンである政権がある。
ハワイ

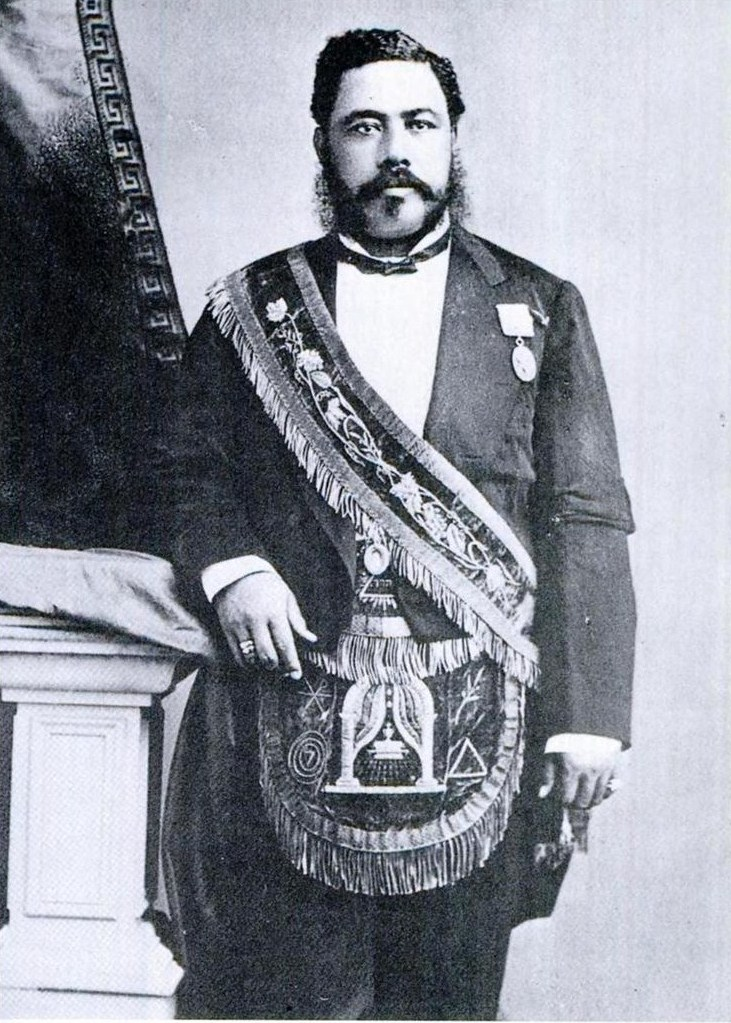
フリーメイソンの正装を着たカラカウア国王。

- カメハメハ4世（1830年生）[64][142] - ハワイ王国第4代国王（1855年-1863年）。
- カメハメハ5世（1834年生）[64][142] - ハワイ王国第5代国王（1863年-1872年）。
- カラカウア（1836年生）[64][142] - ハワイ王国第7代国王（1874年-1891年）。
- デューク・カハナモク（1890年生）[210] - サーファー、水泳選手。オリンピック競泳競技メダリスト（金3・銀2）。

ハワイ諸島の発見者ジェームズ・クックはメイソンであったと常々言われている。クックが「Lodge of Industry No 186」に入会したメイソンであるという主張があるが、そのロッジはクックが死去してからおよそ9年後に認可された。

### 欧州

#### フランス

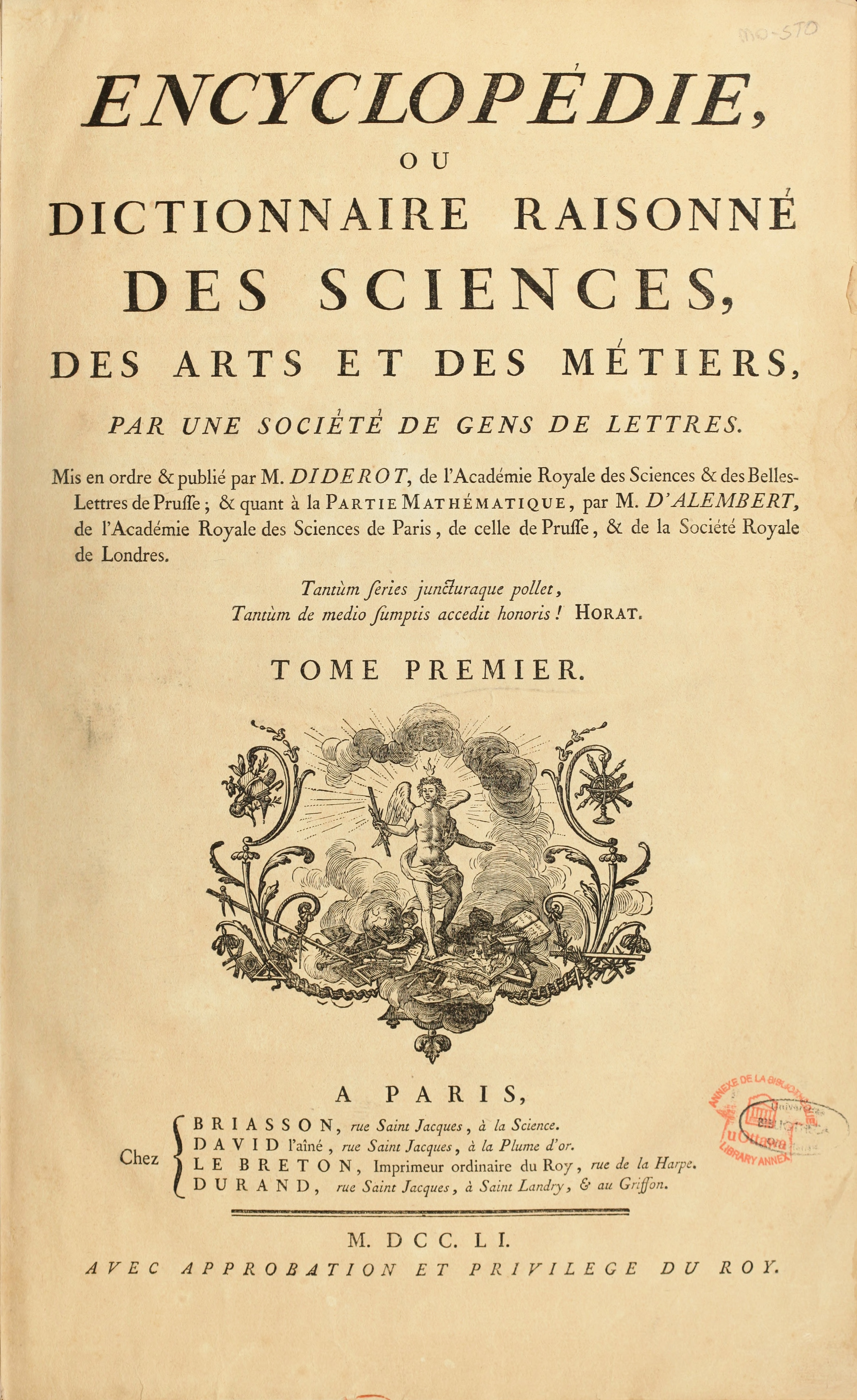
ディドロとダランベールらによる『百科全書』。モンテスキュー、ヴォルテールも参加した。

- シャルル・ド・モンテスキュー（1689年生、1730年5月12日入会）[212] - 哲学者。息子のジャン・バティスト・モンテスキュー（Jean Baptiste Montesquieu）もメイソンである[213]。
- ヴォルテール（1694年生、1778年4月7日入会）[64][66] - フランス革命に影響を及ぼした哲学者。フリーメイソンになった翌月に死亡した彼がフリーメイソンであった期間は2か月足らずであった。
- ドゥニ・ディドロ（1713年生）[214] - 『百科全書』（1751年-1772年）編集の中心であった百科全書派の哲学者、作家。吉村正和は、ディドロがフリーメイソンであったかについて「確証がない」としている[215]。デンスロウ&トルーマンの『10,000 Famous Freemasons』もまたディドロがメイソンではないという説を紹介している[68]。しかしながらセルビアのグランドロッジによるとディドロはパリの百科全書派ロッジ「九姉妹神」（Les Neuf Sœurs、レ・ヌフ・スール）所属のメイソンである[216]。『百科全書』が出版禁止になるとディドロは九姉妹神ロッジなどのロッジを通じて販売した[217]。
- ジャン・ル・ロン・ダランベール（1717年生）[218] - 『百科全書』編集の中心であった百科全書派の哲学者、数学者、物理学者。
- フランソワ・ジルースト（1737年生）[219] - 音楽家。
- ジョゼフ・ギヨタン（1738年生）[220] - 医師・政治家。死刑執行装置のギロチンの名称の由来の人物。人道的で苦痛の少ない死刑の国内導入に尽力し、彼の出現以降、断頭装置はギロチンと呼ばれるようになった。「九姉妹神ロッジ」の設立メンバー[220]。
- オノーレ・ミラボー（1749年生）[221] - フランス革命初期の指導者。1783年12月に九姉妹神ロッジに参加した[222]。

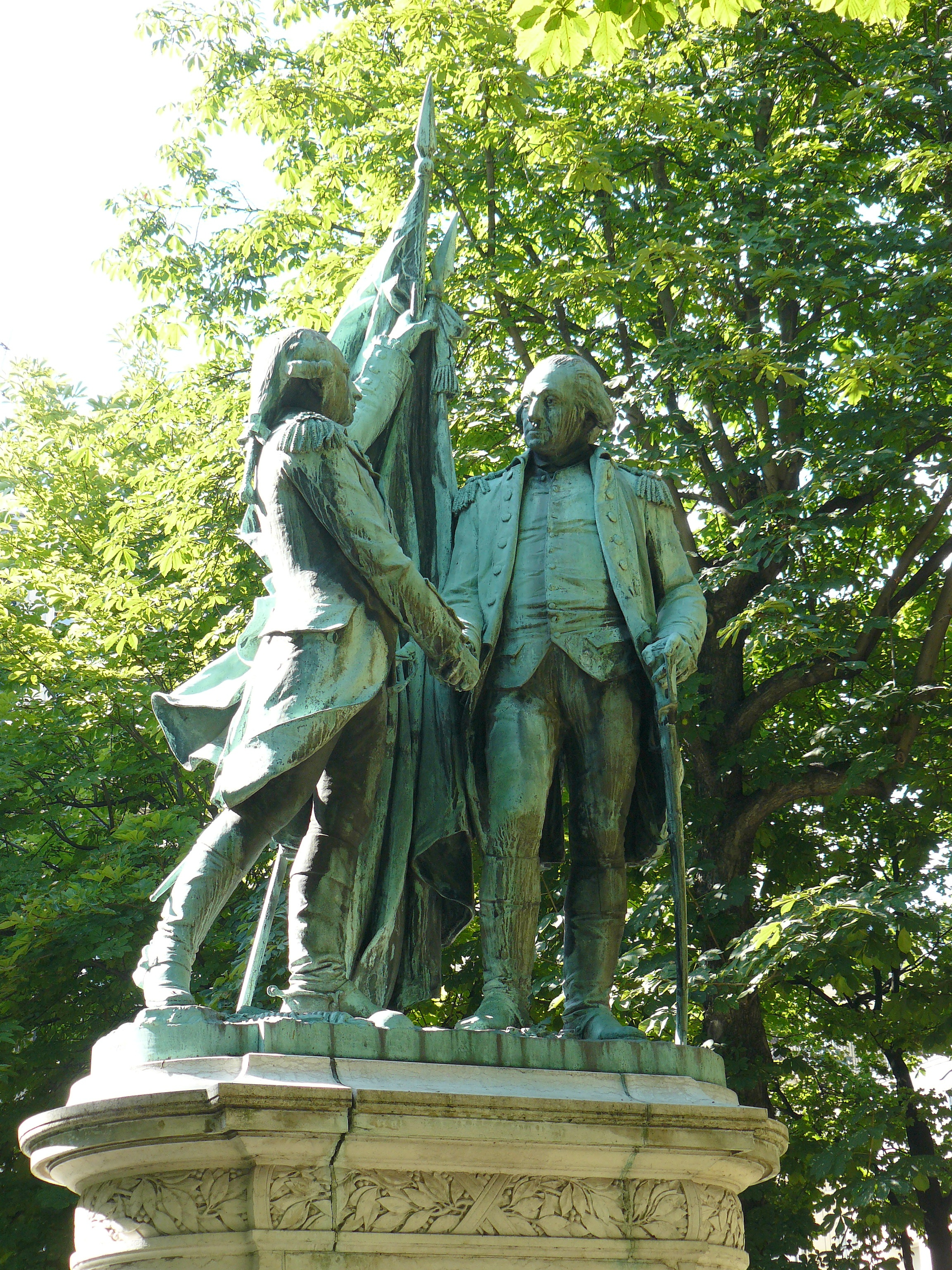
ラ・ファイエット（左）とジョージ・ワシントン（右）の彫像。パリ16区のアメリカ合衆国広場。

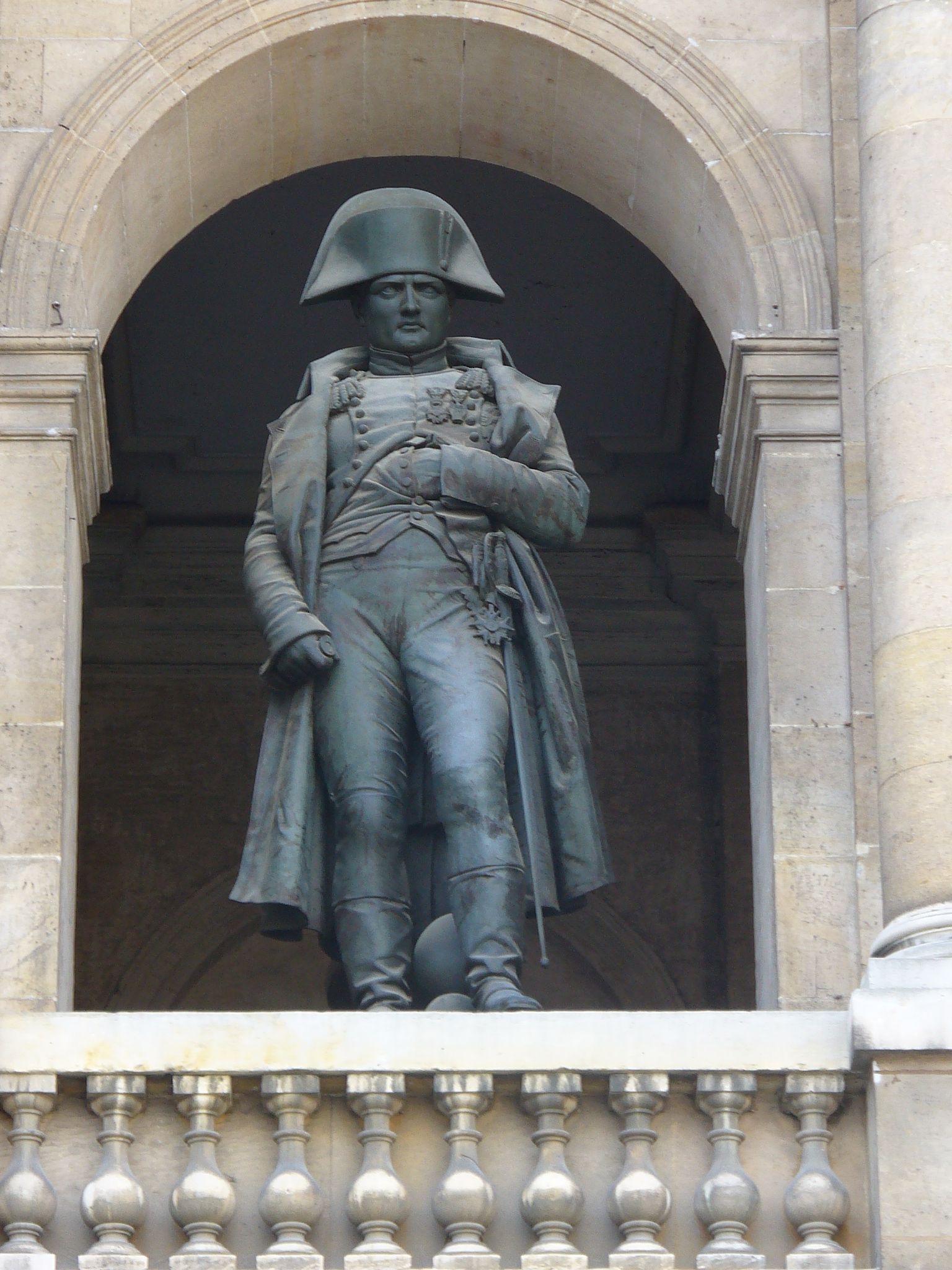
フランス皇帝ナポレオン1世の像。ロテル・デザンヴァリッド「中庭」（la Cour d'Honneur）。

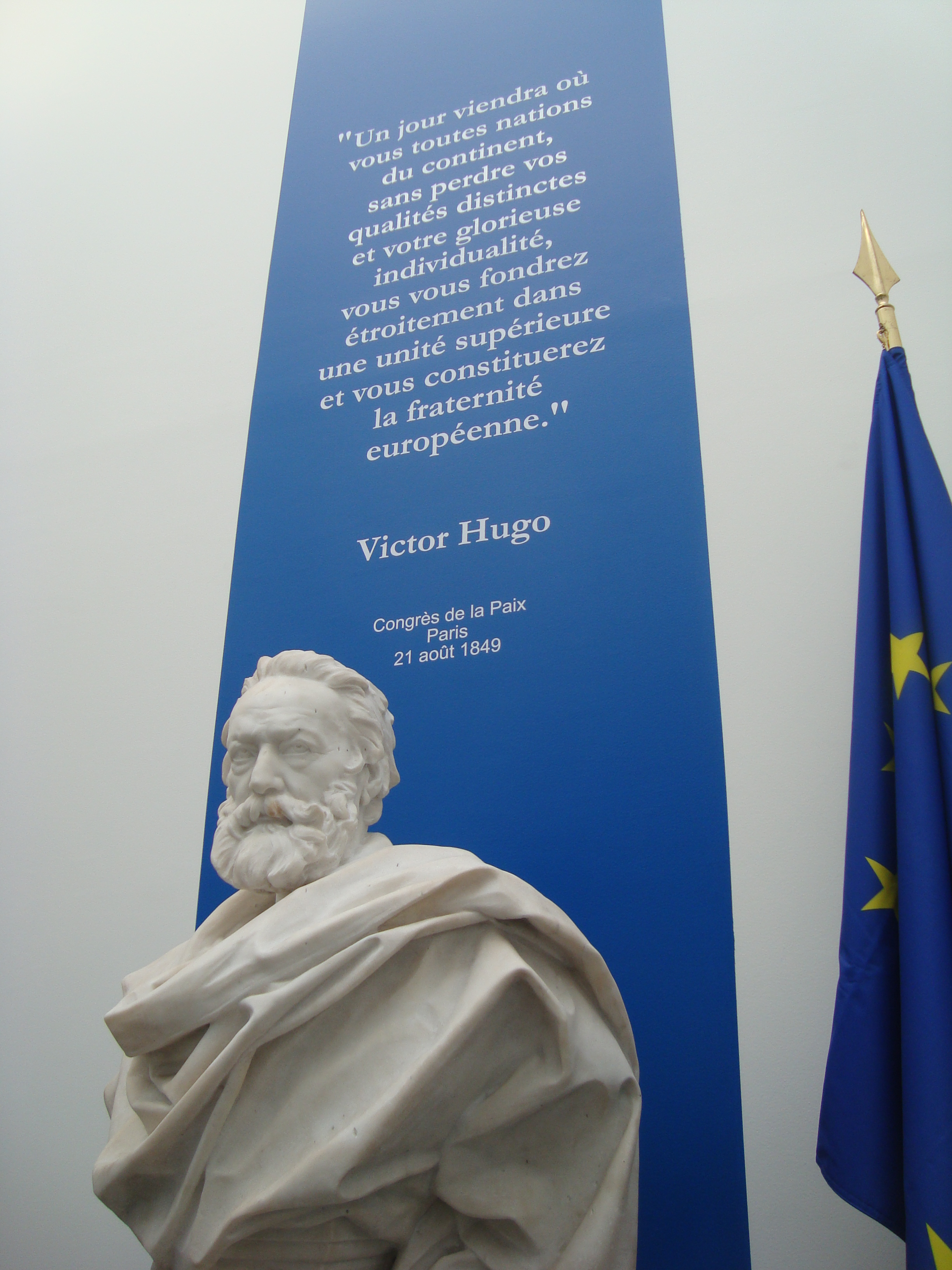
ヴィクトル・ユーゴー像。ブルボン宮殿。背後の文言は1849年「欧州統合構想」演説。

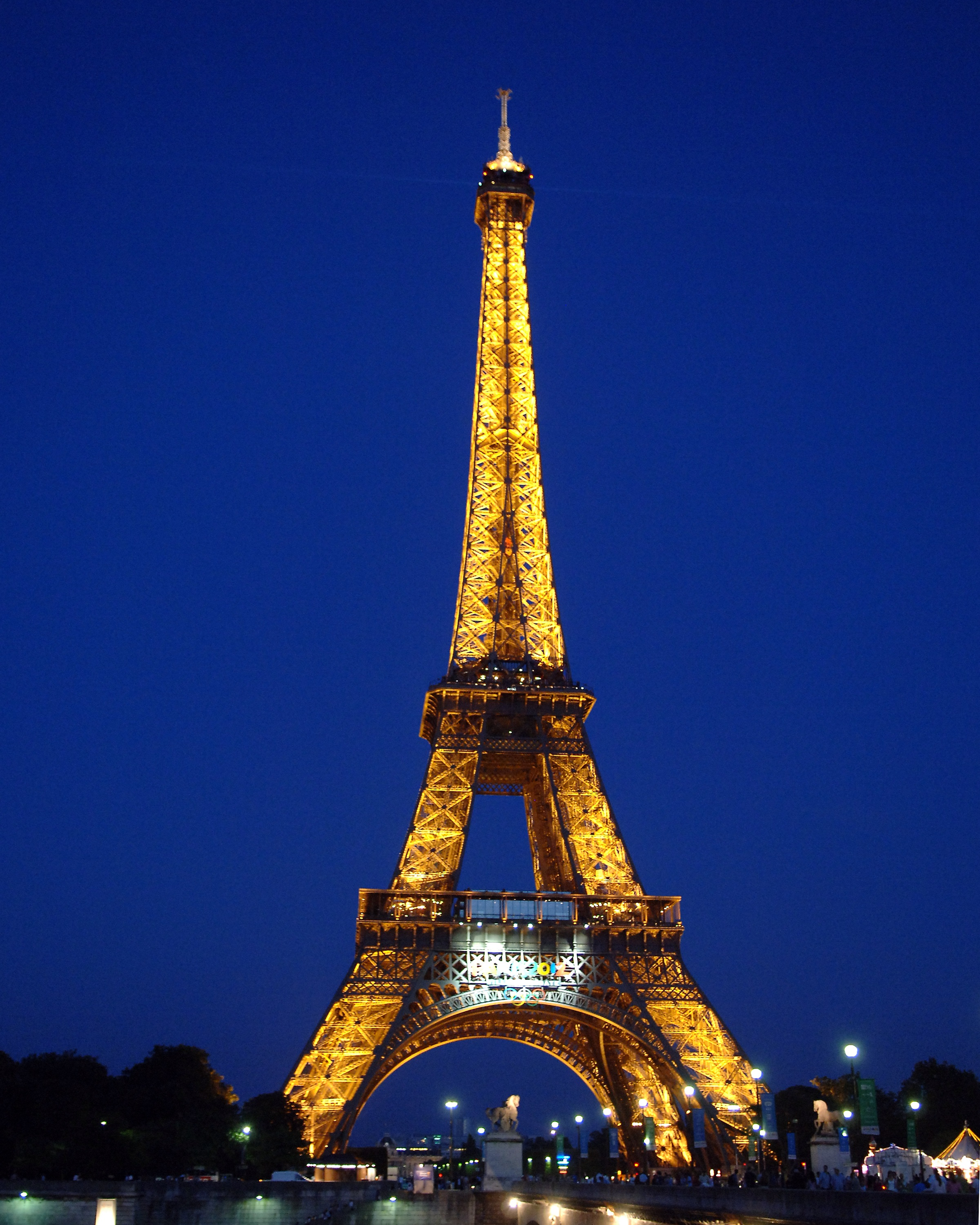
エッフェル塔。

- ラ・ファイエット（1757年生）[66] - フランスの侯爵。アメリカ独立革命に関与し、ジョージ・ワシントン司令官のもとで副官を務める。フランス革命時には市民軍司令官を務め、フランス人権宣言を起草した。
- アンリ・ド・サン＝シモン（1760年生）[225] - 思想家。アメリカ独立戦争に参加した。
- クロード＝ジョゼフ・ルジェ・ド・リール（1760年生、1782年入会）[64][226] - フランス革命期の軍人。フランスの国歌『ラ・マルセイエーズ』の作詞・作曲者。ロッジ「Les Freres discrets」所属[64]。フランス第三共和政下で『ラ・マルセイエーズ』の編曲をしたロマン派の音楽家エクトル・ベルリオーズ（作曲は『ローマの謝肉祭』『ラコッツィ行進曲』など）をメイソンとして掲載しているロッジがある（入会日・所属ロッジ等記載なし）[227]。
- ナポレオン・ボナパルト（1769年生）[64] - フランスの皇帝。彼がフリーメイソンリーを支持して自らの目的のために利用したということはあったようであるが、彼がフリーメイソンであったかどうかの決定的な証拠はない[228]。『10,000 Famous Freemasons』によると、1795年から1798年にマルタの「Army Philadelphe Lodge」で入会したのであろうという調査があり[68]、米ワシントン州ベルビューの「ロッジ・ナポレオン・ボナパルト」（Lodge Napoleon Bonaparte）によると、エジプト・カイロのロッジ「Isis」（ミスライム儀礼）で1799年に入会したと考えるメイソンもいる[229][230]。ナポレオンの実兄ジョゼフ・ボナパルト（ナポリ君主、スペイン君主）、実弟リュシアン・ボナパルト（カニーノ＝ムシニャーノ大公）、実弟ルイ・ボナパルト（オランダ王）、実弟ジェローム・ボナパルト（ヴェストファーレン国王）はフリーメイソンである[68]。オランダ王ルイ・ボナパルトの息子でフランス皇帝のナポレオン3世はフランスのスコティッシュ・ライトのメンバーである[68]。
- レオポール・ユーゴー（1773年生）[231] - 軍人。文豪ヴィクトル・ユーゴーの父。所属ロッジはエクス＝アン＝プロヴァンスの「loge L'Initié」[232]、ティオンヴィルのロッジ[233]、「L'Amitié」（Orient d'Aix）[234]、「La Concorde」（Orient de Bastia）[234]などが挙げられている。
- スタンダール（1783年生、1806年入会）[235] - 作家。著書は『赤と黒』など。1806年、パリにあるスコットランドのロッジ「Sainte Caroline」でメイソンになった[235][236]。
- ジャコブ・マイエール・ド・ロチルド（1792年生、1802年10月24日入会）[64][164][166] - 仏ロスチャイルド財閥の開祖。兄ネイサンと同じくロンドン「Emulation Lodge No. 12」[166]。
- ヴィクトル・ユーゴー（1802年生）[237][238][239] - 作家。著書は『レ・ミゼラブル』など。政治活動家（中年期以降）。ユーゴーはメイソンのDr. Henry Hopkinsに対して自分がフリーメイソンリーに所属していることを認めた[238]。ユーゴーの小説『ノートルダム・ド・パリ』は、メイソンの象徴で満ちている[240]。同小説の「Ceci tuera cela（これがあれを滅ぼすだろう）」の章は、疑う余地なくメイソンリーが反映されている[241]。『レ・ミゼラブル』における秘密結社「ABC（ア・ベ・セー）の友」は、実在の政治的秘密結社「人権協会」がモデルであるが、メイソンリーに類似する[233]。ユーゴーは1871年にルクセンブルク大公国のロッジ「Enfans de la Concorde fortifiée」のメイソンたちと接触した[233]。ユーゴーがメイソンでないという文献もある。
- ピエール・ジョゼフ・プルードン（1809年生）[242] - 社会主義者、無政府主義者。
- ギュスターヴ・エッフェル（1832年生）- ニューヨークの自由の女神像内部の設計に参画[24]。
- フレデリク・バルトルディ（1834年生、1874年入会）[66][243] - 彫刻家。ニューヨークの自由の女神像の製作者。
- アリスティード・ブリアン（1862年生）[244] - フランス首相、外相。ケロッグ・ブリアン協定。1926年ノーベル平和賞。1887年にロッジ「Le Trait d'Union」へ（1889年にロッジから「不適格」宣言[245]）、1895年にロッジ「Les Chevaliers du Travail」所属[244]。
- アンドレ・シトロエン（1878年生）[64] - 自動車メーカーシトロエン創業者。ロッジ「La Philosophie Positive」所属[64]。

#### ドイツ、プロイセン
- フリードリヒ2世（1712年生）[66]

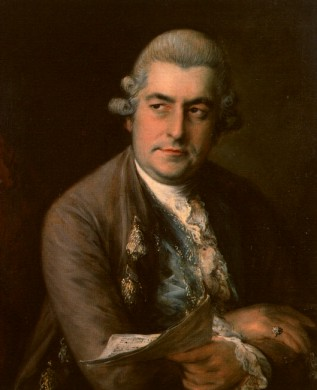
モーツァルトに音楽的影響を与えたヨハン・クリスティアン・バッハ。「音楽の父」J.S.バッハの息子。J.S.バッハもメイソンという説がある。

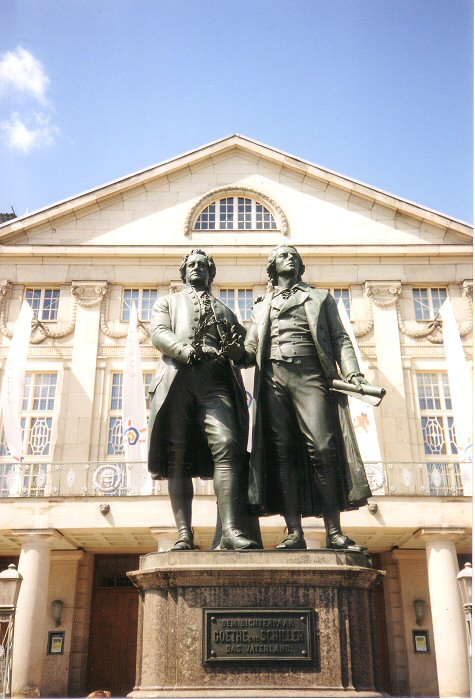
ゲーテ（左）とシラー（右）の像。ワイマールの劇場広場。「Dem Dichterpaar Goethe und Schiller Das Vaterland」（詩人の二人組 ゲーテとシラー 祖国）。

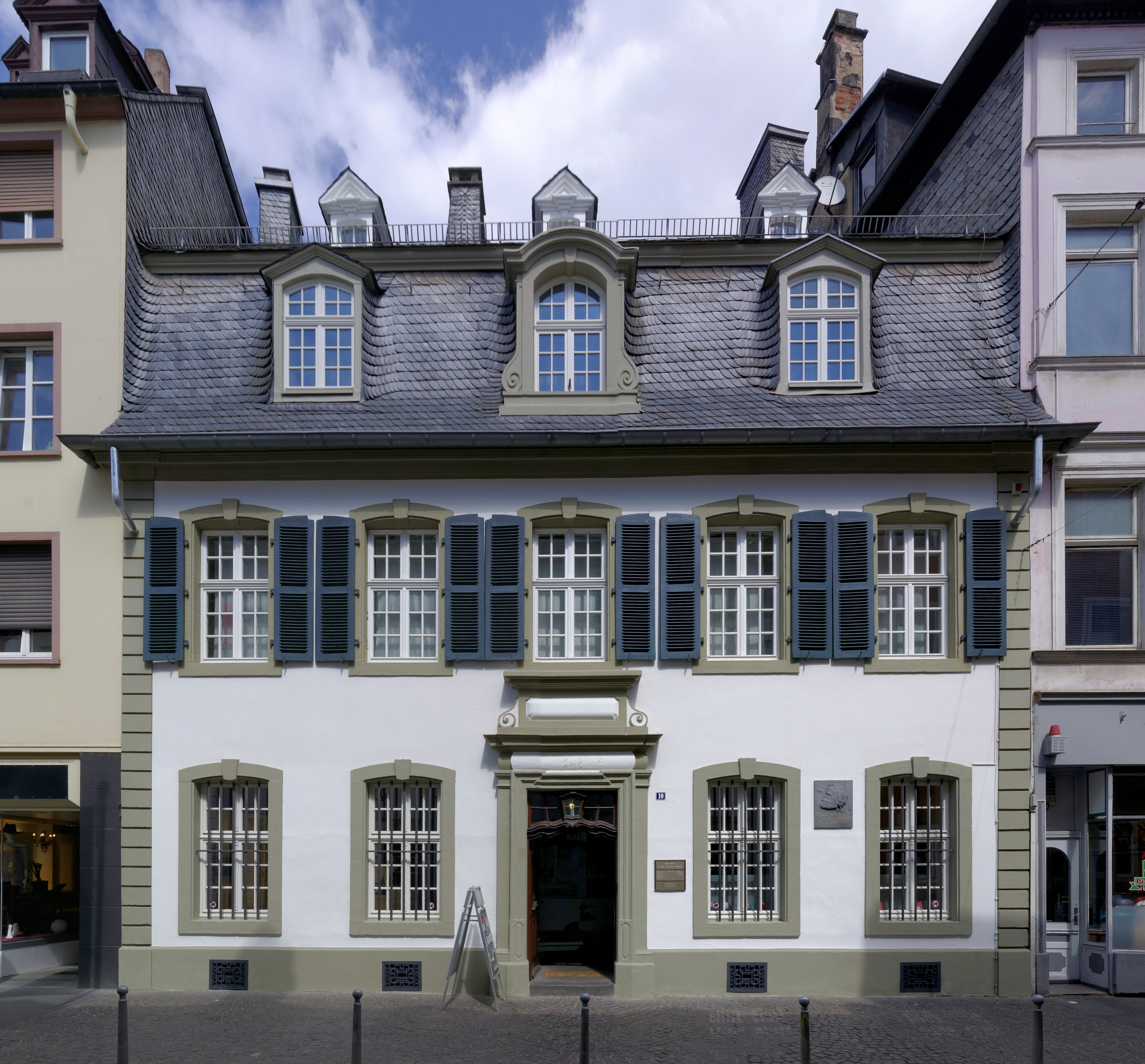
弁護士ハインリヒ・マルクス一家の自宅。息子のカール・マルクスもここで育った。現・カール・マルクス記念館。

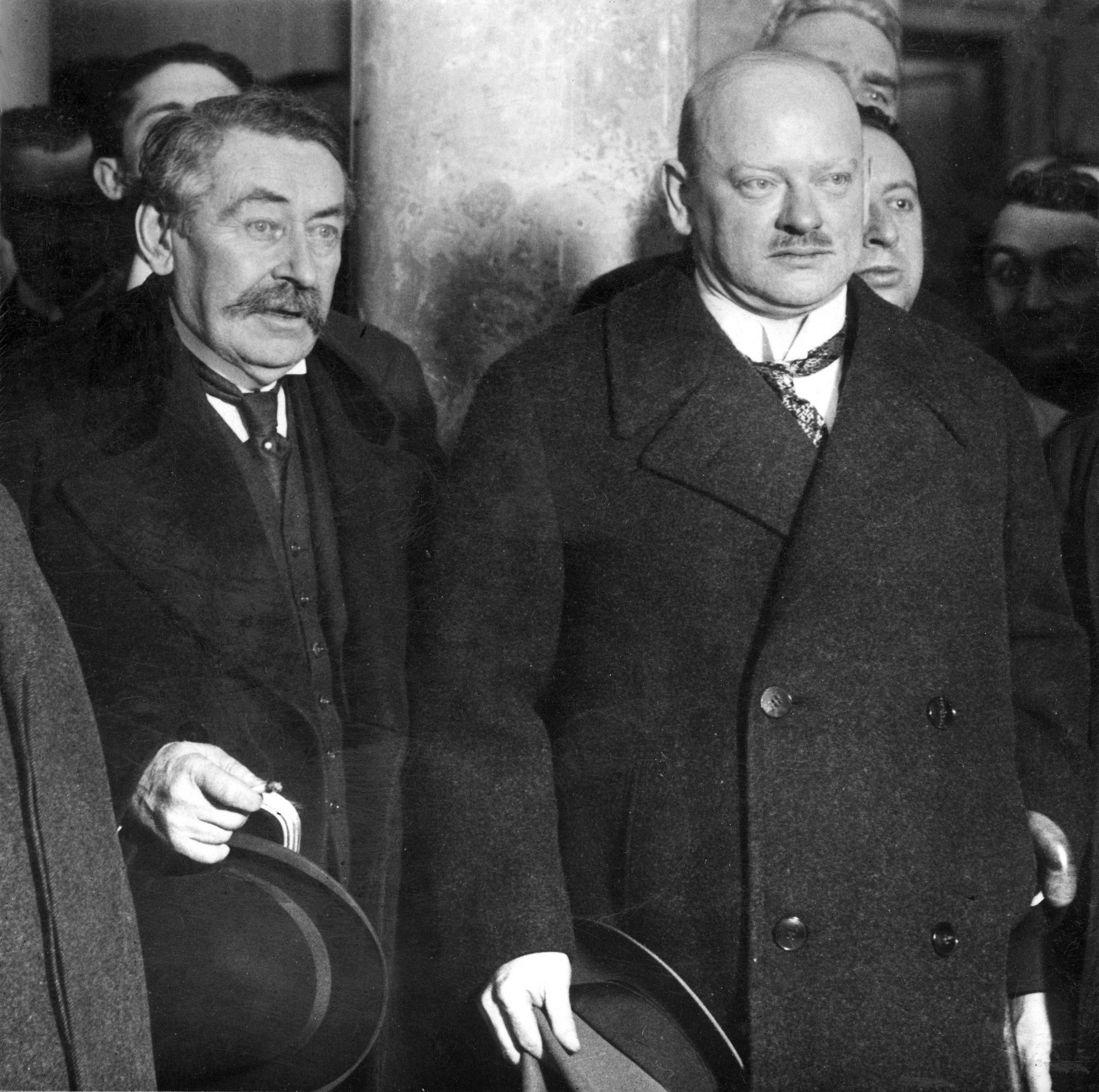
1926年にノーベル平和賞を二人同時受賞したブリアン（左）とシュトレーゼマン（右）。二人ともフリーメイソン。

- レオポルト・モーツァルト（1719年生）[249] - 音楽家。ヴォルフガング・アマデウス・モーツァルトの父親。
- ゴットホールト・エフライム・レッシング（1729年生、1771年10月14日入会）[64][66] - 思想家。作家。
- ヨハン・クリスティアン・バッハ（1735年生）[64] - オペラ作曲家。「音楽の父」ヨハン・ゼバスティアン・バッハ（J.S.バッハ）の息子。ロンドンのロッジ「Nine Muses No. 235」所属[68]。その所属の日付は1778年6月15日である[250]。このロンドンのロッジは当初No. 235ではなかった[213]。父J.S.バッハに関しては、『10,000 Famous Freemasons』にJ.S.バッハの項目はない。しかし、J.S.バッハがパリ（ロンドンではなく）のロッジ「Nine Muses No. 235」所属のメイソンであるという調査がある[251]。またさらに、グロスターの「Nine Muses Lodge 235」でPast Masterを務めていた人物によると、このグロスターのロッジは1777年に設立されたが、400年遡ることができ、モーツァルトやJ.S.バッハが「Nine Muses Lodge」を訪れたのであるという[252]。
- アダム・ヴァイスハウプト（1748年生、1777年入会）[253] - 哲学者。バイエルン王国で秘密結社イルミナティを設立した。
- ヨハン・ヴォルフガング・フォン・ゲーテ（1749年生、1780年1月入会）[64][66] - 作家。著書は『若きウェルテルの悩み』『ファウスト』など。ゲーテの詩『野ばら』と『魔王』を歌曲にしたメイソンの音楽家がいる。
- フリードリヒ・フォン・シラー（1759年生）[254][255] - ベートーヴェン『歓喜の歌』の歌詞のもとになっているシラーが書いた「自由[256]」を称賛する詩（1785年）は、シラー生涯の親友でライプツィヒのロッジ「三本のヤシの木の中のミネルヴァ」（Minerva zu den drei Palmen）に所属するフリーメイソン[257]クリスティアン・ゴットフリート・ケルナーの依頼でドレスデンのロッジ「三振りの剣」（Zu den drei Schwertern）が行うメイソンリーの儀式のために書いた詩である[258][259][260]。1790年代にケルナーは詩を書き直した（ケルナー版『歓喜の歌』）。ケルナーは1813年に「三振りの剣」ロッジのWorshipful Masterとなった[257]。
- ヨハン・ゴットリープ・フィヒテ（1762年生）[261] - 哲学者。イェーナ大学教授、ベルリン大学初代哲学教授。
- ルートヴィヒ・ヴァン・ベートーヴェン（1770年生）[66] - 音楽家。ベートーヴェンがフリーメイソンであったかについては専門家の中でも意見が分かれている[262]。『10,000 Famous Freemasons』にベートーヴェンの項目はない。ボン市の「ロッジ・ベートーヴェン」（Loge Beethoven zur ewigen Harmonie）は、ベートーヴェンをメイソンでない可能性もないわけではないと言っている[256]。『交響曲第9番』第4楽章（主題『歓喜の歌』）の歌は、フリーメイソンのシラーによってフリーメイソンリーの儀式のために書かれた1785年の詩に由来する[259]。主題『歓喜の歌』はロッジ「Humanitas」でフリーメイソンになったリヒャルト・クーデンホーフ＝カレルギー伯爵により欧州の歌にする提案もなされた。ベートーヴェンの1806年の作品『What is the Mason’s aim』は、ボンのロッジ「Loge des Freres Courageaux a l'Orient de Bonn」のために書かれた歌である[263]。ベートーヴェンがメイソンの儀式の演奏会に出席した記録があり、それらに出席するためには「恐らく」メイソンでなければならなかった[263]。『弦楽四重奏曲第7番』第3楽章最後の頁にベートーヴェンは「Einen Trauerweiden oder Akazien-Baum aufs Grab meines Bruders」という言葉を書いた。ベートーヴェンは弟カスパールの結婚を案じてこれを書いたという説があるが[264]、他の説ではメイソンに関連する言葉である[263]（アカシアはメイソンのシンボルである[265]）。
- ハインリヒ・マルクス（1777年生）[266] - ユダヤ教の指導者。弁護士。カール・マルクス（マルクス主義の開祖で共産主義者）の父親。ドイツ・グランドロッジが発行するフリーメイソンの機関誌『HUMANITÄT[* 12]』（人類）の1992年第5号[267]によると、彼はフランス大東社（GODF）の「Loge L'Ètoile Anséatique」（ハンザの星ロッジ）に入会した。このロッジは1812年から1813年頃、フランス大東社がドイツの都市オスナブリュックに設立した[266]。息子のカールはあるインタビューでフリーメイソンに言及しているが、少なくともそれ時点においてカールはフリーメイソンではなかったであろうことが示唆されている[268]。
- ルイ・シュポーア（1784年生）[269] - 音楽家。
- ジャコモ・マイアベーア（1791年生）[270] - 音楽家。
- カール・レーヴェ（1796年生）[271] - 音楽家。
- ハインリヒ・ハイネ（1797年生）[272] - 詩人。パリのロッジ「Les Trinosophes」のメンバー[272]。ハイネの詩集『歌の本』の詩を曲にしたメイソンの音楽家がいる。
- フェリックス・メンデルスゾーン（1809年生）[273] - ロマン派音楽の音楽家。代表作は『無言歌』『夏の夜の夢』など。
- ハインリヒ・シュリーマン（1822年生）[218] - 考古学者。
- ヨハネス・ブラームス（1833年生）[274][275] - 音楽家。代表作は『交響曲第4番』など。『埋葬の歌』（Begräbnisgesang）op. 13は、その意図するところがモーツァルトの『フリーメイソンのための葬送音楽』をはじめとする18世紀から19世紀にフリーメイソンの儀式のために作曲された葬送作品群に類似する[276]。ブラームス『埋葬の歌』はモーツァルト『フリーメイソンのための葬送音楽』同様にハ短調であり、ハ短調と変ホ長調に用いられる調号「3つのフラット」はメイソンを象徴する[277]。
- ヘルマン・ヘッセ（1877年生）[278] - 作家。著書は『車輪の下』など。1946年ノーベル文学賞受賞。
- グスタフ・シュトレーゼマン（1878年生、1923年入会）[279] - ドイツ首相、外相。1926年ノーベル平和賞。ロッジ「フリードリヒ大王」（Friedrich der Große）所属[279]。
- オットー・クレンペラー（1885年生）[280] - 音楽家。

#### オーストリア

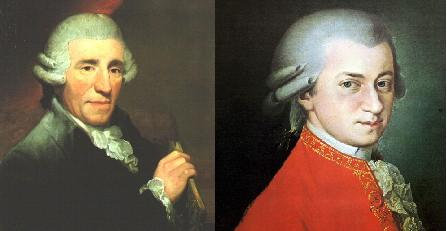
ハイドン（左）とモーツァルト（右）。

メイソンを象徴する調号「3つのフラット」。モーツァルトがメイソンのための諸作品で用いた。カンタータ「フリーメーソンの喜び」変ホ長調 K.471、「フリーメイソンのための葬送音楽」ハ短調 K.477、「ピアノ協奏曲第22番」変ホ長調 K.482、「交響曲第39番」変ホ長調 K.543などが「3つのフラット」を用いたメイソンのための楽曲である。
モーツァルト『フリーメイソンのための葬送音楽』を試聴する

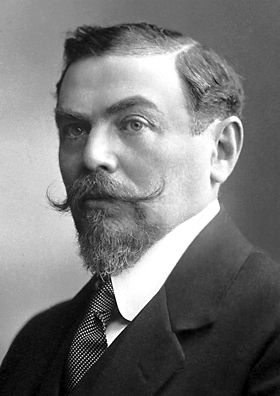
ノーベル平和賞受賞の平和主義者アルフレート・フリート博士。

R・クーデンホーフ＝カレルギー伯爵が結成のパン・ヨーロッパ連合の旗。後年の新デザインのもの。「青空」、「赤十字」、「金色の太陽」、「欧州旗の星」。

- フランツ1世 (神聖ローマ皇帝)（1708年生）[282]
- フランツ・ヨーゼフ・ハイドン（1732年生、1785年入会）[66][68][283] - 古典派の音楽家。ハイドンの作曲『神よ、皇帝フランツを守り給え』はオーストリア帝国国歌とドイツ国歌『ドイツの歌』のメロディである。『神よ、皇帝フランツを守り給え』はフランツ2世に捧げられた。フランツ2世はメイソンリーを抑圧し、1801年に施策を変えた[68]。フランツ2世はフリーメイソンである[284][285][286][287][288]。作詞をしたレオポルド・ハシュカもフリーメイソンである[289]（St. Joseph Lodge所属[290]）。
- イグナーツ・フォン・ボルン（1742年生）[291] - 金属工学者、鉱物学者。
- エマヌエル・シカネーダー（1751年生）[292] - 劇作家、俳優。モーツァルトのオペラ『魔笛』の台本を書いた。
- ヴォルフガング・アマデウス・モーツァルト（1756年生、1784年12月14日入会）[66][293] - 古典派の音楽家。フリーメイソン関連の諸作品を残した。この団体と彼の関係、または彼が音楽にほどこした「シンボリズム」については、日本でも専門書が数冊出版されている。
- フランツ・シューベルト（1797年生）[218] - 音楽家。作曲は『野ばら』『魔王』『鱒』『エレンの歌 第3番（アヴェ・マリア）』『白鳥の歌 セレナーデ』など。シューベルトとフリーメイソンに関しては『Schubert durch die Brille XI: Franz Schubert und die Freimaurer』（Dietlinde Rakowitz、1993年）も参照。
- アルフレート・フリート（1864年生）[294] - 法学者。平和主義者。1911年ノーベル平和賞受賞。ウィーンのロッジ「ソクラテス」所属[294]。1910年の著書『パン・アメリカ』（Pan-Amerika）は、パン・ヨーロッパ運動のR.N.栄次郎・クーデンホーフ＝カレルギー伯爵に感銘を与えた[295]。クーデンホーフ＝カレルギー伯爵が設立したパン・ヨーロッパ連合は、フリート博士の平和主義が継承されている[294]。
- フレデリック・ヘルツ（1878年生）[294] - 社会学者、経済学者、歴史家。ユダヤ系でナチスから追われる。ウィーンのロッジ「未来」（Zukunft）所属[294]。パン・ヨーロッパ連合初代事務局長。パン・ヨーロッパ連合の構想は1922年ウィーンの第29回世界平和会議で生まれ、会議の開会スピーチはオーストリアのグランドロッジ事務局長ウラジミール・ミサール（Wladimir Misar）が行った[294]。
- リヒャルト・ニコラウス・栄次郎・クーデンホーフ＝カレルギー（1894年生、1922年入会）[296][297][298] - 伯爵、政治活動家。日系オーストリア人。国際パン・ヨーロッパ連合国際会長（1926年-1972年）。R・クーデンホーフ＝カレルギー伯爵は世界平和やヨーロッパ復興のためにパン・ヨーロッパ連合を結成した。若き日の彼は地球儀を眺めて世界連邦やパン・ヨーロッパ（汎ヨーロッパ）の構想に至った[299]。「パン・ヨーロッパ」を標榜する彼は「欧州統合」に取り組んだ。彼はナチス・ドイツ指導者アドルフ・ヒトラーの不倶戴天の敵であった。彼がフリーメイソンであることを反フリーメイソンリーのナチス・ドイツが暴露した[25]。ベートーヴェンの『歓喜の歌』を欧州の歌として提案し（1929年[300]・1955年）、実際に採択された（1972年・1985年）。ヨーロッパの日を1930年に提案した[300]。Brüderlichkeit（ブリューダーリッヒカイト）すなわち友愛を提唱した。彼の出生地日本のメイソン鳩山一郎が結成した友愛青年同志会名誉会長も務めた。第61・63代英首相チャーチルはクーデンホーフ＝カレルギーの汎ヨーロッパ運動に賛同し、クーデンホーフ＝カレルギーの協力のもと1946年「チューリッヒ演説」を行い「ヨーロッパ合衆国」を提唱した[301]。欧州統合構想は、第二次世界大戦の際亡命した米国ではフリーメイソンの第33代米大統領ハリー・S・トルーマンからの支持も得られた[302][303]。ロッジ「Humanitas（人道）」を1926年に辞めた[304]。

#### イタリア

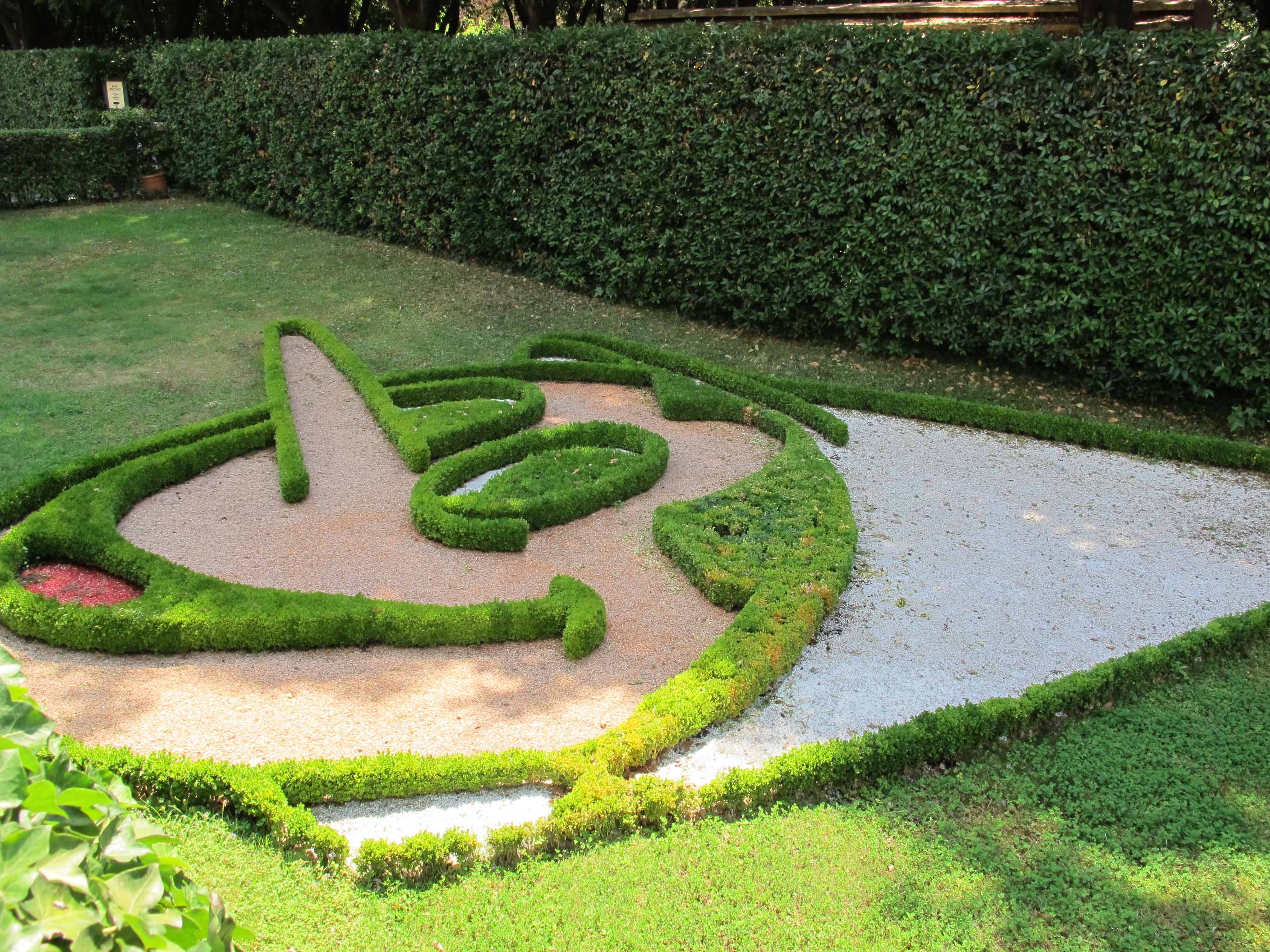
児童文学『ピノッキオの冒険』の著者カルロ・コッローディが幼少期を過ごしたトスカーナの村落コッローディにあるピノッキオ公園。

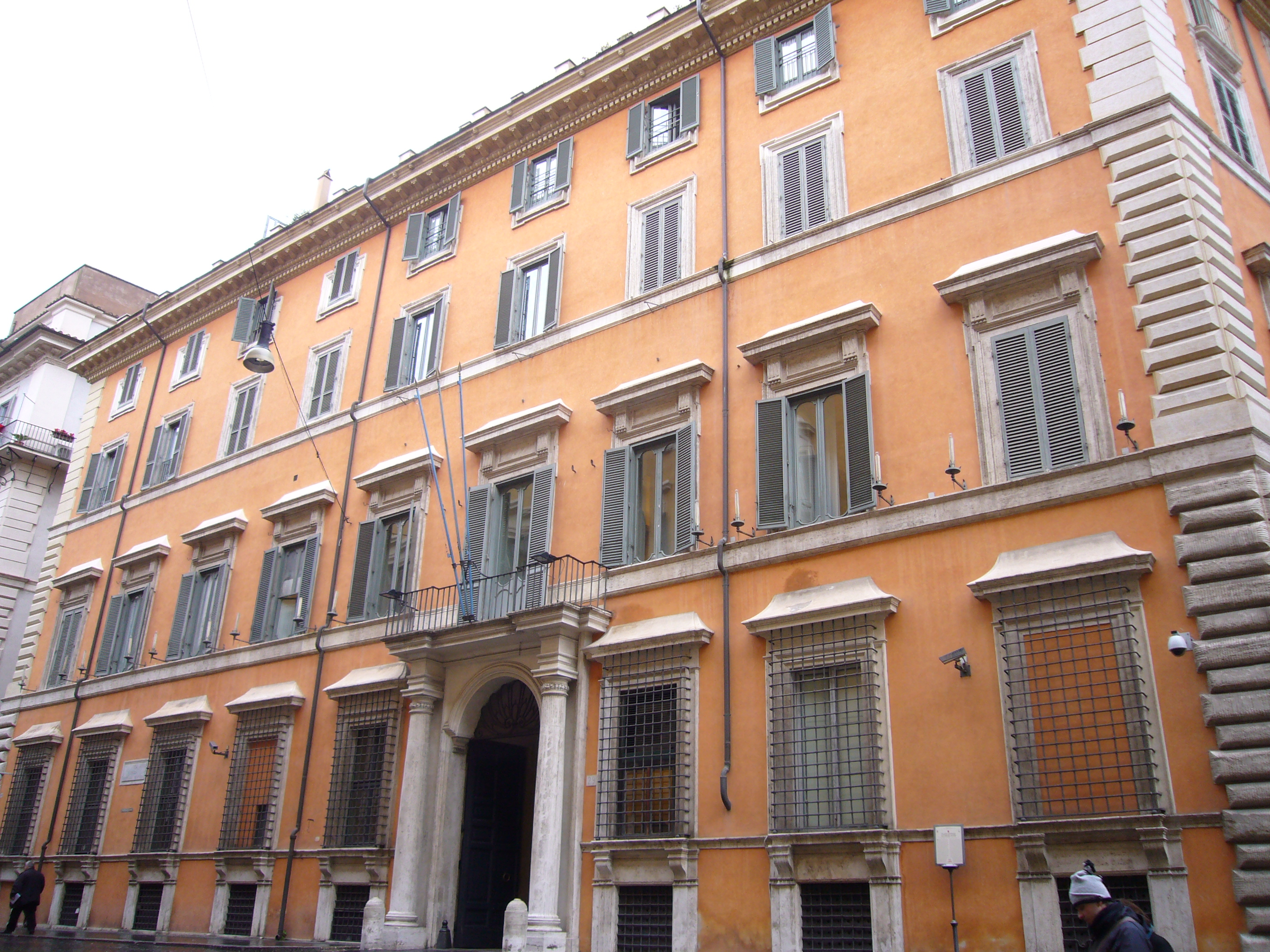
イタリア大東社の建物（1901年から1985年まで）「パラッツォ・ジュスティニアーニ」。

- フランチェスコ・ジェミニアーニ（1687年生）[305]
- ジャコモ・カサノヴァ（1725年生、1750年入会）[64][66]
- カリオストロ（1743年生）[306] - モーリス・ルブランの小説「アルセーヌ・ルパン」シリーズ『カリオストロ伯爵夫人』（1924年）や宮崎駿映画『ルパン三世 カリオストロの城』（1979年）の題材になった人物。
- アントニオ・サリエリ（1750年生）[307] - 作曲家。
- ルイジ・ケルビーニ（1760年生）[308]
- ジュゼッペ・マッツィーニ（1805年生）[309] - 「イタリア建国の父」と呼ばれた政治家。「青年イタリア」を結成。イタリア大東社（Grande Oriente d'Italia）のグランドマスター[64]。
- ジュゼッペ・ガリバルディ（1807年生、1844年8月8日入会）[64][66]
- カルロ・ロレンツィーニ（1826年生）[310] - 作家（筆名: カルロ・コッローディ）。著書は『ピノッキオの冒険』など。
- ジャコモ・プッチーニ（1858年生）[273] - 音楽家。
- エンリコ・フェルミ（1901年生）[310] - 物理学者。1938年ノーベル物理学賞受賞。
- リーチオ・ジェッリ（1919年生）[311] - イタリア社会運動幹部。フリーメイソンリーから派生したロッジP2代表。
- ロベルト・カルヴィ（1920年生）[311] - 銀行家。アンブロシアーノ銀行頭取。
- シルヴィオ・ベルルスコーニ（1936年生）[311] - イタリアの第74代・第79代・第81代首相。セリエA・ACミラン元会長、現名誉会長。
- ヴィットーリオ・エマヌエーレ・ディ・サヴォイア（1937年生）[311]

#### バチカン市国
- ロザリオ・フランチェスコ・エスポジト（1921年生）[312] - 最初の著書は「フリーメーソンとイタリア」[313]。

#### 英国
イングランド

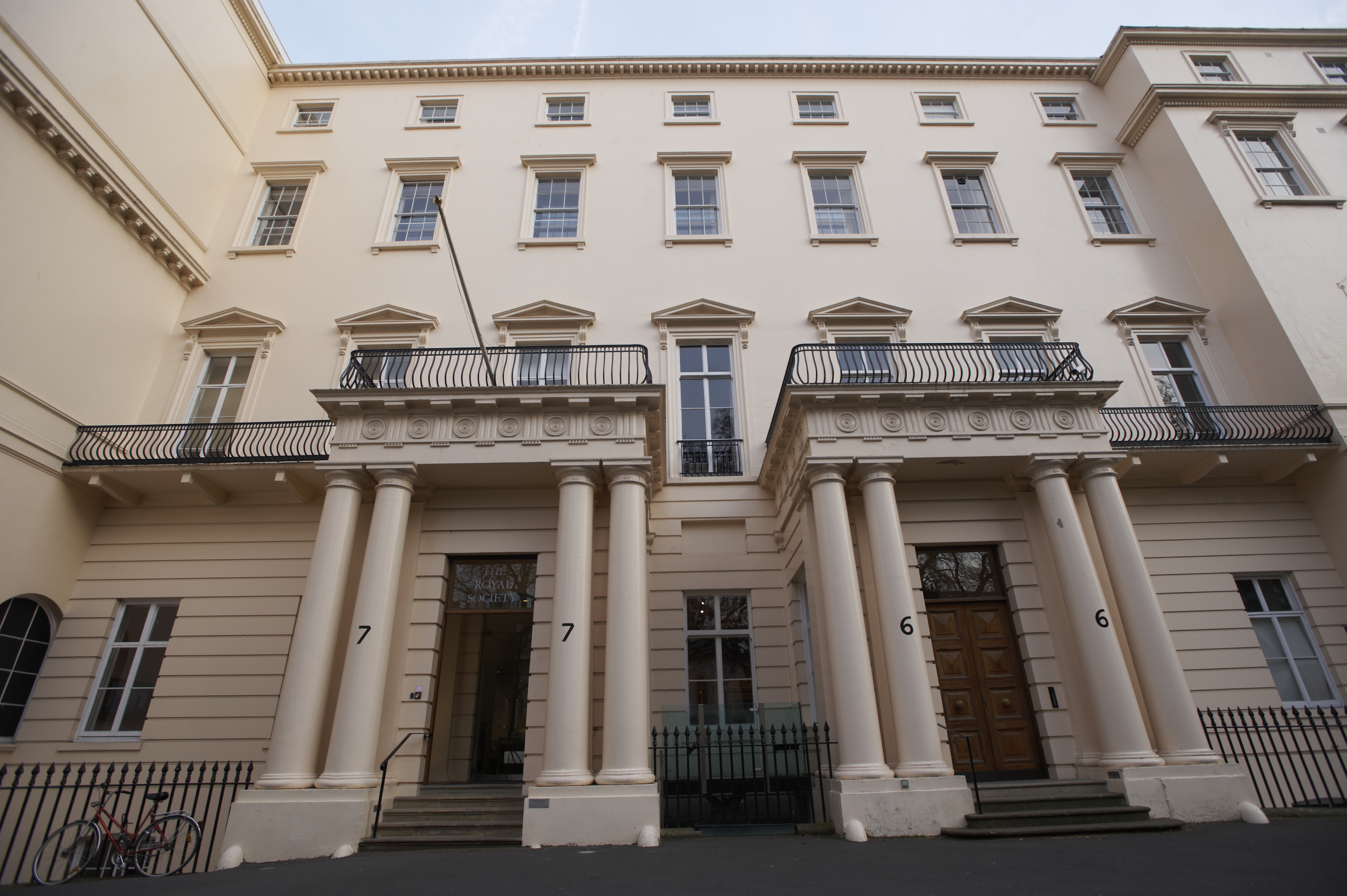
英国の科学団体王立協会。多数のフリーメイソンが王立協会メンバーである。王立協会メンバーのメイソンは、哲学者モンテスキュー、英首相チャーチル、ノーベル賞物理学賞アルバート・マイケルソン、ノーベル生理学・医学賞アレクサンダー・フレミング、王立協会会長アイザック・ニュートンの弟子デザグリエ、米建国のベンジャミン・フランクリン、世界初訪日メイソンのイサーク・ティチングなど。

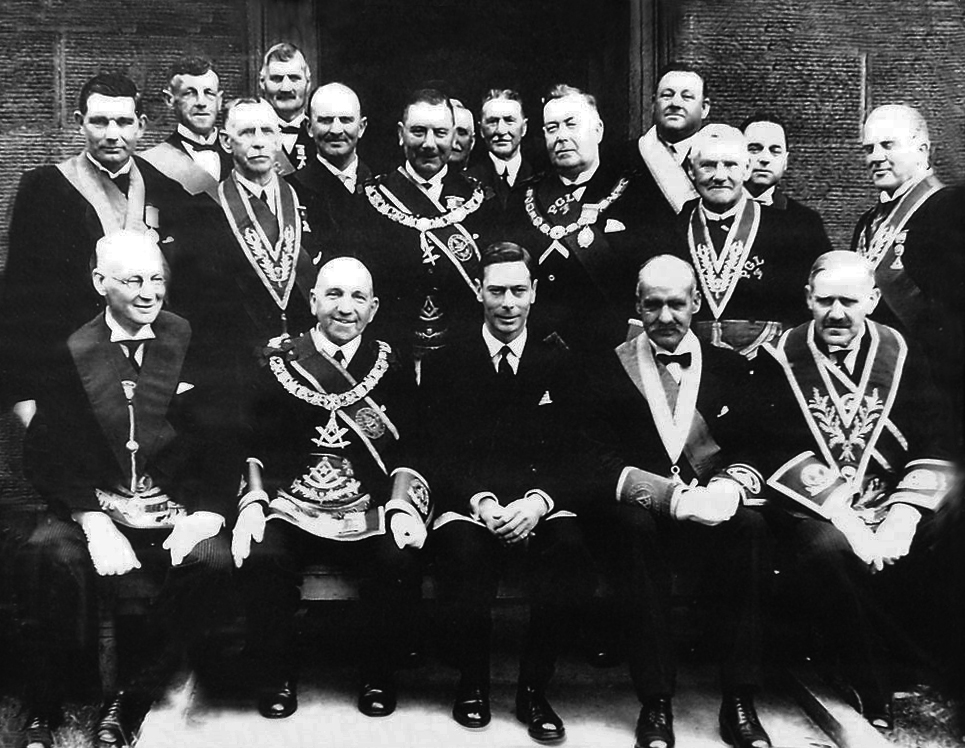
イングランド出身のイギリス国王ジョージ6世（最前列中央）とスコットランドのメイソンたち。

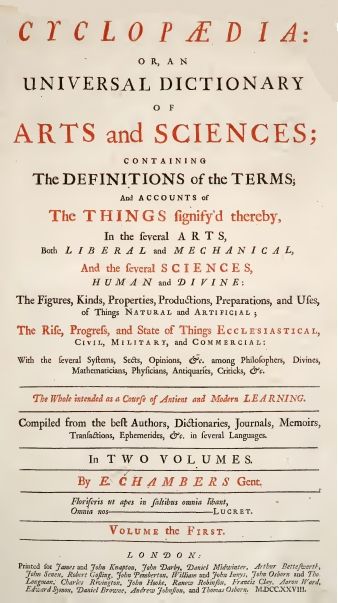
『百科全書』に影響を与えた『サイクロペディア』。

- イーフレイム・チェンバーズ（1680年頃生）[213][314] - 百科事典『サイクロペディア』（1728年）編纂者。王立協会メンバー。『サイクロペディア』はフランス百科全書派の『百科全書』編纂に影響を与えた。
- ジョン・デサグリエ（1683年生）[315] - 科学者。アイザック・ニュートンの弟子。デサグリエはロンドン・グランドロッジ（のちのイングランド・グランドロッジ）を設立した[217]。1719年にイングランド・グランドロッジ3代目グランドマスター就任[315]。
- ウィリアム・バイロン第5代バイロン男爵（1722年生）[316] - イングランド貴族。1747年にPremier Grand Lodge of Englandのグランドマスター就任[316]。メイソンではないかと言われている詩人の第6代バイロン男爵ジョージ・ゴードン・バイロン[317]の大おじにあたる。
- エラズマス・ダーウィン（1731年生、1754年入会）[318] - 医師、自然哲学者。王立協会メンバー。進化論チャールズ・ダーウィンの祖父。
- エドワード・ギボン（1737年生、1774年12月19日入会）[64][319] - 歴史家。王立協会メンバー。著書は『ローマ帝国衰亡史』など。
- エドワード・ジェンナー（1749年生）[320] - 免疫学者。王立協会メンバー。1802年12月30日マスターメイソン昇級（raised）[64]。
- ジョン・スタフォード・スミス（1750年生）[321] - 音楽家。彼が作曲した『天国のアナクレオンへ』のメロディは1931年にアメリカ合衆国の国歌『星条旗』のメロディになった。
- ジョージ4世（1762年生）[66]
- ネイサン・メイアー・ロスチャイルド（1777年生、1802年10月24日入会）[64][166] - 英ロスチャイルド財閥の開祖。弟ジャコブと同じくロンドン「Emulation Lodge No. 12」[64][166]。
- ジョゼフ・リスター（1827年生）[320] - 外科医、衛生学者。
- エドワード7世（1841年生、1868年入会）[64][66]
- アーサー・サリヴァン（1842年生）[64] - 音楽家。
- アーサー・コナン・ドイル（1859年生、1887年1月26日入会）[64][66] - 作家。著書『シャーロック・ホームズの冒険』収録の「赤毛組合」において、ホームズが依頼人をフリーメイソンだと言い当てるシーンがある。
- フレデリック・ホプキンズ（1861年生、1902年2月26日入会）[213] - 生化学者。王立協会メンバー。1929年ノーベル生理学・医学賞受賞。1922年に2つのロッジから退会[213]。
- ラドヤード・キップリング（1865年生、1886年入会）[50][319] - 作家。著書は『ジャングル・ブック』など。1907年ノーベル文学賞受賞。
- ウィンストン・チャーチル（1874年生、1901年5月24日入会）[66][322] - 第61代イギリス首相（1940年-1945年）、第63代イギリス首相（1951年-1955年）。アバディーン大学学長（1914年-1918年）、エディンバラ大学学長（1929年-1932年）、ブリストル大学総長（1929年-1965年）。1953年ノーベル文学賞受賞。
- エドワード・アップルトン（1892年生、1922年4月25日入会）[213][323] - 物理学者。王立協会メンバー。1947年ノーベル物理学賞受賞。1922年10月にロッジ「Isaac Newton University lodge No. 859」でマスターメイソン昇級（raised）、1925年9月30日に同ロッジ退会[213]。
- エドワード8世（1894年生）[66]
- ジョージ6世（1895年生）[64][66]
- ジミー・ウィーラー（1910年生）[324][325][326][327][328] - コメディアン。
- ケント公エドワード王子（1935年生）[329] - 現在のイングランド・連合グランドロッジのグランドマスター。
- リック・ウェイクマン（1949年生）[330] - 音楽家、コメディアン、タレント。ロック・バンド「イエス」での活動などで知られる。ロンドンにあるチェルシー・ロッジのマスターとしてイベントに参加している姿が公開されている。
- クリストファー・アーンショー（1953年生） - 日本在住25年以上のタロット・マスター[331]。スコティッシュライト32階級[出典無効]。ソシエテ・ジェネラル銀行証券部門副支店長、メルク万有アソシエト・ダイレクター等を歴任[332]。野口英世財団顧問[333]。

ウェールズ
- ジョセフ・パリー（1841年生）[334] - 音楽家。アメリカ合衆国に移住し、イギリスに帰国後ウェールズ大学教授になった。彼が製作した作曲作品『Myfanwy』『Aberystwyth』は南アフリカの国歌『神よ、アフリカに祝福を』に使用されている。

スコットランド
- アンドリュー・ベル（1726年生）[335][336] - 『ブリタニカ百科事典』の共同創設者。「Lodge St. David No.36」でメイソンリーに入会[336]。
- ジェームズ・ワット（1736年生、1763年入会）[64] - 発明家。蒸気機関の改良。単位ワットの元になった。
- ウォルター・スコット（1771年生、1801年3月2日入会）[64][319] - 作家。スコットランド・ポンド紙幣の肖像になっている。
- トーマス・カーライル（1795年生）[319] - 歴史家、評論家。エディンバラ大学運営評議会議長。
- トーマス・リプトン（1848年生）[64] - 紅茶ブランドリプトン創業者。1870年8月にグラスゴーのロッジ「Scotia No. 178」でメイソンの階級を昇級（raised）[337]。
- アレクサンダー・フレミング（1881年生、1909年入会）[338] - ペニシリンを発見した細菌学者。1945年ノーベル生理学・医学賞受賞。

北アイルランド

#### アイルランド

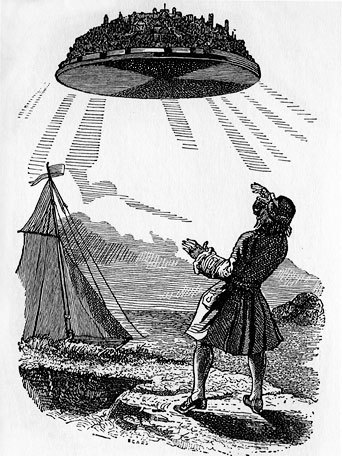
スウィフト原作『ガリヴァー旅行記』の一場面、空飛ぶ島「ラピュータ」と遭遇するガリヴァー。

- ジョナサン・スウィフト（1667年生）[64][319] - 作家。著書は『ガリヴァー旅行記』など。ロンドンのロッジ「 Lodge Goat-at-the-Foot-of-the-Haymarket, No. 16」所属[339]。
- オスカー・ワイルド（1854年生、1875年入会）[64] - 詩人・作家。同性愛者。著書は『サロメ』など。1875年5月25日マスターメイソン昇級（raised）[340]。

#### ベルギー
- レオポルド1世（1790年生）[341]
- アンリ・ヴュータン（1820年生）[342] - 音楽家。

#### ポーランド
- スタニスワフ2世（1732年生）[343]
- タデウシュ・コシチュシュコ（1746年生）[343]
- ヤン・ヘンリク・ドンブロフスキ（1755年生）[343]
- ユーゼフ・ポニャトフスキ（1763年生）[343]
- アダム・イエジィ・チャルトリスキ（1770年生）[343]
- アダム・ミツキェヴィチ（1798年生）[343]

#### チェコ
- アルフォンス・ミュシャ（1860年生、1898年入会）[64][344]-1898年パリでロッジに入り、1918年にはプラハのコメンスキー・ロッジ設立に協力した。その後にチェコスロヴァキア本部のグランド・マスター、後に同国第2ソヴリン・グランド・コマンダーになった。チェコスロヴァキアの支部のためにレターヘッドやメダル等のデザインを手掛けた。
- エドヴァルド・ベネシュ（1884年生）[345] - 1924年から1925年頃、プラハの古くからのロッジ「Jan Amos Komensky No. 1」で入会し（initiated）、1927年から1928年頃にプラハのロッジ「Pravda Vitezi」で進級（passed）と昇級（raised）をした[68]。

#### ハンガリー

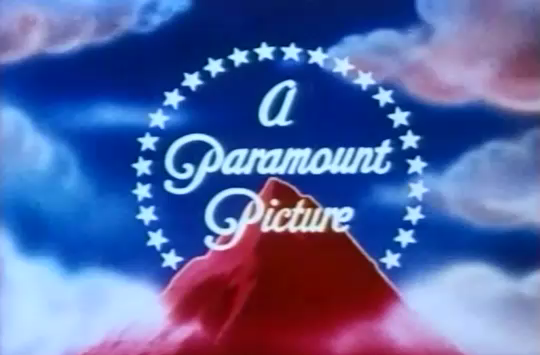
映画会社パラマウントのロゴ。ナチスからのパリの解放を描写した同社の映画『パリは燃えているか』（1966年）という題名は、フリーメイソンを弾圧したアドルフ・ヒトラーの言葉から。

- フランツ・リスト（1811年生、1841年入会）[64][66][273][* 13] - ロマン派の音楽家・ピアニスト（ピアノの魔術師）。作曲は『愛の夢 第3番』『パガニーニによる大練習曲 第3番 ラ・カンパネッラ』など。彼の男声合唱曲『労働者の合唱 Arbeiterchor』はフリーメイソン主催のイベントのために作曲されたもの。1859年に作曲した『リゴレットによる演奏会用パラフレーズ』（リゴレット・パラフレーズ）は、ヴェルディのオペラ『リゴレット』（1851年）からのパラフレーズ作品である。ヴェルディの『リゴレット』の原作は、ヴィクトル・ユーゴー（フリーメイソン）の1832年の戯曲『王者の悦楽（王様はお楽しみ）』（Le roi s'amuse）。
- アドルフ・ズーカー（1873年生）[68] - 映画会社フェイマス・プレイヤーズ・フィルム・カンパニー（のちのパラマウント社）設立者。フリーメイソンリーのロッジに50年間在籍した[68]。

#### スイス
- ピエール＝モーリス・グレイル（1743年生）[346] - 外交官、政治家。
- ヨナ・フラー（1805年生）[346] - 全州議会初代議長。連邦内閣初代閣僚。初代連邦大統領。
- ヨハン・カスパルト・ブルンチェリー（1808年生）[68] - 政治家。国際法学者。ルプレヒト・カール大学ハイデルベルク教授。
- アンリ・デュナン（1828年生）[320] - 赤十字を構想し、彼の構想のもと世界各国の赤十字の諸団体が設立されている[347][348]。1901年第1回ノーベル平和賞受賞。
- アントワーヌ・ルイ・ジョン・ルショネ（1834年生）[346] - 国民議会議長。連邦内閣閣僚。連邦大統領。
- アドリアン・ラシュナル（1849年生）[346] - 全州議会議長。国民議会議長。連邦内閣閣僚。
- エドゥアール・カルティエ＝ラ＝タン（1855年生）[68] - 政治家。
- カール・グスタフ・ユングSr.（1794年生）[349] - バーゼル大学教授（医学）。精神科医・心理学者カール・グスタフ・ユング（1875年生）の祖父。1850年にスイス連邦でメイソンリーのグランドマスター就任[350]。セルビアのグランドロッジは孫のユング（1875年生）がメイソン（スイスのグランドマスター）であると以前に記載した[351]。
- アウグスト・ジャコメッティ（1877年生）[346] - ペインター。ジャコメッティ兄弟（アルベルト、ディエゴ、ブルーノ）の親戚。
- アンドレ・シェデル（1915年生）[346] - 作家、哲学者、ジャーナリスト。

#### デンマーク
- ハンス・クリスティアン・エルステッド（1777年生）[352] - 物理学者、科学者。

#### フィンランド
- ジャン・シベリウス（1865年生、1922年8月18日入会）[64][66] - 音楽家。作曲は『フィンランディア』など。

#### スウェーデン
- アドルフ・フレドリク（1710年生）[68] - ホルシュタイン＝ゴットルプ王朝初代国王。ストックホルムのロッジのマスター、Protector of Swedish Freemasonryの称号[68]。
- アーヴィッド・リンドマン（1862年生）[68] - スウェーデンの首相。スウェーデンのグランドロッジの偉大な総長（grand chancellor）[68]。

#### ユーゴスラビア
- イヴォ・アンドリッチ（1892年生）[353] - 作家、外交官。1961年ノーベル文学賞受賞。

#### ロシア
- ニコライ・ノヴィコフ（1744年生） - 著作家、出版業者。
- アレクサンドル・プーシキン（1799年生、1821年入会）[64] - 詩人、作家。著書は『エヴゲーニイ・オネーギン』など。
- ミハイル・バクーニン（1814年生）[323][354] - 革命家。無政府主義者。イタリアフィレンツェのロッジ「社会進歩」（Il Progresso Sociale、イル・プログレッソ・ソチャーレ）のメンバー[354]。フランス大東社（GODF）がバクーニンを「ブラザー」と呼んでいる[354]。またフランス大東社が受け継ぐ先人にバクーニン（Bakounine）を並べ上げている[91]。
- イワン・ツルゲーネフ（1818年生）[218] - 作家。著書は『初恋』『父と子』など。
- レフ・トルストイ（1828年生）[355] - 作家。著書は主人公（ピエール）がメイソンリーに入会する『戦争と平和』など。『10,000 Famous Freemasons』は、多くの者がトルストイをメイソンだと考えているが当時のロシア政府が入会を禁止していた、と記述している。当局のその措置のためトルストイはメイソンでないとの説もある。
- セルゲイ・クーセヴィツキー（1874年生）[356] - 音楽家。作曲家・指揮者。
- マルク・シャガール（1887年生、1912年入会）[64] - 画家。作品は『私と村』『誕生日』など。

### その他
カナダ
- ジェームズ・ネイスミス（1861年生、1894年入会）[357] - スポーツ指導者。 1891年に球技スポーツバスケットボールを考案した。

ブラジル
- デオドロ・ダ・フォンセカ（1827年生）[358]

チリ
- サルバドール・アジェンデ（1908年生）[66]

ベネズエラ
- シモン・ボリバル（1783年生）[359] - 大コロンビア共和国初代大統領。スペインカディスでメイソンリーに入会[64]。
- アウグスト・セサル・サンディーノ（1895年生）[360] - 革命家。
- アナスタシオ・ソモサ・ガルシア（1896年生）[360] - 第34・39代大統領。

インド

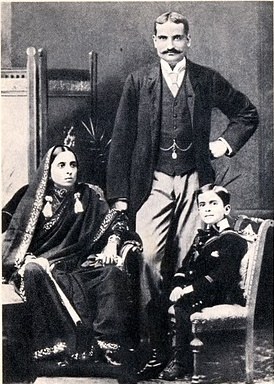
1919年と1928年にインド国民会議議長を務めたモティラル・ネルー。写真左は妻。写真右の息子は独立インドの初代首相ジャワハルラール・ネルー（1929年と1930年にインド国民会議議長）。

- モティラル・ネルー（1861年生）[361] - インド国民会議議長（1919年・1928年）、ネルー・ガンディー第二世代。初代インド首相ジャワハルラール・ネルーの父。カーンプルのロッジ「Harmony」所属[361]。メイソンの服装をしたモティラル・ネルーの肖像画が発見されている[361]。
- ガガネンドラナート・タゴール（1867年生）[361] - 画家。アジアで初めてノーベル賞を受賞した詩人ラビンドラナート・タゴールの従兄の息子（甥）。

香港
- ヴィクター・李（1947年生）[要出典]

フィリピン
- ホセ・リサール（1861年生）[362] - スペインでメイソンリーに入会[64]。

オーストラリア
- エドモンド・バートン（1849年生）[364][365] - 初代オーストラリア首相。オーストラリア最高裁次席判事。
- ヘンリー・ローソン（1867年生）[365] - 詩人、短編作家。
- ロバート・メンジーズ（1894年生）[364][365] - 第12代首相。
- チャールズ・エドワード・キングスフォード＝スミス（1897年生、1925年4月9日入会）[364][365][366] - オーストラリアから米国へ飛行した初のパイロット（1934年）。オーストラリア・ドル紙幣の肖像になった。
- ヒューバート・オッパーマン（1904年生）[364] - 自転車選手。オーストラリア連邦議会議員。移民・市民権大臣。インフラストラクチャー・輸送大臣。
- ウィリアム・マクマホン（1908年生）[364] - 第20代首相。
- ドナルド・ブラッドマン（1908年生）[364][365] - クリケット選手。
- グラハム・ケネディ（1934年生）[364] - TVスター。オーストラリアのテレビの王。

出生地不詳
- サンジェルマン伯爵 [367]

北朝鮮最高指導者金正恩とフリーメイソンリー
北朝鮮（朝鮮民主主義人民共和国）最高指導者金正恩は、彼の右手を懐に入れる仕草がナポレオン1世の真似とも言われ（順天郷大学教授呉允盛の説）、その仕草はフリーメイソンの特徴であるが金正恩はメイソンではないであろう、彼がメイソンならば彼の国家の国際関係はもっと安定しているはずであろう、など噂されている。大韓民国では2011年、ナポレオンが懐に手を入れるのはフリーメイソンリーの会員同士の合図であると文化放送が特集した。
金正恩は子供の頃からバスケットボールというスポーツが大好きである。このスポーツを1891年に考案したジェームズ・ネイスミスは1894年にフリーメイソンリーに入会した。スイス留学時代の金正恩はNBAのヨーロッパ遠征試合を観戦するために公立中学校の午後の授業を抜け出して北朝鮮大使館に車を出させて親友と2人で日帰りでスイスベルンからフランスパリへ行った。公立中学校の休み時間はいつもバスケットボールで遊び、自宅にバスケットボールの漫画が沢山あり、学校でよくバスケットボール漫画の絵を描いていた。礒﨑・澤田『LIVE講義北朝鮮入門』は当時韓国で人気のあった日本の漫画『SLAM DUNK』（1990年-1996年）のハングル版を金正恩も読んでいたものと推測している。2000年までのスイス留学時代の金正恩は未成年であるため未だフリーメイソンリーに入会できない。
最高指導者となって以降も金正恩第一書記が最も熱中するスポーツのバスケットボールに対する思い入れが見られ、2013年の動向においては、外務省をバスケットボール後援機関として指定した。
元NBA選手デニス・ロッドマンは、1861年設立ロッジの米ニュージャージー州「アカシア・ロッジ」（Acacia Lodge）が明かしたところによると、フリーメイソンである。2013年2月28日北朝鮮平壌にて、フリーメイソンのデニス・ロッドマンは金正恩と2人でバスケットボールを観戦後、金正恩に言った。
| 「                  | You have a friend for life.（あなたは生涯の友だ） | 」 |
| —デニス・ロッドマン |                                                   |    |

ロッドマンは2013年9月に、「友人の金第一書記に会いに行く」ために再び北朝鮮を訪問した。ロッドマンは2013年12月には北朝鮮で北朝鮮バスケットチームの指導をする予定であり、2014年1月にはバスケット交流試合のために北朝鮮に行く予定であり、フリーメイソン仲間で元NBAチームメイトのピッペンが交流試合メンバーに入っている。
共産主義者を受け入れるフリーメイソンリーのロッジは、フランス大東社（GODF）系やロシアのグランドロッジ（アンドレイ・ボグダーノフ）などである。

## 関連団体

### ロッジP2

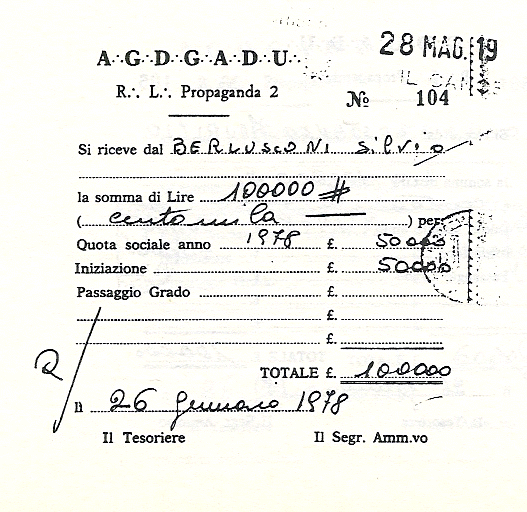
ジェッリ逮捕後、彼のナポリの別荘を家宅捜索時に押収されたベルルスコーニのP2ロッジ入会時の会費の領収証。

ロッジP2はイタリアに本拠を置いていた団体。メンバーはイタリアの政府や軍関係者、警察関係者内の反共産主義者を中心としていたが、南アメリカの軍事独裁政権との関係が深く、その活動内容がフリーメイソン内から非難され1976年に破門された。しかしその後も元代表のリーチオ・ジェッリらが極右組織と組んで活動し、1980年にはメンバーがボローニャ駅爆破テロ事件を引き起こした。元イタリア王国王太子のヴィットーリオ・エマヌエーレ・ディ・サヴォイアやシルヴィオ・ベルルスコーニ首相、バチカンの金融スキャンダルを引き起こし暗殺されたアンブロシアーノ銀行頭取のロベルト・カルヴィもメンバーであった。

### デモレー
デモレーは、14世紀のテンプル騎士団の最後の総長であり、フリーメイソンリーのメンバーであったジャック・ド・モレー（Jacques DeMolay）の優れた騎士道精神にちなんで名づけられた団体。
デモレーは12歳から21歳の若者のための人格育成を目指している組織である。日本における現在の活動地域は東京のみ。場所は東京メソニック協会。
ウォルト・ディズニーはデモレーのメンバーである。陰謀を疑う人々らがウォルト・ディズニーを第33階級のフリーメイソンと主張しているが、その主張に根拠は無い。ジョン・スタインベックはデモレーのメンバーでありフリーメイソンでもあった。

### シュライン
シュライン（Shriners）は1870年に作られたフリーメイソンの内組織。元々、メイソン間の親睦や娯楽を目的に作られた団体で、恵まれない子どもに小児科病院（シュライン小児病院 Shriners Hospitals for Children）を運営することにあった。著名人の入会者にはコメディアンのハロルド・ロイドやケンタッキーフライドチキンの創業者カーネル・サンダースなどがいる。全てのシュライン会員がメイソンだが、全てのメイソンがシュライン会員ということではない。

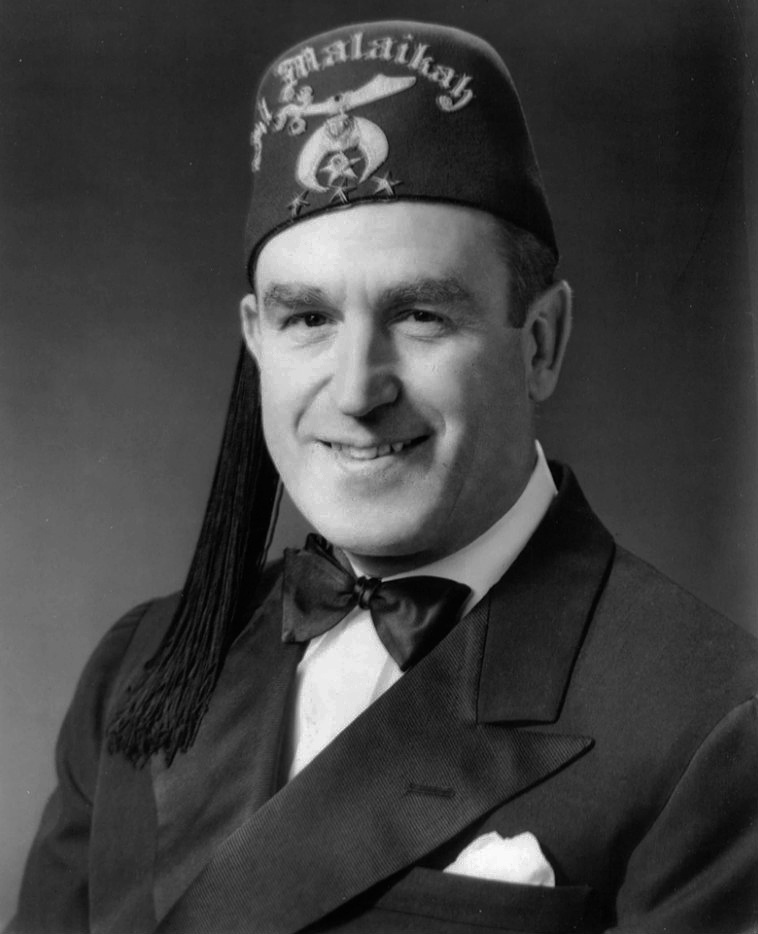
シュラインのメンバーだったコメディアンのハロルド・ロイド。
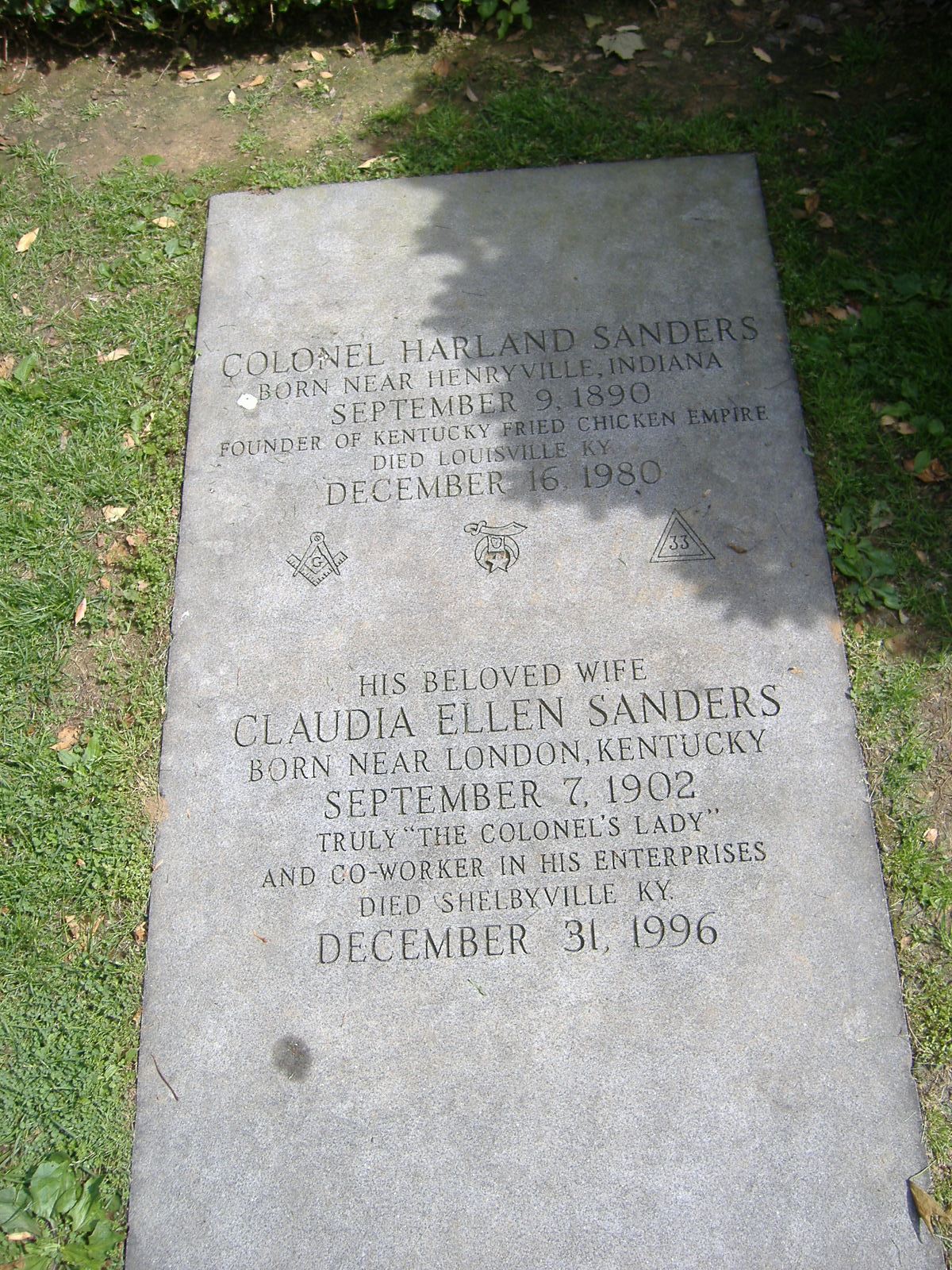
カーネル・サンダースの墓標に印されたフリーメイソンとシュラインのマーク。
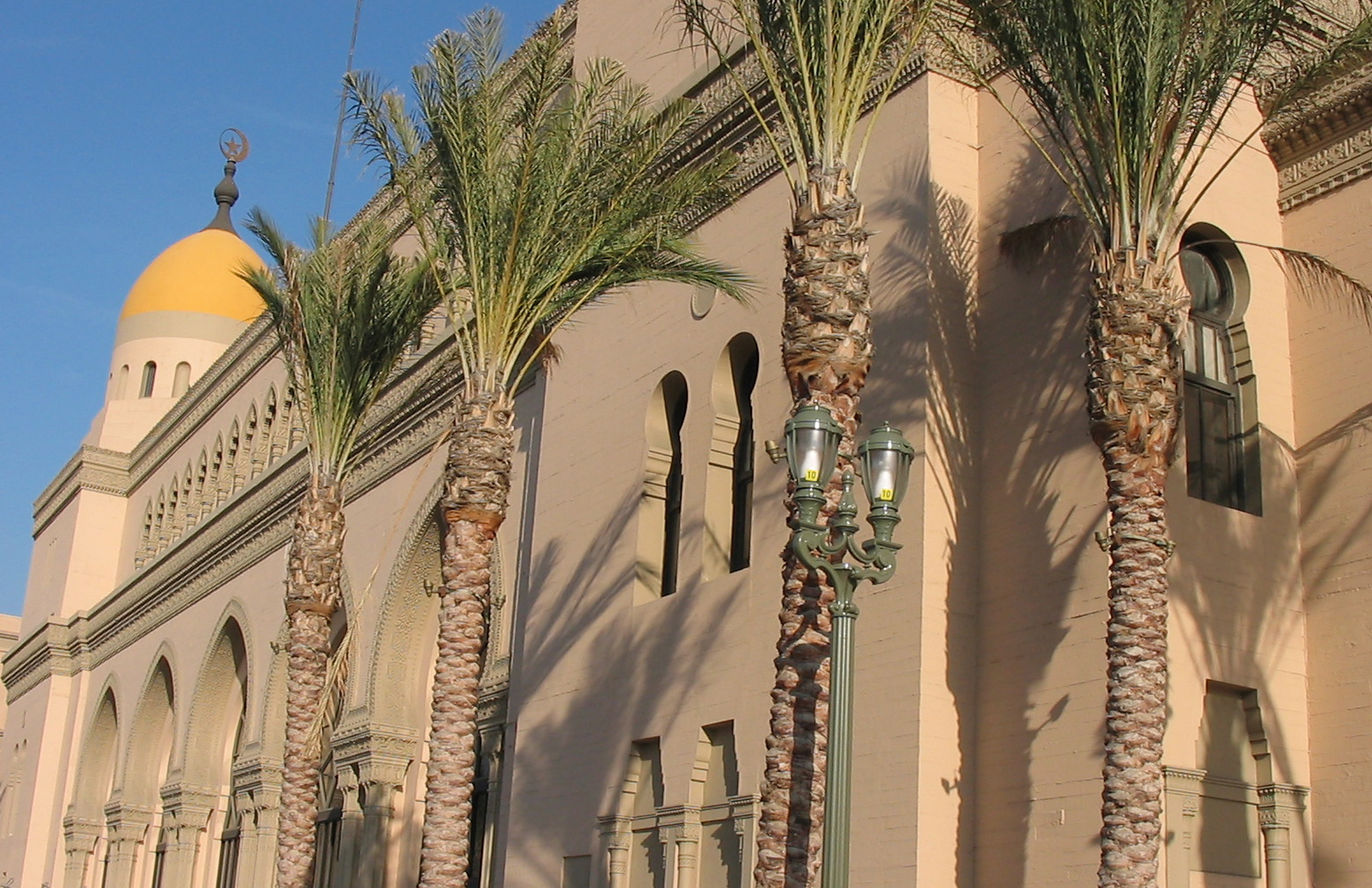
シュラインが寄付金を出資して名前がつけられたシュライン・オーディトリアム。
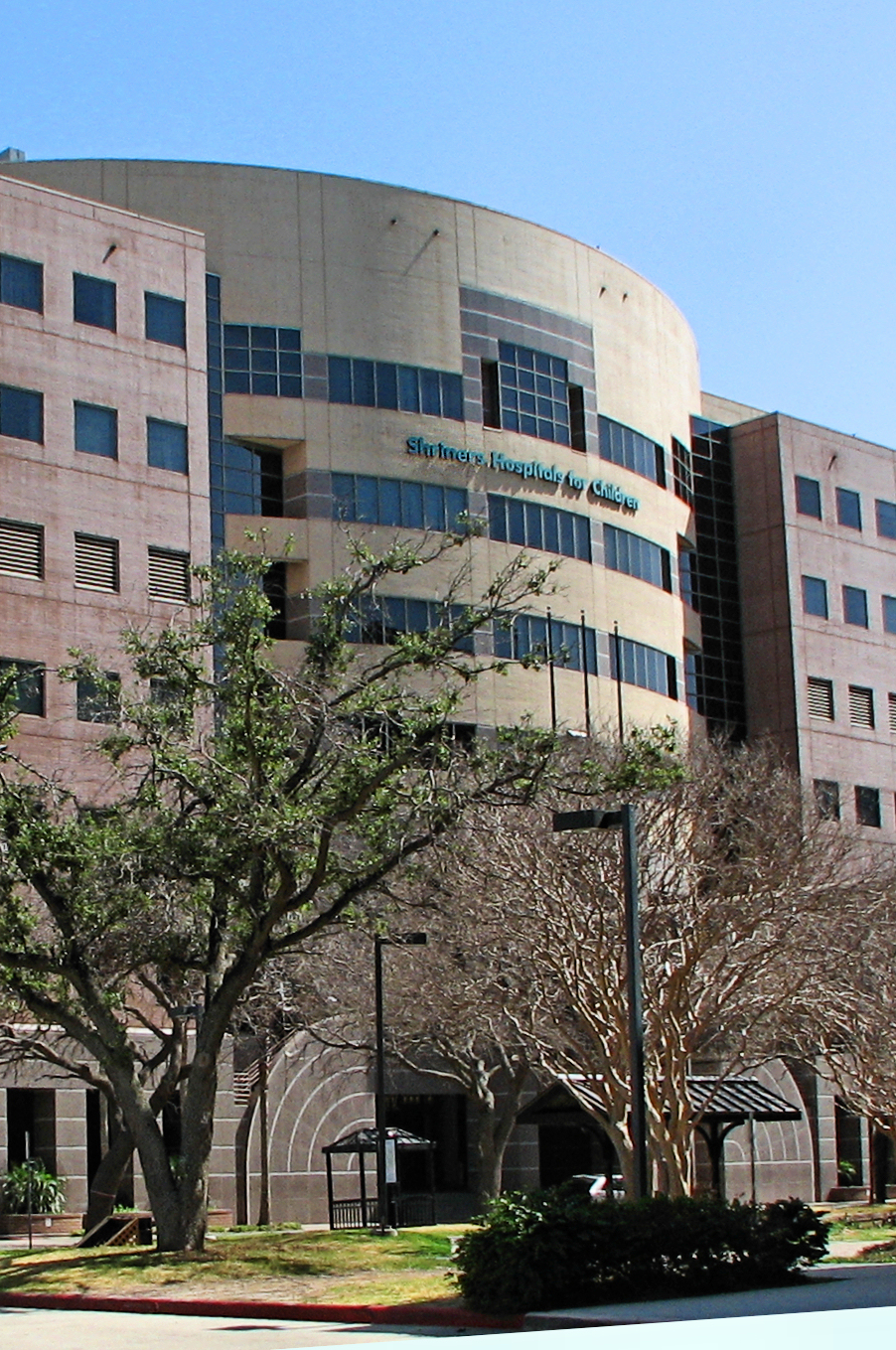
テキサス州にあるシュライン小児病院。

## フリーメイソン関連の作品

### メイソンのために書かれた楽曲
- フランソワ・ジルースト: 葬送カンタータ「大洪水」 Rituel Maçonnique Funèbre "Le Déluge"
- ヴォルフガング・アマデウス・モーツァルト: ケッヘル番号（K.）順に、
「歓喜に寄す」K.53、「おお、聖なる絆」K.148、「天主の御母なる聖マリア」K.273（後にメイソンのロッジに適用）、K.410、K.429、K.468、K.471、 「フリーメイソンのための葬送音楽」ハ短調K.477、K.482、K.483、K.484、「交響曲第39番」K.543、「アダージョとフーガ ハ短調」K.546（元はメイソン用の作品ではない）、「アダージョとロンド」K.617、「アヴェ・ヴェルム・コルプス」ニ長調K.618（元はメイソン用の作品ではない）、小カンタータ「無限なる宇宙の創造者を崇敬する汝らが」K.619、「魔笛」K.620、フリーメイソン小カンタータ「高らかにわれらの喜びを告げよ」K.623、「レクイエム」K.626（後にメイソンの葬儀に適用）など[281]。
後にメイソン用になった[281]「深き淵よりわれ汝を呼ぶ」K.93（A.22）の実際の作者はJ. A. J. K. ゲオルク・ロイターといわれている[378]。
歌曲「おお、聖なる絆」K.148の副題は「ヨハネロッジへの頌歌 Lobgesang auf die feierliche Johannisloge」である。
K.345、K.411もメイソンの楽曲であったのであろうといわれている[281]。その他、「Des Todes Werk（死の仕事）」、「Vollbracht ist die Arbeit der Meister（マスターたちの仕事は終わった）」の2つの散逸した1785年の作品がある[281]。
オーストリア国歌「山岳の国、大河の国」のメロディでもある合唱曲「みんなで腕を組み合おう Lasst uns mit geschlungnen Händen」K.623aはヨハン・ホルツァー作曲ではないかともいわれている[379]。ヨハン・ホルツァーはフリーメイソンである[380]。
2013年現在フランス等のメイソンによる団体「九姉妹神 Les Neuf Sœurs」では「魔笛」等がWebRadioとして流されている[381]。
- ジャン・シベリウス: フリーメイソンの典礼音楽 作品113

### フリーメイソンが登場する作品

#### 映画
- 『カサブランカ』1942年/アメリカ
- 『ヘルプ!4人はアイドル』1965年/イギリス[382]
- 『ペーパー・ムーン』1973年/アメリカ[382]
- 『王になろうとした男』1975年/アメリカ
- 『チャンス』1979年/アメリカ
- 『名探偵ホームズ 黒馬車の影』1979年/カナダ・イギリス
- 『エイリアン2』1986年/アメリカ・イギリス/メイソンの指輪が登場[382]。
- 『ミシシッピー・バーニング』1988年/アメリカ[382]
- 『ゴッドファーザー PART III』1990年/アメリカ[382]
- 『陰謀のセオリー』1997年/アメリカ[382]

- 『エンド・オブ・デイズ』1999年/アメリカ[382]
- 『フロム・ヘル』2001年/アメリカ
- 『マジェスティック』2001年/アメリカ[382]
- 『ナショナル・トレジャー』2004年/アメリカ
- 『ダ・ヴィンチ・コード』2006年/アメリカ[382]
- 『ナショナル・トレジャー リンカーン暗殺者の日記』2007年/アメリカ
- 『ロスト・シンボル』2012年/アメリカ

#### 文芸
- 『神々の血脈』-西谷史 1987年/日本
- 『約束された場所で —underground 2』-村上春樹 1998年/日本[* 14]
- 『東京タブロイド』-水城正太郎 2001年/日本
- 『Рудин』-ツルゲーネフ 1856年/ロシア
- 『Степной король Лир』-ツルゲーネフ 1870年/ロシア
- 『戦争と平和』-トルストイ 1865年/ロシア
- 『悪霊』-ドストエフスキー 1873年/ロシア
- 『カラマーゾフの兄弟』-ドストエフスキー 1880年/ロシア
- 『アモンティラードの樽（The Cask of Amontillado）』-エドガー・アラン・ポー 1846年/アメリカ
- 『シスター・キャリー（Sister Carrie）』-セオドア・ドライサー 1900年/アメリカ
- 『ザ・スノーマン』-オー・ヘンリー 1917年/アメリカ/短編集『Waifs and Strays』（1917年）収録作品[383]。
- 『武器よさらば』-ヘミングウェイ 1929年/アメリカ
- 『エデンの東』-ジョン・スタインベック 1952年/アメリカ
- 『冷血』-カポーティ 1965年/アメリカ
- 『天使と悪魔』-ダン・ブラウン 2000年/アメリカ
- 『ロスト・シンボル』-ダン・ブラウン 2009年/アメリカ
- 『運命の書（The Book of Fate）』-ブラッド・メルツァー 2008年/アメリカ

- 『アンの夢の家』-モンゴメリ 1917年/カナダ
- 『百年の孤独』-ガルシア＝マルケス 1967年/コロンビア
- 『荒涼館』-チャールズ・ディケンズ 1853年/イギリス/この作品の他、『Public Dinners』『Barnaby Rudge』『Our Mutual Friend』にメイソンやその儀式が描写される。チャールズ・ディケンズ自身はメイソンではないが、兄弟や息子はメイソンである[384]。
- 『Endymion（エンディミオン）』-ベンジャミン・ディズレーリ 1880年/イギリス/フリーメイソンの居酒屋（Tavern）が出てくるのだが、現実のディズレーリ自身はフリーメイソンを欧州の破壊者と警告している[385]。
- 『非社会的な社会主義者（An Unsocial Socialist）』-バーナード・ショー 1887年/イギリス
- 『赤毛連盟（Red-Headed League）』（シャーロック・ホームズの冒険に所収） -アーサー・コナン・ドイル 1891年/イギリス/本作に登場するJ・ウィルソン氏は、作中にフリーメイソンリー会員であることを示す描写がある。
- 『Dodger（ドジャー）』-テリー・プラチェット 2012年/イギリス/ディケンズの作中人物から着想を得た。
- 『The Farewell to the Brethren of St. James’s Lodge, Tarbolton (Masonic Farewell)』-ロバート・バーンズ 1786年/スコットランド[386]
- 『ユリシーズ』-ジョイス 1922年/アイルランド
- 『ヴィルヘルム・マイスターの修業時代』-ゲーテ 1796年/ドイツ
- 『魔の山』-トーマス・マン 1924年/ドイツ
- 『ジュリエット物語あるいは悪徳の栄え』-マルキ・ド・サド 1797年/フランス
- 『法王庁の抜け穴（Les Caves du Vatican）』-アンドレ・ジッド 1914年/フランス/アンドレ・ジッド自身はメイソンではない[221]。
- 他、大デュマ、メルヴィル、キップリング、サッカレー、マーク・トウェイン、ウォルター・スコット等の作品[387]。

#### テレビ番組
- 『空飛ぶモンティ・パイソン』1969年-1974年/イギリス 第2シリーズの第4話で登場人物が、コンペに参加した建築家の中からフリーメイソンを見分ける方法（秘密の握手）を伝授するというネタが用いられている。
- 『刑事コロンボ』1973年/シーズン 2 エピソード 5（14話）「偶像のレクイエム（Requiem for a Falling Star）」。1時間5分55秒にシュラインのリングが登場[388]。（13話「Dagger of the Mind」ではコロンボが「私の父親はエルクだったんですよ、私の母が辞めろというまで」と言う[389]。エルクはメイソンリーと別の友愛団体Benevolent and Protective Order of Elksのメンバー。）
- 『Xファイル』1995年/シーズン2エピソード13。フリーメイソンのエンブレムの墓[388]。
- 『The Thin Blue Line』1996年/シリーズ2エピソード2・エピソード3。ローワン・アトキンソン他出演[388]。
- イギリスBBCの自動車番組トップ・ギアでは、レクサスはフリーメイソンが乗る車だとネタにされており、モンティ・パイソンで登場した「秘密の握手」などをすることもある。
- 『進め!電波少年』/事前許可（アポイント）を取らず多くの著名人に様々な依頼を敢行するという企画が中心の番組であり、松村邦洋が日本グランド・ロッジに押しかけ、玄関のインターホンを鳴らして会員にしてくださいと繰り返した。年配の男性職員が対応したが会員にはしてもらえなかった。
- 『YOUは何しに日本へ?』2014年5月26日放送/空港でたまたま取材したフィリピンから来ていた団体が日本グランド・ロッジの新グランドマスター就任式に出席する予定のマニラのメイソンとその家族であり、彼らに付いてそのまま就任式の密着取材を敢行した。日本グランド・ロッジにTV取材が入るのはこれが初であった。グランドマスター（第57代）となった米軍基地に勤務する在日フィリピン人男性のヴィクター・オーティスに番組ディレクターが「世界を裏で牛耳っているのは本当ですか？」と質問したところ、オーティスは「まさか！」「いくつかの国の大統領がフリーメイソンなのは真実だけど…でもそれだけで世界を牛耳るなんて無理かな」「我々がやっているのは社会奉仕活動です」と回答した。
- 『モヤモヤさまぁ〜ず2』2015年10月4日放送/特番「モヤモヤさまぁ～ず2スペシャル「ロンドン」」でさまぁ〜ずとテレビ東京の狩野恵里アナウンサーがロンドンのフリーメイソンズ・ホールに作られているフリーメイソン博物館を訪れた。三村マサカズが日本でのフリーメイソンにまつわる都市伝説の一つである「野口英世の千円札を折り曲げて透かすと富士山に野口の目が重なりフリーメイソンのシンボルとなる」を会員である案内係の男性に確認していたが「ただ光に透けただけである」と失笑されていた。その後集会場に案内され、狩野がそこに設置されているパイプオルガンを用いて「赤いスイートピー」を演奏した。

・「刑事モース〜オックスフォード事件簿〜」
シーズン1・2

#### 漫画
- 『探偵学園Q』-原作天樹征丸・作画さとうふみや/2001年/日本/作中でフリーメイソンの暗号について触れている。
- 『ゴルゴ13』-第53巻-3「ズドロナス・マリヨ」で依頼するのがフリーメイソンの人間。整形手術でゴルゴと瓜二つの神父をバチカンに送り込みゴルゴの怒りを買った。
- 『霞ヶ関のフリーメイソン』-著者ケニー鍋島/前川つかさ/1994年/飛鳥新社/日本
- 『フロム・ヘル』-アラン・ムーア/エディ・キャンベル/2009年（原語版）/米国/フリーメイソンとその伝承がプロットの中心を占めている。

#### ゲーム
- 『ファイナルファンタジーX』[390]

### パロディ
- フリーソーメン - そうめんを食べる、無償でふるまう自称・秘密結社。同様の自称・秘密結社に『天ぷら騎士団』「イモミナティ」が存在する。